# Monument aux morts de la guerre de 1870 en France

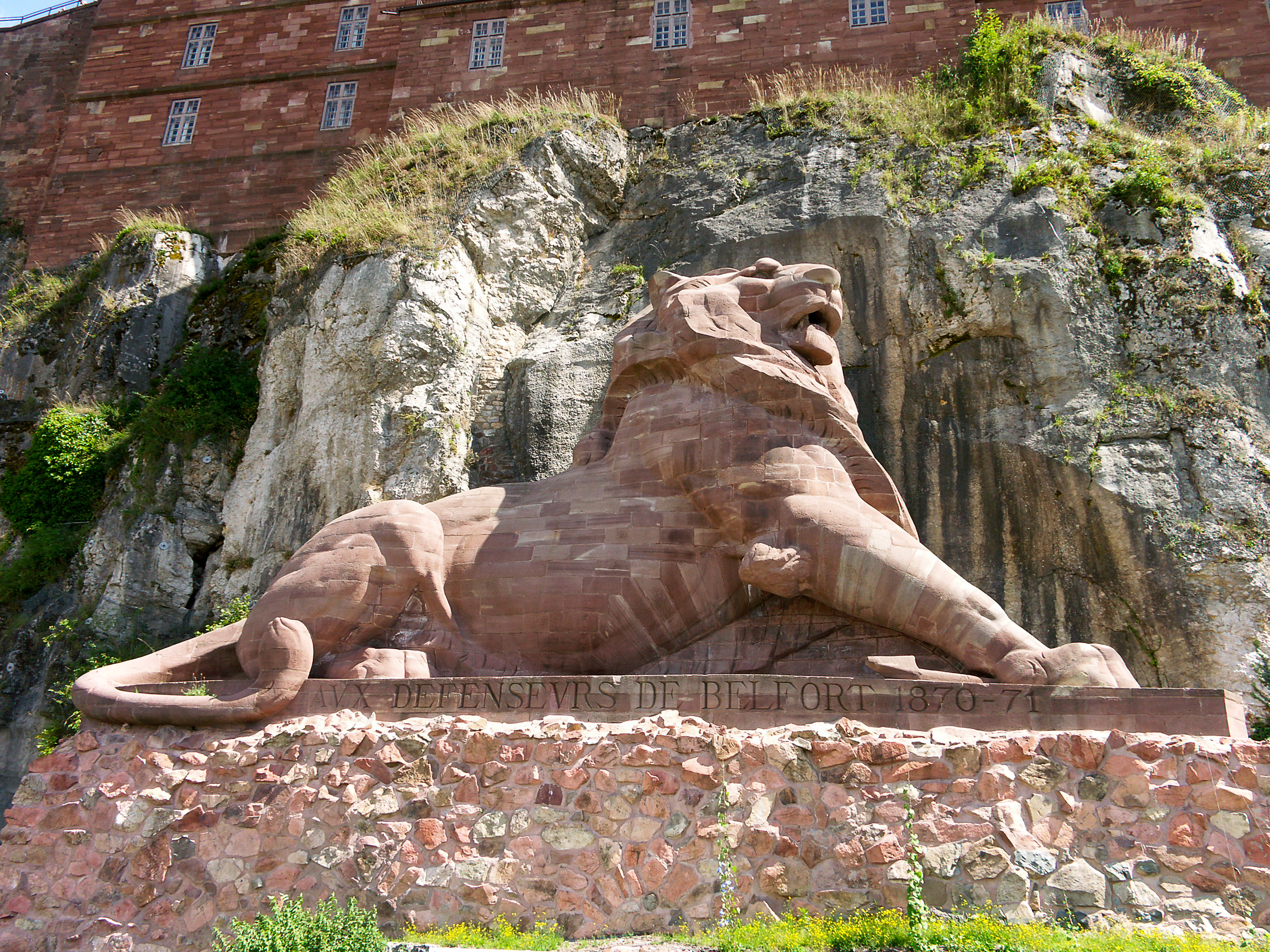
Belfort, Le Lion de Belfort.

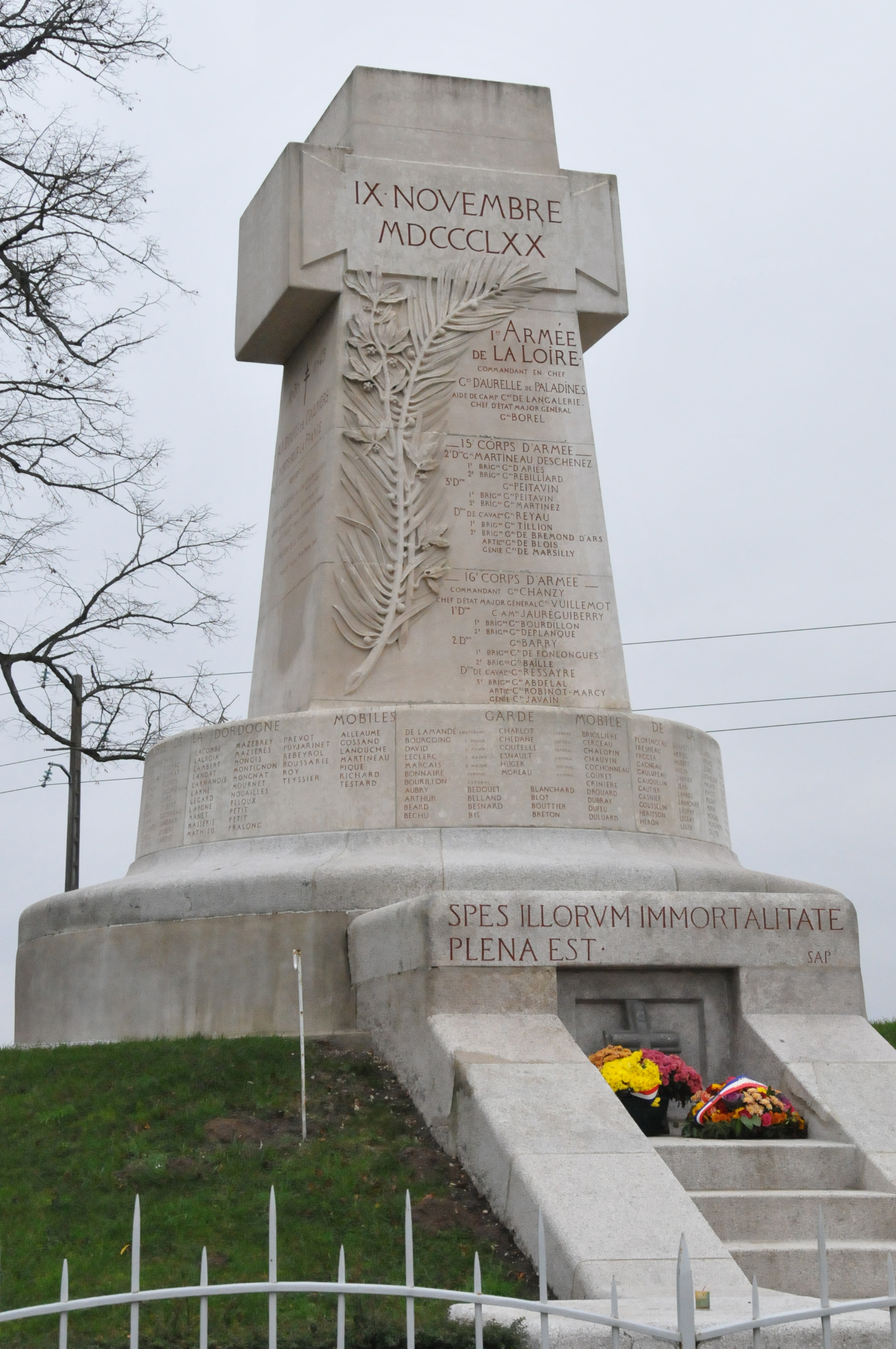
Coulmiers (Loiret), monument commémoratif de la bataille de Coulmiers.

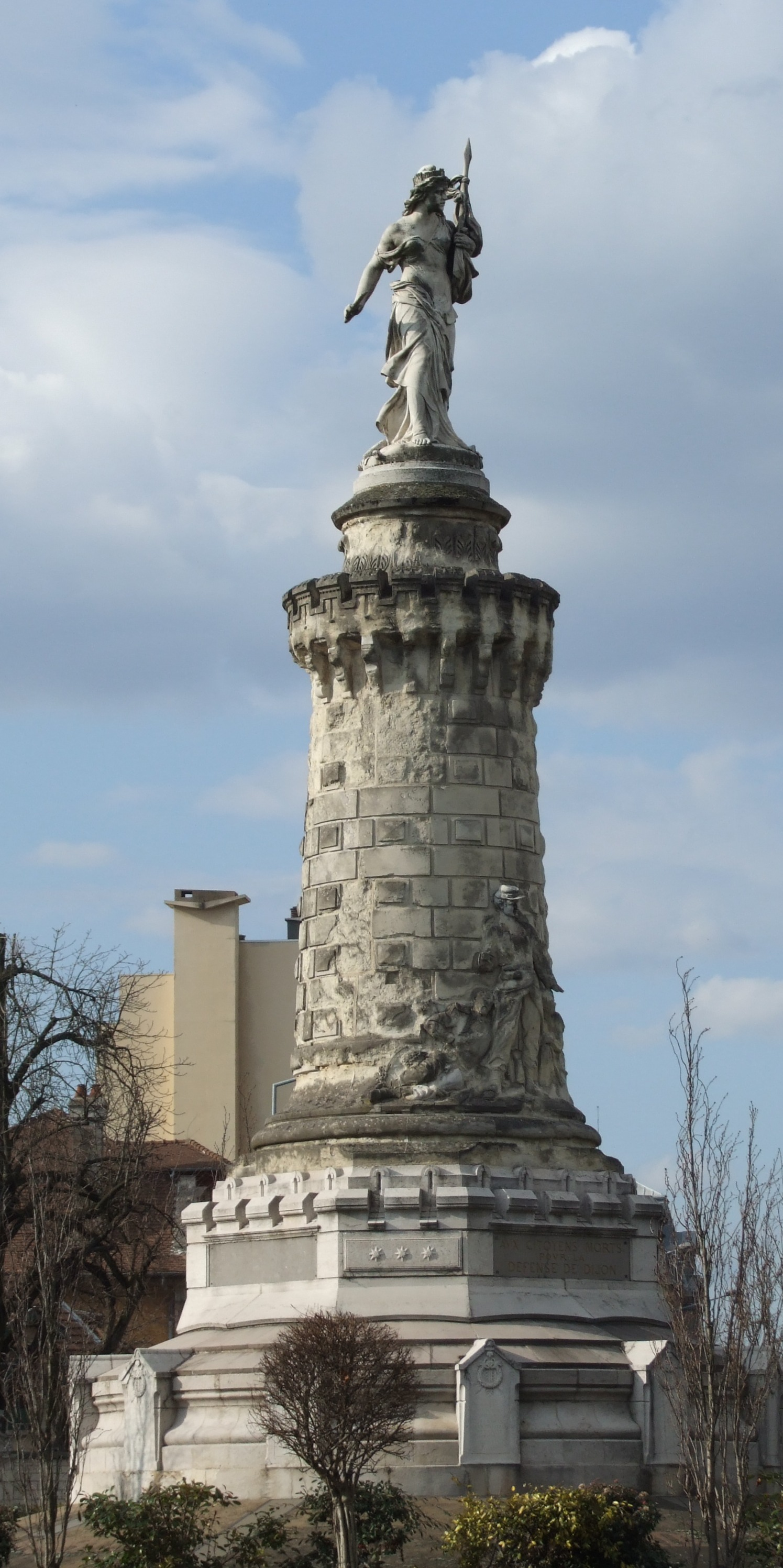
Dijon, monument « Aux citoyens morts pour la défense de Dijon » (1870).

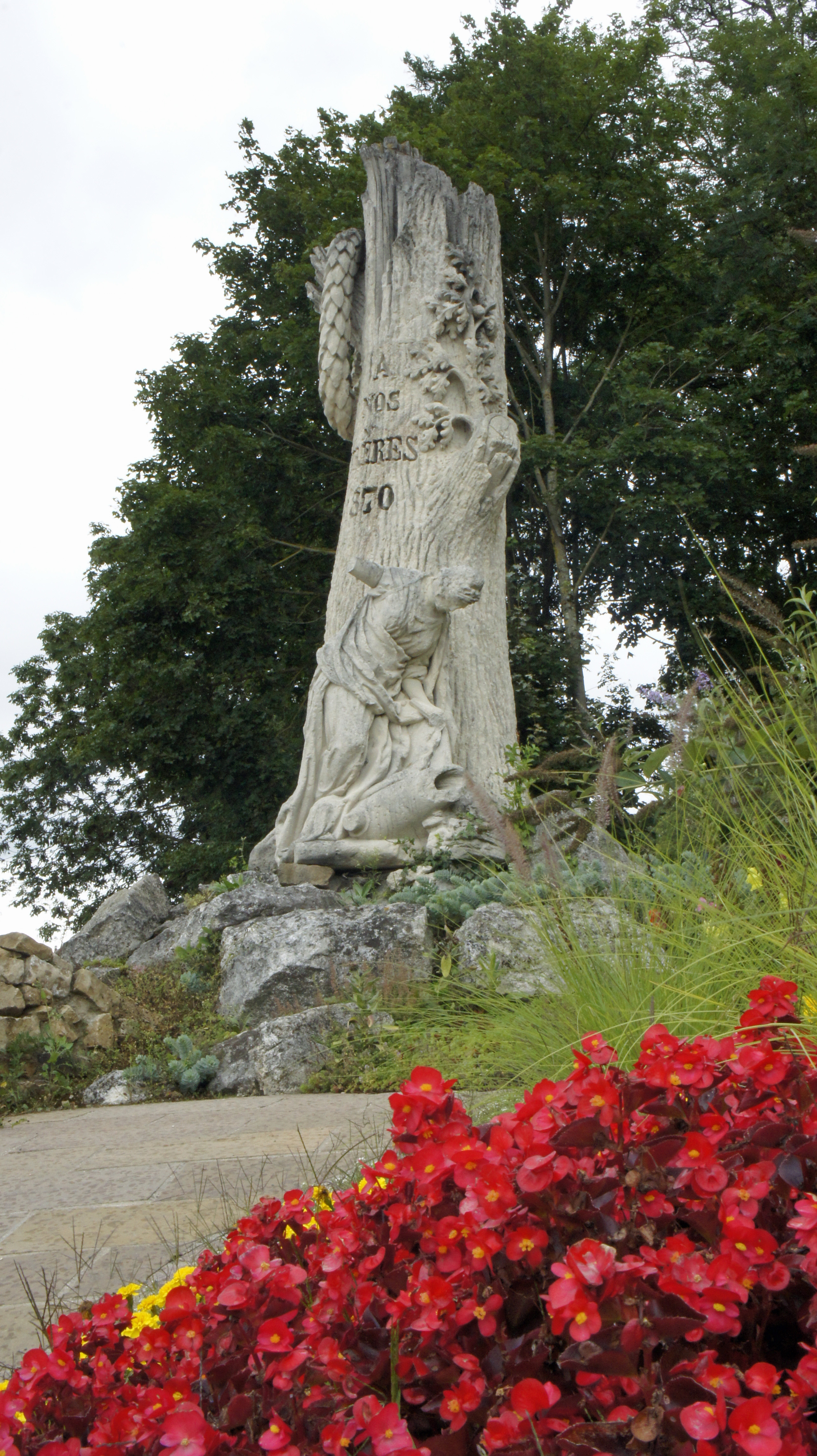
Floing, monument aux morts de la bataille de Sedan (1870).

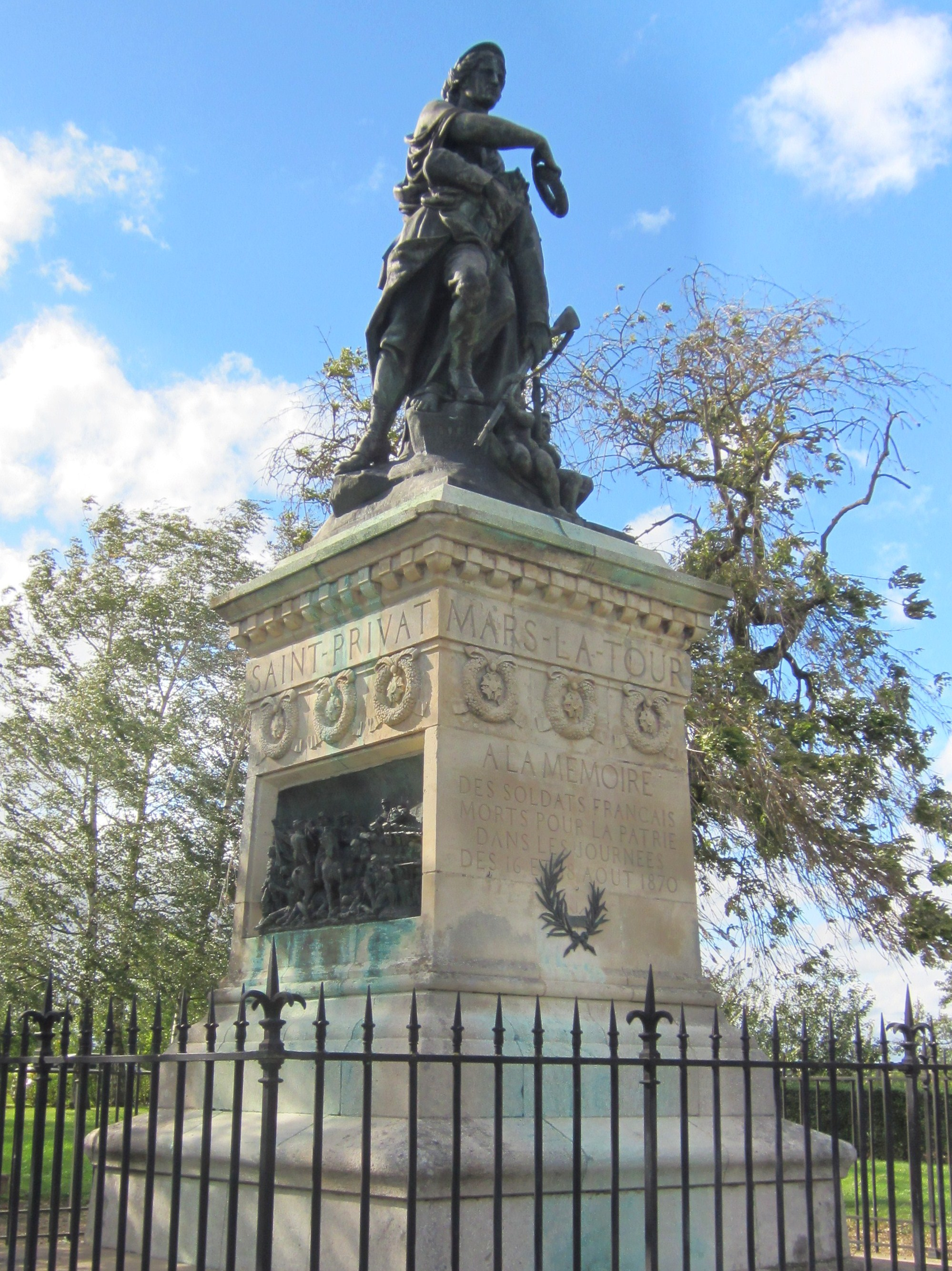
Mars-la-Tour (Meurthe-et-Moselle), monument et ossuaire (combats des 16 et 18 août 1870).

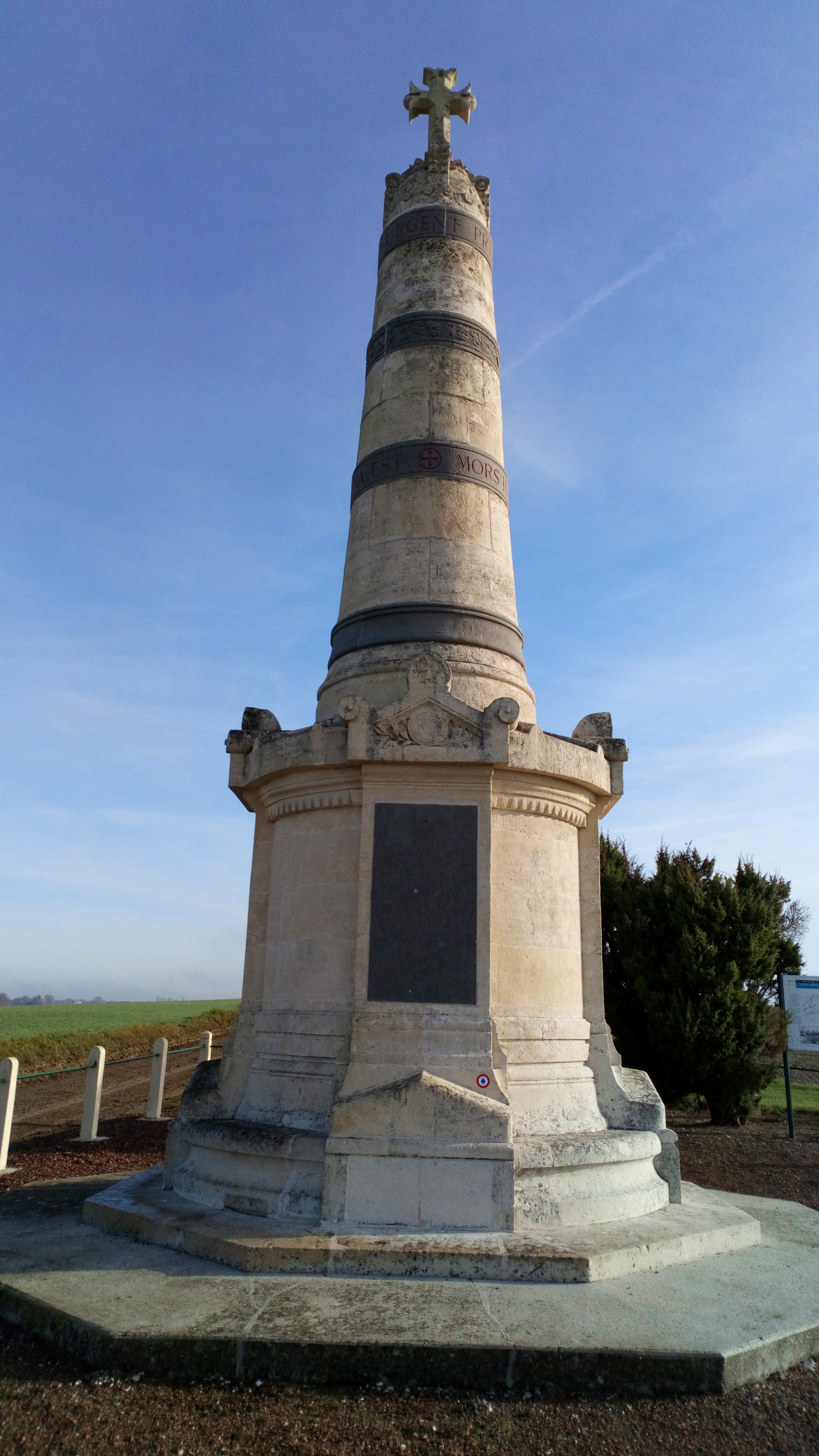
Pont-Noyelles (Somme), colonne Faidherbe, monument commémoratif de la bataille de l'Hallue.

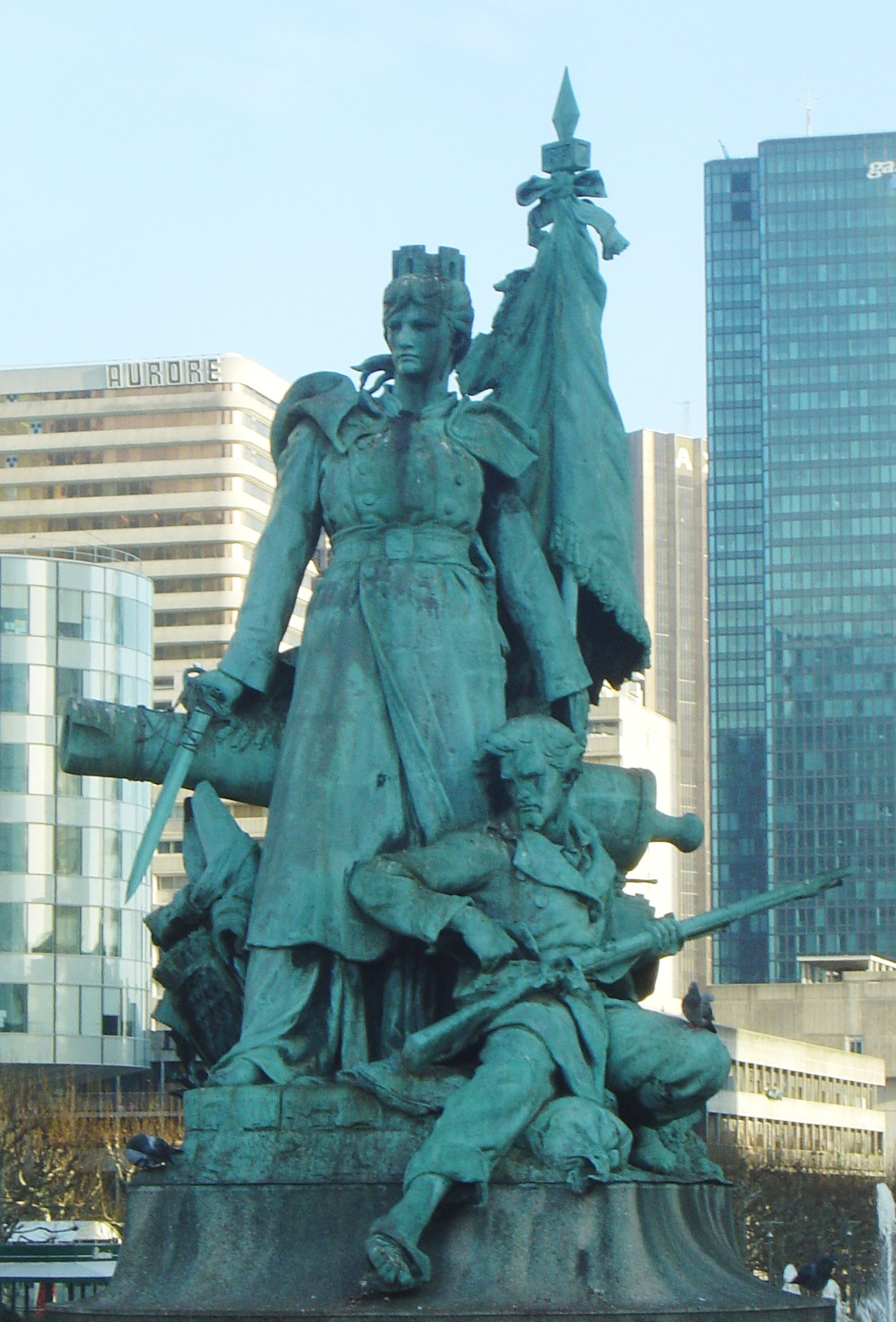
Puteaux, quartier de La Défense, Monument de la Défense de Paris.

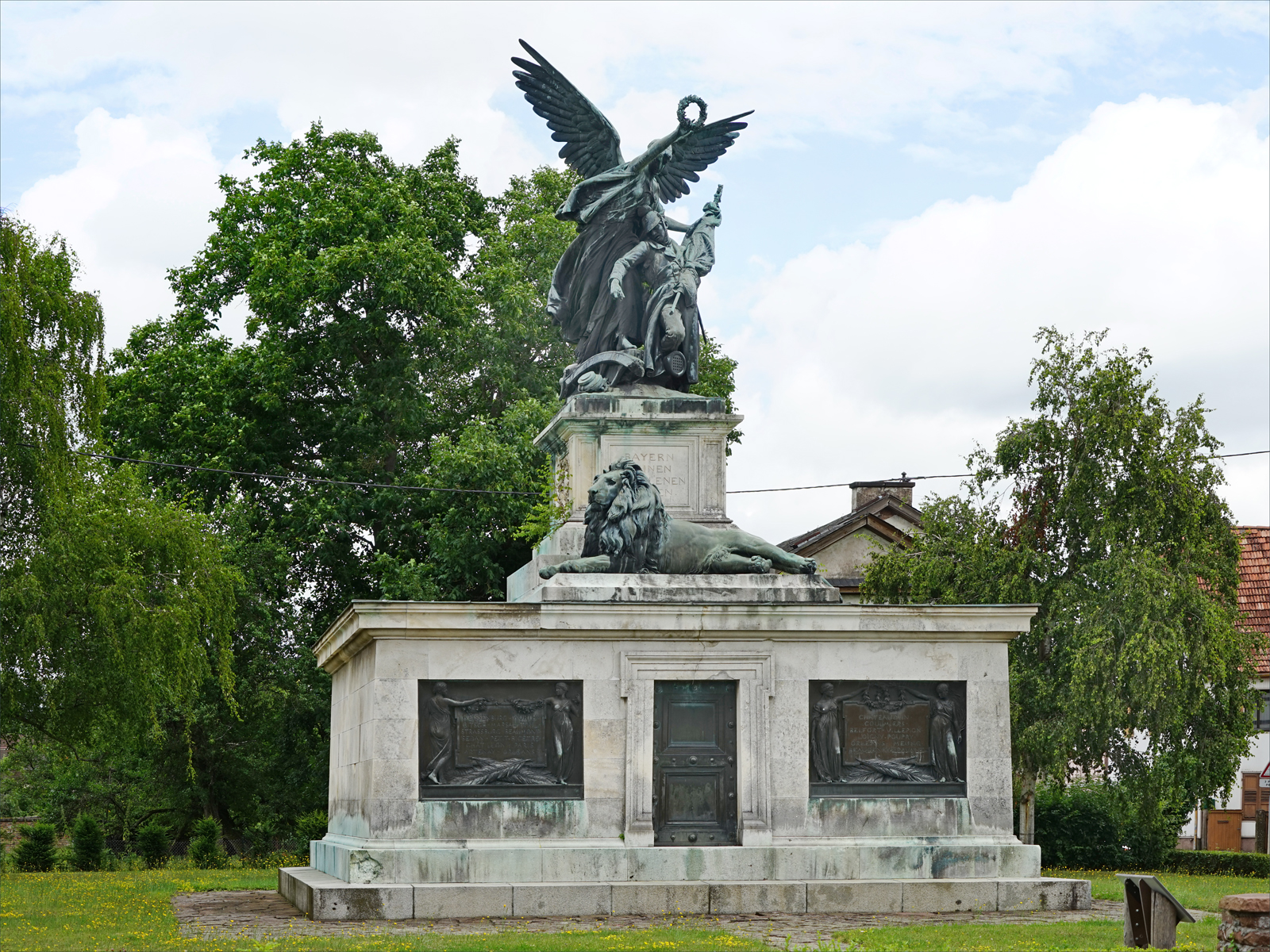
Wœrth, monument aux soldats bavarois.

Les monuments aux morts de la guerre de 1870 constituent les premiers exemples français de monuments rendant hommage aux Morts pour la Patrie citant à égalité les hommes de troupe et les officiers. Les premiers furent élevés dès les années 1870 pour commémorer les victimes françaises de cette guerre.
Il existe des monuments sans sépultures (cénotaphes), des monuments commémoratifs ou des tombes individuelles ou collectives (carrés militaires) de cette guerre dans quasiment tous les départements de la France métropolitaine ; cependant, ils sont beaucoup plus nombreux dans l'Est et le Nord de la France, en région parisienne, dans la région du cours médian de la Loire, le sud de la Basse Normandie, le Maine et la Bourgogne où se sont déroulés la plupart des combats.
Ils se présentent généralement sous la forme d'un socle supportant une œuvre d'art, d'un obélisque ou d'une stèle. La majorité de ces monuments, commémorant les morts de 1870, sont implantés dans les cimetières.

## Tombes de soldats et monuments commémoratifs

### Historique
Après un conflit qui dura du 18 juillet 1870 au 28 janvier 1871, le traité de Francfort du 10 mai 1871, clôtura la guerre franco-prussienne de 1870-1871. Il stipulait, dans son article 16, que les deux États signataires s'engageaient, sur leur territoire respectif, à entretenir les tombes de soldats morts pendant le conflit.
Les soldats ne portant pas encore de plaque d'identification, étaient, le plus souvent, ensevelis anonymement dans des tombes collectives. Du côté français le nombre de militaires tués est estimé entre 105 000 et 140 000.
La loi allemande du 2 février 1872 régla la question des tombes militaires allemandes et françaises dans les trois départements annexés d'Alsace-Lorraine.
La République française entretint aussi l'esprit de revanche à travers les 900 monuments, nés d'initiatives privées, qui apparurent entre 1870 et 1914, leur inauguration étant l'occasion de fêtes civiques (remise de médailles aux vétérans, banquets de régiments) qui devinrent de véritables « fêtes de la revanche » à la suite de la défaite de 1870,. Ces fêtes mémorielles furent rapidement républicanisées avec la loi du 4 avril 1873 sur la « conservation des tombes des militaires morts pendant la guerre de 1870-1871 », qui permit à l'État d'acheter les parcelles de cimetières ou d'exproprier les terrains où se trouvaient des sépultures.
Ces tombes ont été aménagées, entourées de grilles en fonte, correspondant à un modèle réglementé, avec une plaque portant la mention « Tombes militaires - Loi du 4 avril 1873 ». Dans le même temps, 25 ossuaires surmontés d'un monument ont été construits. Au total, de 1873 à 1878, l'État français a financé l'aménagement de 87 396 sépultures réparties sur 1 438 communes dans 36 départements. Dans ces sépultures, ont été ensevelis les corps de 37 859 Français, 21 876 Allemands, 27 661 Français et Allemands.
L'un des premiers monuments construits fut le monument national commémoratif de la guerre de 1870 à Mars-la-Tour (Meurthe-et-Moselle). L'édification de monuments commémoratifs a été, pour une part, l’œuvre du Souvenir français et celle des sections de vétérans. C'est à partir de la loi de 1890, laissant aux communes, l'initiative de leur érection, que l'on vit se multiplier les monuments aux morts de la guerre de 1870-1871, soit sur les emplacements de batailles, soit sur les places publiques, soit dans les cimetières communaux des villes et des villages.
Ils témoignaient également de la diffusion dans l'opinion de l'idéologie nationaliste, du culte du souvenir des morts au combat et pour une minorité, du désir de revanche sur l'Allemagne à la fin du XIXe siècle et au début du XXe siècle.

### Interprétation
Cette guerre s'étant conclue par une défaite française, les vétérans cherchèrent à oublier cet aspect pour mettre en valeur des actes héroïques individuels. Les monuments érigés, comme les commémorations, étaient donc souvent issus d'initiatives locales. Néanmoins, au niveau national, ils permirent également de consolider la Troisième République, en perpétuant le souvenir de ces morts au combat héroïsés. Le mouvement, d'abord local (sous la forme de monuments, comme de croix dans les cimetières, des obélisques ou des plaques) fut prolongé au niveau national en étant financé et organisé par l'État. Cela permit ainsi de forger l'identité républicaine des citoyens lors des inaugurations et des célébrations autour du monument érigé. Lors de celles-ci, les écoles, les bataillons scolaires, les sociétés patriotiques et gymniques, les autorités politiques, militaires et religieuses et surtout les amicales de vétérans furent sollicités. Par ces festivités (discours, parades, jeux, musique militaire ou funèbre, rues pavoisées, foule nombreuse, banquets, etc.) invitant les communautés urbaines ou villageoises à communier ensemble, souvent en novembre lors de la fête des morts, le souvenir de la défaite permit de préparer des esprits à la revanche future, comme le rappelle par exemple une plaque sur le monument d'Héricourt : « Leur défaite est encore une victoire ». Ces monuments œuvraient aussi à l'éducation patriotique et historique des jeunes générations, prenant naturellement leur place dans le « roman national ».
À la veille de la Première Guerre mondiale, chaque département était doté d'au moins un monument, pouvant atteindre 49 dans le Loiret. Paris en comptait sept, l'Algérie française au moins trois. Leur nombre augmenta dans les zones qui avaient été envahies (Picardie, Nord-Est, Val de Loire, Bourgogne), ou qui fournirent beaucoup de soldats (Sud-Ouest).
L'historien Rémi Dalisson souligne que la monumentalisation du souvenir de la guerre franco-prussienne prépara et inaugura des pratiques qui furent réutilisées après le premier conflit mondial pour honorer les morts le 11 Novembre. Néanmoins, elle s'en distinguait dans la mesure où la mémoire de la guerre franco-prussienne mettait l'accent sur la revanche, un « catéchisme belliqueux », alors que celle de la Grand Guerre insista sur l'idée de clore le chapitre des guerres. Quoi qu'il en soit, ce cérémonial « accoutume les Français à la commémoration de la guerre, de la souffrance et des combats pour une cause » écrit l'historien. Le portrait que ces cérémonies dressaient du parfait républicain (« revanchard prêt à mourir pour la patrie, bon citoyen et bon élève du récit national Lavissien ») préfigurait aussi l'archétype du Poilu, qui marqua durablement l'entre-deux-guerres.

### Caractéristiques
Les monuments portent souvent des noms liés à l'esprit de « revanche », l'espoir de retrouver l'Alsace et la Lorraine restant omniprésent : ainsi, La Revanche à Vic-en-Bigorre ou Gloriae Victis à Châlons-sur-Marne. Parfois, des sculpteurs célèbres sont mobilisés, comme Auguste Bartholdi pour le Lion de Belfort. Aristide Croisy et Aimé Millet sont notamment particulièrement prisés pour leurs statues de soldats, souvent en bronze. On distingue aussi des monuments faisant appel à des figures de l'Histoire de France (Jeanne d’Arc qui « relève l’épée de la France vaincue » sur le monument de Domrémy), du conflit franco-prussien (Louis Faidherbe pour celui Lille), des figures maternelles (éplorées, martiales, etc.), Marianne au tournant du siècle, ou encore des animaux symboles (le coq gaulois à Saint-Étienne). Sont aussi figurés des armes prises à l'ennemi, des obus et des chaînes brisées. Ces mémoriaux sont souvent situés sur des places ou des rues dont les noms rappellent la République.
Exceptionnels, on compte aussi quelques monuments aux morts pacifistes :  celui du cimetière du Père-Lachaise (Paris) est réalisé par l'ancien combattant Albert Bartholomé ; il est inauguré en 1899 devant quelque 90 000 personnes. Parfois, des scandales ont lieu, après que des militants d'extrême gauche ou anarchistes placardent des slogans pacifistes sur les monuments (comme à Pont-Noyelles en 1913). À l'inverse, les inaugurations de monuments peuvent parfois donner lieu à une instrumentalisation de la mémoire de 1870 par l'extrême droite, pour promouvoir le boulangisme anti-républicain. Après la loi de 1905, certaines croix ornant les monuments sont critiquées, voire retirées.
Contrairement aux monuments de la Première Guerre mondiale produits le plus souvent en série, à une époque postérieure, les monuments de la guerre de 1870 sont, dans leur grande majorité, des œuvres uniques. Leur intérêt architectural et artistique réside dans leur grande diversité, réalisés par des artistes affirmés, à l'âge d'or de la sculpture de la fin du XIXe siècle ou de simples stèles. Ils sont de formes variées : colonne, colonne tronquée, obélisque, obélisque tronqué, pyramide ou simple borne etc. accompagné ou non de statues avec inscription d'une dédicace et éventuellement du nom des victimes.
Cependant, quelques monuments furent reproduits en séries. Il s'agit notamment des statues du « marin », du « mobile en armes » ou du « mobile au drapeau » qu'on retrouve un peu partout en France. Enfin Le Souvenir français, créé en 1887 pour perpétuer la mémoire des soldats, a financé la fabrication de plaques de bronze émaillé sur lesquelles était inscrit le nom des victimes. Ces plaques furent apposées dans les cimetières communaux ou sur les murs des monuments publics (mairie, école etc.).
Un certain nombre de monuments furent détruits pendant la Première ou la Seconde Guerre mondiale, d'autres ont eu leurs statues de bronze refondues par l'ennemi. Certains furent transformés, déplacés ou remplacés au cours du XXe siècle.
Des tombes individuelles ou collectives (ossuaires) ont été édifiées, le plus souvent dans les cimetières communaux, conformément à la loi de 1873. Des monuments à la mémoire de chefs de guerre où d'hommes politiques ont également été érigés, entre 1871 et 1914. La plupart des ossuaires furent surmontés d'un monument parfois grandiose parfois revêtant la forme classique d'un obélisque.

## Liste des monuments commémoratifs et lieux de mémoire
Sont indiqués dans cette liste les monuments aux morts, les monuments commémoratifs de batailles, combats, événements, les monuments et statues érigés en mémoire des chefs militaires et politiques, les ossuaires, cimetières, tombes et autres lieux de mémoire de la guerre de 1870-1871, classés par ordre alphabétique de région, puis de département et de commune.

### Auvergne-Rhône-Alpes

#### Ain
Pour un article plus général, voir Liste des monuments aux morts dans l'Ain.
| Commune                | cimetières et monuments commémoratifs | illustration |
| ---------------------- | --- | ------------ |
| Belley                 | Monument de 1870 avec cette dédicace, « La ville de Belley à ses Enfants Morts pour la Patrie, aux Soldats qui ont sauvé la France ». Sur ce monument ont été également gravés les noms des morts pour la France des conflits suivants : 1914-1918, 1939-1945, guerres coloniales. Architecte du monument : Bernard Masson-Floret. |              |
| La Boisse              | Monument aux morts avec le nom des morts en 1870-1871 inscrit sur une face |              |
| Chanay                 | Statue de la Vierge Marie où se situe une plaque avec le nom des morts en 1870-1871. |              |
| Condeissiat            | Monument aux morts avec le nom des morts en 1870-1871 inscrit sur une face |              |
| Feillens               | Monument aux morts dans les conflits du XIXe siècle « Morts au champ d'honneur 1870 » |              |
| Meximieux              | Plaque commémorative de la guerre de 1870-1871 |              |
| Meximieux              | Monument dans le cimetière de Meximieux (en hommage au soldats de plusieurs départements) |              |
| Montluel               | Plaque à la mémoire des victimes du canton de Montluel de la guerre de 1870-1871 |              |
| Neyron                 | Mairie, plaque des victimes de Neyron de la guerre 1870-71 |              |
| Neyron                 | Monument aux morts avec inscription du nom des morts en 1870-1871 |              |
| Niévroz                | Monument aux morts avec le nom des morts en 1870-1871 inscrit sur une face |              |
| Oyonnax                | Monument aux morts, inauguré en 1947, dédié à la mémoire des trois guerres franco-allemandes de 1870-1871, 1914-1918 et 1939-1945. |              |
| Rignieux-le-Franc      | Plaque de 4 noms posée devant le monument aux morts de la guerre de 1914-1918 |              |
| Saint-Rambert-en-Bugey | Monument aux morts de Saint-Rambert-en-Bugey plaque à la mémoire des enfants du département morts pour la Patrie, canton de Saint-Rambert 1870-1871 |              |
| Thézillieu             | Monument aux morts, inauguré en 1925, dédié à la mémoire des trois guerres franco-allemandes: de 1870 face latérale gauche du pilier central, 1914-1918 face frontale du pilier central, 1939-1945 faces frontales des deux piliers latéraux en forme de croix de lorraine rajoutés en 1947.                                       |              |
| Trévoux                | Mairie, plaque à la mémoire des enfants du département morts pour la Patrie, canton de Trévoux 1870-1871 |              |

#### Allier
Pour un article plus général, voir Liste des monuments aux morts dans l'Allier.
| Commune            | cimetières et monuments commémoratifs | illustration |
| ------------------ | --- | ------------ |
| Gannat             | Monument aux morts de 1870, représentant la Mère Patrie pleurant ses enfants, appuyée contre une lanterne des morts. Jean Coulon, sculpteur.                         |              |
| Malicorne          | |              |
| Monétay-sur-Allier | |              |
| Montmarault        | Dans le cimetière. |              |
| Moulins            | Monument de la guerre de 1870 inauguré le 3 août 1902. |              |
| Neuilly-le-Réal    | |              |
| Vichy              | Dans le cimetière. Monument aux 119 soldats vichyssois mort à la guerre de 1870, sous forme d'obélisque, édifié en 1887 (117 soldats inhumés dans la fosse commune). |              |

#### Ardèche
Pour un article plus général, voir Monuments aux morts de l'Ardèche.
| Commune                | cimetières et monuments commémoratifs                                                                                          | illustration |
| ---------------------- | --- | ------------ |
| Annonay                | Dans le cimetière, monument aux morts : « À la mémoire des enfants d'Annonay et de la région morts pour la patrie 1870-1871 ». |              |
| Joyeuse                | Dans l'église Saint-Pierre. Plaque sur le mur à gauche derrière la pietà.                                                      |              |
| Privas                 | Monument aux Mobiles de l'Ardèche édifié en 1909, Joseph Malet, sculpteur.                                                     |              |
| Saint-Alban-Auriolles  | Dans l'église Saint-Alban. |              |
| Saint-Marcel-d'Ardèche | Dans le cimetière. |              |

#### Cantal
| Commune  | cimetières et monuments commémoratifs | illustration |
| -------- | --- | ------------ |
| Aurillac | Monument à la mémoire des enfants du Cantal morts pour la défense de la Patrie lors de la guerre face aux Prussiens, inauguré en 1903, statue par Jean-Baptiste Champeil. |              |

#### Drôme
| Commune            | cimetières et monuments commémoratifs | illustration |
| ------------------ | --- | ------------ |
| Aulan              | |              |
| Lus-la-Croix-Haute | Sur la place de la République |              |
| Montélimar         | Dans le cimetière. |              |
| Pierrelatte        | Dans le cimetière. |              |
| Romans-sur-Isère   | Dans le cimetière, plaque commémorative apposée au Monument du Souvenir français en 1913, pour rendre hommage au Romanais morts pour la France durant la guerre de 1870-1871. |              |
| Valence            | Monument de la guerre de 1870, sur le Champ de Mars. |              |

#### Haute-Loire
| Commune         | cimetières et monuments commémoratifs                                   | illustration |
| --------------- | ----------------------------------------------------------------------- | ------------ |
| Paulhaguet      | Monument aux morts 1870-1871.                                           |              |
| Le Puy-en-Velay | Monument aux morts de la guerre de 1870 de Paul Dubois, édifié en 1895. |              |

#### Haute-Savoie
| Commune          | cimetières et monuments commémoratifs                                                                              | illustration |
| ---------------- | --- | ------------ |
| Taninges         | Monument aux morts du canton de Taninges, À la mémoire des enfants du canton.                                      |              |
| Thonon-les-Bains | Monument « Aux soldats morts pendant la guerre de 1870-1871 », Délibération du Conseil municipal 22 novembre 1879. |              |

#### Isère
| Commune              | cimetières et monuments commémoratifs                               | illustration |
| -------------------- | ------------------------------------------------------------------- | ------------ |
| La Balme-les-Grottes | Monument aux morts 1870-1871, 1914-1918, 1939-1945.                 |              |
| Grenoble             | Cimetière Saint-Roch, monument aux morts de la guerre de 1870-1871. |              |
| Crémieu              | Monument aux morts 1870-1871, 1914-1918, 1939-1945                  |              |

#### Loire
| Commune            | cimetières et monuments commémoratifs | illustration |
| ------------------ | --- | ------------ |
| Chazelles-sur-Lyon | Monument de la guerre de 1870-1871. |              |
| Chevrières         | Monument de la guerre de 1870-1871 |              |
| Rive-de-Gier       | Monument qui est affecté aussi aux morts à l'outremer.                                                                                     |              |
| Saint-Étienne      | Monument inauguré en 1898, par le président de la République Félix Faure, groupe en fonte de fer dorée d’André Vermare, fonderie Thiébaut. |              |

#### Puy-de-Dôme
| Commune          | cimetières et monuments commémoratifs | illustration |
| ---------------- | --- | ------------ |
| Ardes-sur-Couze  | Monument aux morts du canton 1870-1871. |              |
| Châtel-Guyon     | Cimetière communal, Monument aux morts 1870-1871. |              |
| Clermont-Ferrand | Cimetière des Carmes, monument aux morts de la guerre de 1870-1871. |              |
| Issoire          | Monument « A nos chers disparus de 1870 », sur un piédestal surmonté d'un obélisque, se dresse la statue d'un soldat. Inauguré en 1903, le monument a été réalisé par le Souvenir français qui l'a ensuite cédé à la Ville. |              |

#### Rhône
| Commune                | cimetières et monuments commémoratifs | illustration |
| ---------------------- | --- | ------------ |
| L'Arbresle             | Monument aux morts 1914-1918 sur lequel sont inscrits le nom des morts de la commune de la guerre de 1870-1871. |              |
| L'Arbresle             | Hôtel de ville, plaque commémorative 1870-1871. |              |
| Le Bois-d'Oingt        | Monument des Mobiles 1870-1871 « À la mémoire des combattants du canton du Bois d'Oingt morts pour la Patrie ». |              |
| Cailloux-sur-Fontaines | Monument aux morts 1914-1918 sur lequel sont inscrits le nom des morts de la commune de la guerre de 1870-1871. |              |
| Lyon                   | Monument aux morts « Aux enfants du Rhône défenseurs de la Patrie » - 1870-1871 à proximité du Parc de la Tête-d'Or. |              |
| Lyon                   | Cimetière de La Guillotière (nouveau), monument à la mémoire des citoyens morts pour la défense de la Patrie. |              |
| Lyon                   | Hôtel de ville : - sous les voûtes de l'entrée, plaque commémorative aux Légions du Rhône 1870-1871 ; - sous les voûtes de la cour plaque commémorative à l'armée d'active et aux corps divers 1870-1871.                                                               |              |
| Vaugneray              | Monument aux morts du canton de Vaugneray, architecte Robert Giroud grand-prix de Rome. Le monument à la forme d'un arc monumental à cinq arches avec au centre l'autel de la Patrie à la gloire des soldats de 1870-1871 (face nord de l'autel), 1914-1918, 1939-1945. |              |
| Villefranche-sur-Saône | Monument des combattants 1870-1871 (1902), architecte : Eugène Mehu, sculpteur : Édouard-François Millet de Marcilly. |              |

#### Savoie
| Commune  | cimetières et monuments commémoratifs | illustration |
| -------- | --- | ------------ |
| Bramans  | Monument aux morts sur lequel sont inscrits les noms des soldats morts en 1870-1871. |              |
| Bramans  | Cimetière communal, plaque émaillée en forme de cœur, cloué sur la chapelle. Avec cette inscription : « À nos morts pour la France - souvenir de la 1871e section des vétérans et de la Grande Guerre » et le nom de deux soldats. |              |
| Chambéry | Monument aux combattants de 1870. |              |

### Bourgogne-Franche-Comté

#### Côte d'Or
| Commune                   | cimetières et monuments commémoratifs | illustration |
| ------------------------- | --- | ------------ |
| Beaune                    | Monument aux morts de la guerre de 1870-1871, érigé en 1896. |              |
| Boncourt-le-Bois          | Monument "Aux braves de la division Crémer" |              |
| Boncourt-le-Bois          | Cimetière communal : monument funéraire |              |
| Boncourt-le-Bois          | Château de la Berchère : croix surmontant une sépulture militaire |              |
| Châtillon-sur-Seine       | Cimetière Saint-Jean : - Monument à la mémoire des francs-tireurs morts en combattant le 19 novembre 1870. - Monument aux morts allemands 1870-1871. - Deux tombes individuelles allemandes. |              |
| Châtillon-sur-Seine       | Cimetière Saint-Vorles : monument à la mémoire de Louis Vigneron, fusillé par les Allemands le 19 décembre 1870. |              |
| Chaux                     | Monument dit « du Canon » |              |
| Chaux                     | Tombe militaire au cimetière, à la mémoire de deux artilleurs |              |
| Crépand                   | Colonne Garibaldi commémorant la bataille de Crépand du 8 janvier 1871 entre les troupes de Ricciotti Garibaldi et celles de la Prusse. |              |
| Dijon                     | Monument « Aux citoyens morts pour la défense de Dijon » (1870) |              |
| Dijon                     | Monument à Garibaldi. En remplacement de la statue de 1898, un buste de Garibaldi commandant de l'Armée des Vosges, œuvre de Victorio Macoratti, fut placé devant le piédestal de la statue disparue, en 1961. En 1986, la ville de Dijon fit démonter le piédestal et accrocha le buste au mur d'une maison.                                                                                        |              |
| Dijon                     | Clos de Pouilly : stèle de la quatrième brigade Ricciotti Garibaldi. |              |
| Dijon                     | Cimetière communal : Monument-tombe 1870-1871, élevé en 1905 sur un caveau rassemblant 2 000 corps de soldats français, allemands et italiens inhumés sur le territoire de la ville. Le monument est en forme de pyramide triangulaire - sur une face est gravée l'inscription : « 1870-1871 Aux Victimes de la Guerre » - sur les trois autres faces : « Français » - « Allemands » - « Italiens ». |              |
| Dijon                     | Monument allemand rue de la charmette. |              |
| Fontaine-lès-Dijon        | Monument au général Jozef Bossak-Hauké, général polonais, commandant la Ire Brigade de l'Armée des Vosges. Il trouva la mort à la Bataille de Dijon. |              |
| Hauteville-lès-Dijon      | Stèle à la mémoire du Général Josef Bossak-Hauke. |              |
| Montbard                  | Monument aux morts 1870-1871. |              |
| Nuits-Saint-Georges       | Monument du champ de bataille, par l'architecte lyonnais André Bellemain et le sculpteur Eugène Clause. |              |
| Nuits-Saint-Georges       | Cimetière communal : - Monument élevé par les Légionnaires du Rhône, surmontant un caveau construit par l'État. - Tombe allemande. - Tombe du sergent Robat. |              |
| Nuits-Saint-Georges       | Cénotaphe à la mémoire de Léon Mesny de Boisseaux, tué le 20 novembre 1870. |              |
| Nuits-Saint-Georges       | Concœur : monument militaire à la mémoire des morts de 1870 |              |
| Saint-Seine-sur-Vingeanne | Cimetière communal : tombe des 5 mobiles de la Loire tués au combat du 27 octobre 1870. |              |
| Semur-en-Auxois           | Monument aux morts de la guerre de 1870-1871 |              |
| Talant                    | Monument commémoratif des trois batailles de Dijon, dédié à la mémoire des soldats français et étrangers de l'Armée de l'Est du Général Bourbaki et des Volontaires de Garibaldi : 25, 26, 27 novembre 1870 et 21, 22 et 23 janvier 1871. |              |
| Villars-Fontaine          | Monument de la guerre de 1870. |              |

#### Doubs
Pour un article plus général, voir Liste des monuments aux morts dans le Doubs.
| Commune                      | cimetières et monuments commémoratifs | illustration |
| ---------------------------- | --- | ------------ |
| Audincourt                   | Obélisque dans le cimetière de la rue de Belfort. Mention : "A la mémoire des 24 braves morts pour la Patrie en 1870/71 qui reposent ici" |              |
| Baume-les-Dames              | Obélisque au centre du cimetière communal. Mention : " Aux soldats morts pour la défense de leur pays - La ville de Baume-les-Dames - 1870-1871 ". |              |
| Belleherbe                   | Hameau de la Violette. Stèle au maire de l'époque Joseph Victor Roy tué par les Prussiens le 30 janvier 1871 alors qu'il s'interposait pour empêcher la réquisition d'un bœuf. La stèle a été réhabilitée en mars 2021. |              |
| Besançon                     | Cimetière des Champs Bruley : monument « À la mémoire des défenseurs de la patrie 1870-1871 / Ici reposent 2 179 officiers, sous-officiers et soldats morts pour la patrie ». |              |
| Beure                        | Colonne dans le cimetière communal. Le monument est dédié à toutes les guerres ; à l'arrière du socle a été gravé : "AUX VETERANS-1870-1871". |              |
| Bethoncourt                  | Obélisque dans le cimetière communal avec les noms de 16 personnes. |              |
| Bondeval                     | Obélisque dans le cimetière avec la mention : "A la mémoire des Gardes Mobiles du Doubs 2e Bataillon morts pour la Patrie au combat de Seloncourt le 13 janvier 1871". |              |
| Chemaudin                    | Colonne dans le cimetière. Mention : « Aux mobiles de Saône-et-Loire décédés à Chemaudin ». Une autre source précise qu'il s'agit d'un hommage aux 18 soldats du 4e bataillon des gardes mobiles de Saône-et-Loire décédés à l'infirmerie installée dans la commune entre le 08/02 et le 12/03/1871. |              |
| Chouzelot                    | Stèle située en haut du village sur les lieux des affrontements, portant la mention : « Soldats français tués au mont Gardot dans les combats du 25, 26, 27 janvier 1871. Souvenir des habitants de Chouzelot ». |              |
| Pays-de-Clerval (ex Clerval) | Obélisque dédié aux guerres du XIXe siècle, portant 7 noms dont 5 de la guerre de 1870. |              |
| Étalans                      | Obélisque dans le cimetière portant la mention : « Aux sous officiers et soldats morts à l'ambulance 1870-1871 ». |              |
| Geney                        | Obélisque dans le cimetière communal portant 2 noms et la mention : « A la mémoire de deux enfants de Saône-et-Loire morts en combattant pour la Patrie ». |              |
| La Cluse-et-Mijoux           | À l'entrée de la cluse, monument « Aux derniers défenseurs de la Patrie - 1er février 1871 ». Monument mémorial dédié aux combattants dont le sacrifice, en retardant l'avance prussienne, permit à l'Armée de l'Est de se réfugier en Suisse et à son 18e corps d'armée de rejoindre Lyon. Autres inscriptions : « L'Union Fraternelle des Anciens Soldats de l'arrondissement de Pontarlier à ses frères d'armes » ; « La commune de La Cluse soucieuse de ses devoirs » ; « Vingtième témoignage de la reconnaissance éternelle des habitants de la Cluse à leurs défenseurs » (posée en 1891) ; « Centenaire de la bataille de La Cluse » (posée en 1991 par Le Souvenir français et les communes de la Cluse et Mijoux, Oye et Pallet, Pontarlier, Verrières de Joux, en souvenir des défenseurs de ce lieu) ; « A la mémoire des soldats français tués dans le combat de La Cluse le 1er février 1871 » (plaque offerte par la Société de Tir de Pontarlier) ; « 1er février 1871 - La colonie scolaire du IXe arrondissement de Paris - en souvenir des combats de la Cluse - Plaque inaugurée le 11/09/1887 ». |              |
| Maîche                       | Stèle surmontée d'une croix dans l'ancien cimetière mentionnant 28 noms ainsi que 15 inconnus et portant la mention : « Credo Resurget. A l'Armée de l'Est 1870-1871. Ce monument a été érigé avec le produit d'une loterie faite par les soins du docteur Taillard médecin de l'Ambulance de Maîche et Mr le Comte de MERODE, maire de Maîche ». |              |
| Mathay                       | Monument dans le cimetière avec ces 2 inscriptions : « Aux mobiles des Vosges tués devant l'ennemi le 18 janvier 1871" et "À la mémoire des enfants de Mathay morts pour la Patrie ». |              |
| Montbéliard                  | Square du Souvenir-Paul-de-Resener : obélisque « Aux enfants de l'arrondissement de Montbéliard morts pour la patrie et à l'armée de l'est ». Cimetière du Haut : monument « À la Mémoire de 109 Braves de l'Armée de l'Est tués à l'ennemi les 15 et 16 janvier 1871 sous les murs de Montbéliard ou morts des suites de leurs blessures dans les ambulances de cette ville ». Au niveau du 3 boulevard Frédéric-Ferrand : monument : « À la mémoire des braves... Morts pour la patrie dans les journées des 15, 16 et 17 janvier 1871 ». |              |
| Morteau                      | Cimetière, place Pagnier : monument aux Morts de 1870-1871 et 1914-1918. Souvenir des soldats de l'armée de l'Est faisant retraite en janvier 1871 et des soldats de la Grande Guerre - « Aux soldats Morts pour la Patrie 1870-1871 - Aux Poilus de 1914-1918 ». Près de ce monument, plaque commémorative à la mémoire de 27 soldats français et 2 allemands décédés à Morteau lors de la retraite de l'armée de l'Est en février-mars 1871 ; sont également mentionnés 5 habitants originaires de la commune morts sur différents champs de bataille durant la guerre de 1870. |              |
| Nods                         | Monument aux morts de 1870. Sur le parvis de l'église Saints-Pierre-et-Paul. Deux plaques de chaque côté du portail de l'église. |              |
| Ornans                       | Monument du cimetière à la mémoire de 117 soldats morts dans les ambulances de la ville en 1871. Datant de 1872, le monument a fait l'objet d'une réfection en 1890. Le recensement effectué par MémorialGenWeb indique 110 noms+ 2 inconnus complétés par 22 autres (dont 3 non décédés à Ornans). |              |
| Petite-Chaux                 | Plaque commémorative à la mairie portant 1 nom. |              |
| Pontarlier                   | Au centre du cimetière communal Saint Roch, stèle avec sculpture de L'Ange vengeur ou Le Génie de la Revanche portant ces inscriptions : « À la mémoire des morts des combats du 1er février 1871 » et « De ces ossements renaîtra notre vengeance ! ». La sculpture est un don du sculpteur Camille Demesmay (1815-1890). Outre les sépultures de soldats français, se trouve le tombeau, entretenu par la ville, de trois soldats prussiens qui avaient refusé d’exercer des représailles contre des soldats français lors de la guerre de 1870. |              |
| Pugey                        | Stèle sur le carré militaire mentionnant les 53 soldats de l'armée de l'Est morts sur la commune et aux environs, au premier trimestre 1871 et inhumés à cet endroit. |              |
| Quingey                      | Dans le cimetière commun de Quingey-Chouzelot, monument "à la mémoire des anciens Quingeois morts pour la Patrie - La ville de Quingey reconnaissante", et pour les soldats Français tués au mont Gardot en 1871.La paroisse de Quingey à 14 soldats tués au Mont Gardot les 25, 26 janvier 1871 et à 25 de leurs compagnons d'armes dans les ambulances de la ville. Suivi de la mention latine "Sil memoria illorum in benedietione et ossa eorum pullulent de loco suo". 38 noms y figurent. |              |
| Rougemont                    | Monument aux morts de Chazelot et Montferney près de la chapelle Saint-Hilaire, portant 52 noms. |              |
| Saint-Julien-lès-Montbéliard | Cimetière communal : monument de la Guerre de 1870-1871 avec cette dédicace : « Ici reposent deux Mobiles de la Charente morts pour la Patrie en poursuivant l'ennemi après le combat de Sainte-Marie le 13 janvier 1871 ». |              |
| Scey-en-Varais               | Obélisque dans le cimetière, devant l'église portant 8 noms. |              |
| Vaux-et-Chantegrue           | Sculpture place de la Pyramide, monument dédié "Aux braves morts au champ d'honneur à Vaux le 31 janvier dans un des derniers combats de 1871". Rappel historique : pendant qu'une partie de l'Armée de l'Est passait en Suisse des points de résistance d'arrière-garde étaient organisés comme ici, du lac de Saint-Point à Bonnevaux, pour ralentir la progression des Prussiens au sud vers le Jura et l'Ain et aussi permettre aux troupes françaises qui n'avaient pu atteindre la frontière suisse de se replier en direction de Lyon. |              |
| Vernierfontaine              | Plaque de marbre avec 5 noms de soldats « morts à l'ambulance ». Apposée sous le porche de l'église en 2021, à côté de la paque mentionnant les 15 morts du village à la guerre de 1914-1918. |              |
| Vorges-les-Pins              | Stèle, en haut du village sur les lieux des affrontements, portant "A la mémoire des soldats morts par suite de leur dévouement à la Patrie dans les combats des 24,25 et 26 janvier 1871.Souvenir des habitants de Vorges - De Profundis." |              |

#### Haute-Saône
| Commune                     | cimetières et monuments commémoratifs | illustration      |
| --------------------------- | --- | ----------------- |
| Aillevillers-et-Lyaumont    | Monument aux morts des guerres du XIXe siècle |                   |
| Amance                      | Statue devant la mairie : « Aux Enfants d'Amance Morts pour la France » 8 noms. |                   |
| Ancier                      | A côté de l'église ; « La commune et les habitants d'Ancier à leurs enfants morts pour la France 1870-1871 » 6 noms. |                   |
| Chagey                      | Monument à la mémoire des soldats morts pour la défense de la Patrie, janvier 1871 |                   |
| Champlitte                  | Près du château, rue de la République ; 53 noms. |                   |
| Chenebier                   | Stèle allemande derrière le monument aux Morts - « An dieser Statte ruhen friedlich vereint mit den Franz. Kameraden 200 Deutsche Krieger - Ehre ihrem Andenken - Errichtet 1901 » (Dans cette ville reposent, paisiblement unis avec leurs camarades français, 200 soldats allemands) ; 7 noms.                                                                        |                   |
| Corbenay                    | Plaque 1870-1914 dans l'église : « La paroisse de Corbenay à ses enfants morts pour la France 1870-1871, 1914-1918 » ; 43 noms dont 8 de 1870-71. |                   |
| Faucogney-et-la-Mer         | Cimetière Saint-Martin, 6 noms. |                   |
| Fougerolles                 | Monument aux morts de la guerre de 1870-1871, sculpture allégorique de la France blessée par Jules Grosjean (1898) |                   |
| Gray                        | Monument aux morts de la guerre 1870 1871 de Jules Grosjean, inauguré le 9 juin 1901. |                   |
| Gy                          | Dans le cimetière : « A la mémoire des 52 soldats Français décédés à l'ambulance municipale de Gy en 1871 » |                   |
| Héricourt                   | Cimetière communal : - tombe commune - monuments « Aux défenseurs de la Patrie ». - monument « A la mémoire des soldats français tombés dans la bataille d'Héricourt les 15, 16, 17 et 18 janvier 1871. » |                   |
| Lure                        | Monument « A la mémoire des soldats français morts pour la Patrie 1870-71 ». |                   |
| Luxeuil-les-Bains           | Cimetière communal : Monument aux morts de la guerre de 1870. |                   |
| Mélisey                     | Cimetière communal : monument aux morts 1870-1871 sous forme de colonne tronquée. |                   |
| Ronchamp                    | Monument (1904) de François-Xavier Niessen, fondateur du Souvenir français qui possède la particularité d'être à la fois dédié aux victimes de guerre mais aussi des catastrophes minières, dans les houillères de Ronchamp. Déplacé deux fois dans la commune, il est aujourd'hui réuni avec les autres monuments (1914-1918 et 1939-1945) dans un jardin du Souvenir. |                   |
| Seveux                      | Au croisement D13 x D5 1 km Sud-Est de Seveux : « A la mémoire des gardes nationaux tombés en ces lieux les 27 et 28 octobre 1870 en défendant le sol natal contre l'invasion étrangère – Passant souviens-toi » |                   |
| Vellexon-Queutrey-et-Vaudey | Devant la mairie, monuments toutes guerres : « La commune de Vellexon à ses morts » ; 36 noms dont 11 de 1870-71. |                   |
| Vesoul                      | Monument à la mémoire des victimes de la guerre franco-prussienne, défenseurs de Belfort et autres. En forme d'obélisque, il a été érigé en 1874 place de la République. |                   |
| Villersexel                 | Cimetière communal : Tombe commune et monuments français et allemand. | monument allemand |
| Vyans-le-Val                | Monument « A la mémoire des 69 braves morts pour la défense de la Patrie 15, 16 et 17 janvier 1871 » |                   |

#### Jura
Pour un article plus général, voir Liste des monuments aux morts dans le Jura.
| Commune                    | cimetières et monuments commémoratifs | illustration |
| -------------------------- | --- | ------------ |
| Azans                      | Stèle à côté de celle de 1914-1918, "À la mémoire d'un soldat français mort pour la France lors du conflit 1870-1871"; pas de nom.                                                         |              |
| Champagnole                | Obélisque dans le cimetière : "Aux Soldats Morts pour la Patrie 1871" ; pas de noms. |              |
| Dole                       | Obélisque érigé en 1887, place de la gare, et déplacé au cimetière Nord en 2017 : « Aux victimes de la défense de Dole - Gardes nationaux dolois » (11 noms) - « Francs-tireurs » (6 noms) |              |
| Fraisans                   | Cimetière communal : sépulture militaire 1870-1871. |              |
| Molamboz                   | Obélisque à côté du portail de l'église : « La commune de Molamboz reconnaissante, à la mémoire de ses soldats morts pendant la Guerre de 1870-1871 », pas de noms.                        |              |
| Poligny                    | Obélisque dans le cimetière : « Aux Soldats Français Morts à Poligny pendant la Guerre 1870-1871 » ; 15 noms.                                                                              |              |
| Les Rousses                | Monument de la guerre de 1870-1871 - Armée de l'Est, hôpital du fort des Rousses aux morts des suites de blessures ; 9 noms.                                                               |              |
| Saint-Laurent-en-Grandvaux | Obélisque face à l'église : « Aux enfants du canton de Saint-Laurent-en-Grandvaux morts au combat pour la Patrie 1870-1871 » ; pas de noms.                                                |              |
| Salins-les-Bains           | Stèle dans le cimetière ; 93 noms. |              |

#### Nièvre
| Commune                | cimetières et monuments commémoratifs | illustration |
| ---------------------- | --- | ------------ |
| Nevers                 | Cimetière communal : monument « À La Mémoire des Officiers, sous-officiers et Soldats du 12e Régiment de Mobiles morts pendant la Guerre de 1870-1871 ».                                                                           |              |
| Neuvy-sur-Loire        | Cimetière communal, Tombe de 79 soldats français décédés à l'hôpital de la ville en 1870-1871. |              |
| Saint-Amand-en-Puisaye | Cimetière communal, Tombes militaires françaises de 1870 élevées par le gouvernement français en 1876, 21 gardes mobiles des bataillons de la Nièvre décédés à l’hôpital de la ville en 1871 ont été inhumés dans cette sépulture. |              |

#### Saône-et-Loire
| Commune          | cimetières et monuments commémoratifs | illustration |
| ---------------- | --- | ------------ |
| Autun            | Cimetière communal : monument aux morts de 1870 et plaque commémorative des Volontaires de Saône-et-Loire. |              |
| Autun            | La Pierre de Couhard : plaque commémorative dévoilée en 2007 lors de la cérémonie pour le centenaire de la naissance de Garibaldi. |              |
| Bourbon-Lancy    | Monument aux morts de la guerre de 1870-1871. |              |
| Chalon-sur-Saône | Monument de la Défense dit « Le cheval fatigué » |              |
| Le Creusot       | Cimetière Saint-Charles : à l'entrée, plaque commémorative pour les morts de 1870-1871. |              |
| Louhans          | Monument aux morts du canton avec cette dédicace : « La Bresse louhannaise, à ses enfants 1870-71 ». Le monument en forme d'obélisque tronqué, est décoré d'une statue de Bressanne, en tenue traditionnelle, rendant hommage au drapeau. Il a été inauguré en 1896. |              |
| Lugny            | Monument à la mémoire des combattants du canton de Lugny tombés lors de la guerre franco-prussienne de 1870-1871, inauguré place de l'Église le 28 novembre 1909 en présence de Julien Simyan, député de Saône-et-Loire, avec la participation de soldats appartenant au 134e régiment d’infanterie de ligne de Mâcon. Y figurent en façade l’inscription « A la mémoire des combattants 1870-1871 » ainsi que la devise latine « Pro Patria » et, sur les trois autres côtés du fût, l'identité des soixante-dix-neuf soldats du canton tombés au cours de cette guerre et « des autres militaires du […] canton morts sous les drapeaux depuis 1871 ». |              |
| Mâcon            | Cimetière Saint-Brice : monument aux morts 1870-1871 dédié « aux enfants de Mâcon morts pour la France ». |              |
| Paray-le-Monial  | Monument inauguré en 1900, socle avec la statue d'un soldat. Le monument est modifié en 1923 pour servir aussi aux morts de 14-18. |              |
| Tournus          | Cimetière communal : monument à la mémoire des combattants 1870-71, édifié en 1891. |              |

#### Territoire de Belfort
| Commune | cimetières et monuments commémoratifs | illustration |
| --- | --- | ------------ |
| Beaucourt | Monuments aux morts 1870-1871, dans le cimetière (13 noms) |              |
| Belfort | |              |
| le Lion de Belfort (1879) par Auguste Bartholdi, dédié « Aux défenseurs de Belfort 1870-71 » ; | |              |
| Monument « Aux défenseurs de Belfort », connu sous le nom de Quand même !, œuvre d'Antonin Mercié (1884) ; | |              |
| Monument des Trois sièges de Belfort : œuvre d'Auguste Bartholdi, Louis Noël et Jules Déchin, inauguré en 1913.                                                                                                   | |              |
| Cimetière de guerre du Pré-Gaspard : - carré militaire 1870-1871, lieu d'inhumation en fosses des 2 500 défenseurs et 262 civils tués durant le siège de Belfort en 1870-1871. - monument commémoratif 1870-1871. | |              |
| Bessoncourt | Monument commémoratif 1870-1871. Un obélisque et 2 croix ; pas de noms. Mention : "La commune de Bessoncourt aux soldats français morts au combat du 15 novembre 1870" - Il s'agit certainement d'une fosse commune où soldats français et allemands ont été inhumés, l'obélisque concernant les Français et les deux croix les Allemands. |              |
| Châtenois-les-Forges | Monument commémoratif 1870-1871. Monument sans nom situé dans le cimetière. Mention : " A la Mémoire des Soldats français morts pour la Patrie 1870-1871" |              |
| Danjoutin | Monument aux morts de la guerre 1870-1871, obélisque portant 51 noms avec ces dédicaces : « Danjoutin aux Braves morts pour sa défense 1870-1871 », « Souvenir de la part glorieuse prise par le village de Danjoutin au siège de Belfort du 3 novembre 1870 au 13 février 1871 », « Dans la nuit du 9 au 10 janvier 1871 les 500 défenseurs du village ont vaillamment lutté pendant […] heures contre un ennemi qui les assaillait de toutes parts », « À la mémoire des défenseurs de Danjoutin », « 3e Cie Garde Mobile (Saône et Loire) Capitaine de La LOYERE […] SICARD - Une section d’une Compagnie Garde Mobile du Haut-Rhin Capitaine KOECHLIN - Eclaireurs du Rhône Lieutenant MARTIN », « Défense de Danjoutin Capitaine GELY Chef de Bataillon du 43e de Ligne du 2e Bon de Saône et Loire - Cdt ARTAUD Gardes Mobiles et Éclaireurs du Haut-Rhin ». |              |
| Grosmagny | Cimetière communal : monument aux morts 1870-1871. Obélisque dans le cimetière communal portant 26 noms de soldats tués à Gromagny le 2/11/1870 - Monument érigé par Mme MOREL de GRAY. Mentions : "Une mère désolée à son fils !!! - A la mémoire de leur fils et frère Pierre Louis Alfred MOREL lieutenant de la Garde Mobile du 1er Bataillon de la Haute-Saône, 4e Cie, tué à l'ennemi au combat de GROMAGNY sous Belfort le 02 9bre 1870, né à Gray le 11 mars 1832 et nommé capitaine le 8 8bre 1870. Priez pour lui !!! - Sous ce même mausolée reposent 25 de ses compagnons d'armes, tous dépouillés comme lui et victimes de cette malheureuse guerre. Priez pour eux". Rue du Château se trouve un autre monument - " dédié à l'abbé Robert MICLO tué par les Prussiens alors qu'il venait porter secours aux blessés.                                 |              |
| Lachapelle-sous-Rougemont | Monument commémoratif 1870-1871. Croix d'une sépulture de 26 soldats allemands avec la mention : " Hier starben den heldentod 26 deutscher krieger 1870/71 " |              |
| Pérouse | Cimetière communal : monument commémoratif 1870-1871, érigé par l'œuvre des prières et des tombes militaires - 1896 « À la mémoire des soldats français tués à Pérouse pendant le siège de Belfort 1870-1871 ». |              |
| Rougemont-le-Château | Monument aux morts 1870-1871, obélisque situé au bord de la D2 - 12 noms dont 9 de la guerre de 1870 « À la mémoire des victimes de l'invasion allemande - Combat du 2 novembre 1870 au Champ des Fourches ». |              |

#### Yonne
Pour un article plus général, voir Liste des monuments aux morts dans l'Yonne.
| Commune              | cimetières et monuments commémoratifs | illustration |
| -------------------- | --- | ------------ |
| Auxerre              | Cimetière de Saint-Amâtre, monument aux morts 1870-1871. |              |
| Brienon-sur-Armançon | Monument construit par la commune (Pierre Bridier maire) en juillet 1878, avec l'aide de deux donateurs MM. Durand-Desormeaux père et fils. Déplacé ensuite en 1882, il se trouve aujourd'hui à l'entrée du cimetière. |              |
| Coulanges-sur-Yonne  | Cimetière communal : monument commémoratif de la guerre 1870-1871, édifié par la ville de Coulanges en 1893 à la mémoire des 6 gardes mobiles décédés à l'ambulance de la ville en 1870 et des 3 soldats natifs de la ville morts au combat.                                                                              |              |
| Joigny               | Cimetière communal : monument de la guerre de 1870-1871, tombe de 19 soldats allemands entourée d'une grille et tombe de quatre soldats français. |              |
| Pont-sur-Vanne       | Monument « À la mémoire des citoyens victimes innocentes de l’invasion allemande, fusillés par les prussiens le 15 novembre 1870 ». |              |
| Saint-Fargeau        | Cimetière communal : monument de la guerre de 1870-1871, tombe de 14 soldats français morts pendant la guerre de 1870-1871 |              |
| Sens                 | Monument aux morts de l'Arrondissement de Sens rend aussi hommage aux morts de la guerre de 1870. La statue d'Émile Peynot fut érigée en 1904. Elle symbolise la France déposant un bouquet et un garçon représentant la relève, prêt à venger ses pères. Après la Grande Guerre, on ajouta le monument en arc de cercle. |              |

### Bretagne

#### Côte d'Armor
| Commune      | cimetières et monuments commémoratifs                                                             | illustration |
| ------------ | ------------------------------------------------------------------------------------------------- | ------------ |
| La Motte     | Monument aux morts de 1914-1918 sur lequel sont inscrits les noms des soldats morts en 1870-1871. |              |
| Saint-Brieuc | Cimetière Saint-Étienne, monument aux morts 1870-1871.                                            |              |

#### Finistère
| Œuvre                                              | Auteur                        | Commune  | Localisation                       | Notes                        | Installation | Coordonnées                        | Illustration |
| -------------------------------------------------- | ----------------------------- | -------- | ---------------------------------- | ---------------------------- | ------------ | ---------------------------------- | --- |
| Statue du général Adolphe Le Flô,                  | Cyprien Godebski              | Lesneven | Sur la place Général Le Flô        | Représente Adolphe Le Flô.   | 1899         | à géolocaliser                     | Statue du général Adolphe Le Flô« Monument au général Le Flô à Lesneven », sur À nos grands hommes,« Monument au général Le Flô à Lesneven », sur e-monumen |
| Monuments aux morts de 1870 et la guerre du Tonkin | Copie d'après Aristide Croisy | Quimper  | Sur la place de la Tour d'Auvergne | Également appelé Pro Patria. | 1906         | 47° 59′ 43″ nord, 4° 06′ 38″ ouest | Monuments aux morts de 1870 et la guerre du Tonkin |

#### Ille-et-Vilaine
Pour un article plus général, voir Liste des monuments aux morts en Ille-et-Vilaine.
| Commune | cimetières et monuments commémoratifs | illustration |
| ------- | --- | ------------ |
| Rennes  | Monument à la mémoire des soldats d'Ille-et-Vilaine morts pour la Patrie en 1870 (architecte : Emmanuel Le Ray, sculpteur : Emmanuel Dolivet) |              |
| Rennes  | Cimetière de l'Est, Ossuaire 1870 « La Patrie à ses défenseurs ».                                                                             |              |

#### Morbihan
Pour un article plus général, voir Liste des monuments aux morts dans le Morbihan.
| Commune            | cimetières et monuments commémoratifs                                                                                    | illustration |
| ------------------ | --- | ------------ |
| Carnac             | Monument aux morts 1870-1871 et 1914-1918                                                                                |              |
| Pluvigner          | Monument aux combattant de 1870-71 et aux soldats morts au service de la Patrie (chapelle Notre-Dame-des-Orties)         |              |
| Saint-Anne-d'Auray | Nécropole nationale de Sainte-Anne-d'Auray, ossuaire et monument 1870-1871 (statue du mobile en arme d'Aristide Croisy). |              |
| Vannes             | Cimetière de Boismoreau, Monument aux morts 1870-1871, édifié en 1872.                                                   |              |

### Centre-Val de Loire

#### Cher
| Commune          | cimetières et monuments commémoratifs | illustration |
| ---------------- | --- | ------------ |
| Aubigny-sur-Nère | Cimetière communal, monument aux morts 1870-71. |              |
| Bourges          | Monument de la guerre de 1870, l'Homme-Taureau, de Jean Baffier. Il comporte l'inscription Aux enfants du cher morts pour la patrie 1870 - 1871 ainsi qu'un bas relief en bronze en souvenir du lieutenant colonel Vermeil et aux mobilisés du Cher. |              |
| Mehun-sur-Yèvre  | Cimetière communal, monument aux Morts de l'Armée de la Loire |              |
| Saint-Bouize     | Cimetière communal, monument aux morts 1870-1871. |              |
| Vierzon          | Cimetière des Forges, monument aux « Morts pour la Patrie - 1870-71 ». |              |

#### Eure-et-Loir
| Commune                 | cimetières et monuments commémoratifs | illustration |
| ----------------------- | --- | ------------ |
| Chartres                | Place du Châtelet : monument « À la mémoire des enfants d'Eure-et-Loir morts pour la Patrie » et « L'an MDCCCCI Émile Loubet étant président de la République, ce monument érigé par le gouvernement et par les citoyens d'Eure-et-Loir a été inauguré le XXVII octobre en présence de Joseph Caillaux ministre des finances, Émile Labiche sénateur président du Conseil général, Georges Fessard maire de Chartres ».                                                                                      |              |
| Chartres                | Cimetière Saint-Cheron : - monument à la mémoire de 259 soldats allemands, - monument à la mémoire de 233 soldats français, tués au cours de la guerre. |              |
| Châteaudun              | Monument des Francs-Tireurs de 1870. La statue d'Antonin Mercié, élevé en 1897, par souscription publique, rend hommage à la mémoire des défenseurs de Châteaudun. |              |
| Châteaudun              | Cimetière du Champdé : - monument funéraire, en forme d'obélisque sur piédestal, aux 24 francs-tireurs inhumés après les combats du 18 octobre 1870. - ossuaire de 108 militaires français, - ossuaire de 24 militaires allemands. |              |
| Croisilles              | Cimetière communal : monument aux morts (guerre de 1870-1871) |              |
| Jouy                    | Mairie : plaque à la mémoire des gardes nationaux fusillés par les Prussiens, le 21 octobre 1870 |              |
| Loigny-la-Bataille      | Mémorial de la bataille de Loigny composé de : - l'église Saint-Lucain, Classé MH (1983) Inscrit MH (1983), dont la crypte abrite un ossuaire où se trouvent les ossements de plus de 1 200 soldats français, prussiens, bavarois... ainsi que les tombes du Général Louis-Gaston de Sonis et du général de La Contrie ; - la Croix du général de Sonis ; - le Monument du Sacré-Cœur dans le Bois des Zouaves, ancien Bois Bourgeon ; - le Monument du duc de Charles d'Albert, duc de Luynes (1845-1870) ; |              |
| Lumeau                  | hameau de Neuvilliers : monument aux mobiles de la Haute-vienne. |              |
| Marville-Moutiers-Brûlé | Monument aux gardes nationaux tombés au combat d'Imbermais, 17 novembre 1870 |              |
| Ouerre                  | Cimetière communal : monument aux morts (guerre de 1870-1871) |              |
| Varize-Civry            | Monument érigé le 3 novembre 1901 portant l'inscription : « Varize-Civry à leurs vaillants défenseurs en mémoire des combats soutenus par eux les 10.14.15 octobre 1870 contre les troupes allemandes qui en châtiment de leur noble conduite incendièrent les deux villages - En mémoire du combat soutenu le 29 novembre par les Francs-tireurs de la Gironde et de Paris ». |              |
| Villemeux-sur-Eure      | Monument aux morts (guerre de 1870-1871) |              |

#### Indre
| Commune             | cimetières et monuments commémoratifs | illustration |
| ------------------- | --- | ------------ |
| Argenton-sur-Creuse | Cimetière communal : monument « À la mémoire des morts pour la Patrie 1870-1871 », érigé à l'initiative de la société amicale des combattants 1870-1871. |              |
| Ardentes            | Cimetière communal : plaques sur croix du cimetière. |              |
| Buzançais           | Monument « Aux soldats des armées de terre et de mer du canton de Buzançais morts pour la Patrie », place Balanant ; architectes : J. Clugnet et H. Rapine ; sculpteur : Ernest Nivet ("la Pleureuse"). Monument érigé par souscription et subventions diverses, inauguré le 28 octobre 1900.                                                                       |              |
| Châteauroux         | Monument départemental « aux soldats de l'Indre morts pour la Patrie 1870-1871 », place Gambetta ; architecte : Albert Tournaire ; sculpteur : Raoul Verlet. Monument érigé par souscription et subventions diverses à l'initiative des sociétés de vétérans et de la société de gymnastique et d'instruction militaire La Berrichonne, inauguré le 3 octobre 1897. |              |
| La Châtre           | Monument des combattants de 1870-1871, place du Bosquet, érigé en 1903. |              |
| Issoudun            | Monument « Aux enfants de l'arrondissement d'Issoudun morts pour la Patrie », place du Sacré-Cœur ; sculpteur Ernest Nivet. Monument érigé par souscription et subventions diverses, inauguré le 17 septembre 1911. |              |
| Saint-Gaultier      | Monument « Aux enfants du canton de Saint-Gaultier morts pour la Patrie », cimetière communal ; architecte : Louis Trolliet. Monument érigé en 1903. |              |
| Vatan               | Cimetière communal : monument de la « 530e section des vétérans des armées de terre et de mer - in memoriam ». |              |

#### Indre-et-Loire
| Commune | cimetières et monuments commémoratifs | illustration |
| ------- | --- | ------------ |
| Amboise | Monument à la mémoire des militaires et marins du canton d'Amboise morts pour la Patrie. |              |
| Amboise | Cimetière communal : tombe rassemblant 13 soldats français et 3 soldats allemands - À la mémoire de ceux qui sont tombés lors du conflit franco-allemand de 1870-1871.                      |              |
| Monnaie | Monument aux morts 1870-1871 |              |
| Monnaie | À La Gaubertelle : Croix commémorative 1870-1871. |              |
| Sepmes  | Croix des Prussiens. |              |
| Tours   | Monument à la mémoire des officiers et soldats du 88e Régiment de mobiles d'Indre-et-Loire morts pour la Patrie, œuvre de Marcel Gaumont, à l'entrée sud de la Passerelle Saint-Symphorien. |              |

#### Loir-et-Cher
| Commune                            | cimetières et monuments commémoratifs | illustration |
| ---------------------------------- | --- | ------------ |
| Binas                              | Monument aux morts 1870-1871 - combat du 25 octobre 1870 « Aux francs-tireurs de Saint-Denis et à leurs frères d'armes de l'armée régulière tombés pour la défense du bourg de Binas - Les habitants reconnaissants ».                        |              |
| Blois                              | Monument 1870-71 au 75e mobile et à tous les combattants de Loir-et-Cher morts pour la Patrie |              |
| Blois                              | Cimetière Saint-Nicolas : - Ossuaire surmonté d'un monument, érigé en 1903, portant cette épitaphe : « Ici reposent 300 soldats français morts aux ambulances 1870-1871 ». - tombe collective de 88 soldats allemands                         |              |
| Blois                              | Cimetière Vienne - Rive gauche de la Loire : - Monument commémoratif 1870-1871 avec cette épitaphe - Tombe collective : « Ici reposent 10 soldats allemands 1870-1871 ».                                                                      |              |
| Blois                              | Cité scolaire Robert-Badinter : plaque commémorative à la mémoire des anciens élèves du collège de Blois morts pour la Patrie pendant la guerre contre l'Allemagne 1870-1871                                                                  |              |
| Droué                              | Cimetière communal, monument aux morts, combat du 17 décembre 1870. |              |
| Fontaine-les-Coteaux               | Cimetière communal, monument aux morts 1870-71 - « Ici reposent 14 soldats français tués par les Prussiens, Combats de La Haloperie - Les hommes sont morts pour la défense de la France - 27 décembre 1870 ».                                |              |
| Fréteval                           | Monument « à la mémoire des braves du 21e corps d'armée morts pour la Patrie à Fréteval les 14 et 15 décembre 1870 ». |              |
| Fréteval                           | Ossuaire de 40 marins et soldats et leurs trois officiers. |              |
| La Chapelle-Saint-Martin-en-Plaine | monument commémoratif 1870-1871. |              |
| Mazangé                            | Cimetière communal, monument 1870-1871. |              |
| Morée                              | Cimetière communal : 50 sépultures pour 65 décès à l'ambulance de Morée les 14 et 15 décembre 1870 et 115 soldats français. |              |
| Ouzouer-le-Marché                  | Cimetière communal, monument aux morts 1870-1871. |              |
| Saint-Ouen                         | Cimetière communal, plaque commémorative 1870-1871. |              |
| Salbris                            | Cimetière communal : monument aux morts 1870-1871 « À la mémoire de nos frères d'armes morts pour la Patrie » - Les vétérans des armées de terre et de mer de Metz 1870-1871 - 1868e section de Salbris - Oublier Jamais - 15 septembre 1903. |              |
| Sambin                             | Cimetière communal : monument aux morts 1870-1871. |              |
| Thoré-la-Rochette                  | Cimetière communal : sépultures militaires 1870-1871. |              |
| Vendôme                            | Cimetière de la Tuilerie : tombes militaires 1870-1871 (soldats allemands). |              |

#### Loiret
Pour un article plus général, voir Liste des monuments aux morts dans le Loiret.
| Œuvre | Auteur             | Commune                   | Localisation                                                                           | Notes                                                            | Installation | Coordonnées                      | Illustration |
| --- | ------------------ | ------------------------- | -------------------------------------------------------------------------------------- | ---------------------------------------------------------------- | ------------ | -------------------------------- | --- |
| Monument aux morts                                                                                           | À déterminer       | Amilly                    | Dans le cimetière, près de l'église                                                    |                                                                  | 1905         | à géolocaliser                   | Image manquante |
| Monument aux morts                                                                                           | À déterminer       | Andonville                | Dans le cimetière                                                                      |                                                                  | À déterminer | à géolocaliser                   | Image manquante |
| Monument aux morts                                                                                           | À déterminer       | Attray                    | À côté de l'église Saint-Pierre                                                        |                                                                  | À déterminer | à géolocaliser                   | Monument aux morts |
| Monument aux morts                                                                                           | À déterminer       | Aulnay-la-Rivière         | Intersection de la rue de l'Église et la rue de la Vallée (RD 26)                      |                                                                  | À déterminer | à géolocaliser                   | Monument aux morts |
| Monument aux morts de 1870                                                                                   | À déterminer       | Auxy                      | Dans le cimetière                                                                      |                                                                  | À déterminer | à géolocaliser                   | Image manquante |
| Monument aux morts                                                                                           | À déterminer       | Barville-en-Gâtinais      | Dans le cimetière                                                                      |                                                                  | À déterminer | à géolocaliser                   | Image manquante |
| Monument aux morts                                                                                           | À déterminer       | Bordeaux-en-Gâtinais      | Dans le cimetière                                                                      |                                                                  | À déterminer | à géolocaliser                   | Image manquante |
| Monument aux morts                                                                                           | À déterminer       | Chevry-sous-le-Bignon     | Devant la mairie, rue de la Flamenderie                                                |                                                                  | 1922         | à géolocaliser                   | Monument aux morts |
| Monument aux morts                                                                                           | À déterminer       | Chuelles                  | Sur la place de la Résistance                                                          |                                                                  | À déterminer | à géolocaliser                   | Monument aux morts |
| Monument aux morts                                                                                           | À déterminer       | Combleux                  | Dans le cimetière                                                                      |                                                                  | 1896         | à géolocaliser                   | Image manquante |
| Tombe d'un soldat français et tombe collective de soldats allemands de part et d'autre du monument aux morts | À déterminer       | Courcelles-le-Roi         | Dans le cimetière                                                                      |                                                                  | À déterminer | à géolocaliser                   | Image manquante |
| Monument aux morts de 1870                                                                                   | À déterminer       | Cravant                   | Dans le cimetière                                                                      |                                                                  | À déterminer | à géolocaliser                   | Monument aux morts de 1870 |
| Monument aux morts                                                                                           | À déterminer       | Dammarie-sur-Loing        | À déterminer                                                                           |                                                                  | À déterminer | à géolocaliser                   | Monument aux morts |
| Monument aux morts                                                                                           | À déterminer       | Ferrières-en-Gâtinais     | À déterminer                                                                           |                                                                  | À déterminer | à géolocaliser                   | Monument aux morts |
| Monument aux morts                                                                                           | Henri Navarre      | Fontenay-sur-Loing        | Rue de la République (RD 32), à côté de la mairie, en face de l'église Saint-Victorien |                                                                  | 1921         | à géolocaliser                   | Monument aux morts |
| Monument aux morts                                                                                           | À déterminer       | Griselles                 | À déterminer                                                                           |                                                                  | À déterminer | 48° 04′ 40″ nord, 2° 49′ 41″ est | Monument aux Morts de Griselles |
| Monument aux mobiles du Cher                                                                                 | Jean Valette       | Juranville                | Avenue de la Libération                                                                |                                                                  | 1876         | à géolocaliser                   | Image manquante |
| Monument aux morts                                                                                           | À déterminer       | Nesploy                   | Dans le cimetière                                                                      |                                                                  | À déterminer | à géolocaliser                   | Monument aux morts |
| Monument aux morts de 1870                                                                                   | À déterminer       | Sainte-Geneviève-des-Bois | Dans le cimetière                                                                      |                                                                  | 1900         | à géolocaliser                   | Image manquante |
| Monument aux morts de 1870,                                                                                  | Charles Desvergnes | Saran                     | Intersection de la rue du Faubourg-Bannier et de la route de Chartres                  | Également appelé monument des Aydes ou Aux défenseurs d'Orléans. | 1899         | à géolocaliser                   | Monument aux morts de 1870« Monument aux morts de 1870, ou Monument des Aydes, ou Aux défenseurs d'Orléans à Saran », sur À nos grands hommes,« Monument aux morts de 1870, ou Monument des Aydes, ou Aux défenseurs d'Orléans à Saran », sur e-monumen |

| Commune                 | cimetières et monuments commémoratifs | illustration |
| ----------------------- | --- | ------------ |
| Artenay                 | Cimetière communal : - monument funéraire où reposent 292 militaires français et allemands, surmonté d'un obélisque posé sur un socle avec cette dédicace : « À la mémoire des combats d'Artenay les 26 7bre, 10 8bre, 2 et 3 xbre 1870 - Souvenir français 1891 ». - tombe allemande individuelle. |              |
| Aschères-le-Marché      | Monument aux morts de la guerre de 1870-1871. |              |
| Baccon                  | Cimetière communal, monument « À la mémoire des soldats tués sur le territoire de la commune de Baccon le 9 novembre 1870 » et ossuaire de soldats français et de 17 Bavarois. |              |
| Batilly-en-Gâtinais     | Cimetière communal : tombe militaire de 1870-1871 avec colonne brisée. |              |
| Baule                   | cimetière communal : - Monument de la guerre de 1870-1871 (1894), - Tombe de 85 soldats français, - Tombe de 34 militaires allemands. |              |
| Beaugency               | Monument « Aux enfants de Beaugency morts au service de la Patrie dans les combats livrés autour de Beaugency les 7, 8, 9 et 10 décembre 1870 ». |              |
| Beaugency               | Cimetière communal : carré militaire où reposent 16 soldats allemands et 395 militaires français. Sur le monument surmonté d'une croix qui domine les tombes, figure cette inscription : « Ici reposent les corps de 395 militaires, morts en défendant le sol de la patrie contre l'invasion étrangère, dans les combats livrés les 7, 8, 9 et 10 décembre 1870, autour de Beaugency ». |              |
| Beaune-la-Rolande       | Monument à la Bataille de Beaune-la-Rolande du 28 novembre 1870. |              |
| Beaune-la-Rolande       | Cimetière communal : ossuaire recueillant les restes de 402 soldats français. |              |
| Bellegarde              | Cimetière communal : - Ossuaire : Les restes de 85 militaires français appartenant au 18e et au 20e corps ont été rassemblés sous un monument funéraire en forme d'obélisque. Ces militaires sont décédés dans les ambulances de Bellegarde, à la suite des combats de Ladon, Mézières, Juranville et Beaune-la-Rolande en novembre 1870. - Tombe de 3 militaires allemands. - Deux tombes individuelles françaises. |              |
| Boigny-sur-Bionne       | Cimetière communal, monument guerre 1870-1871. |              |
| Boiscommun              | Monument aux morts, composé d'un piédestal surmonté d'une croix en pierre. Il est construit sur la tombe de sept soldats de ce régiment, tués en chargeant l'ennemi au combat du 24 novembre 1870. Monument réédifié le 21 novembre 1897. |              |
| Boiscommun              | Sur la façade de la mairie, plaque commémorative au combat de rue du 24 novembre 1870 où les soldats du 2e lanciers de marche repoussèrent les Prussiens. |              |
| Cerdon                  | Monument aux morts 1870-1871 |              |
| Châtillon-Coligny       | Monument aux morts 1870-1871. |              |
| Coulmiers               | Monument aux morts de la bataille de Coulmiers du 9 novembre 1870, érigé en 1876. |              |
| Coulmiers               | Cimetière communal : monument bavarrois |              |
| Coulmiers               | Ossuaire et monument français |              |
| Épieds-en-Beauce        | Ossuaire 1870 avec cette épitaphe : « Aux vainqueurs de la Bataille de Coulmiers tombés glorieusement le 9 novembre 1870 sur le territoire de la commune d'Epieds » Monument édifié par les soins du Souvenir français en 1913-1914. |              |
| Épieds-en-Beauce        | Monument « Aux soldats morts pour la Patrie dans la journée du 9 novembre 1870 », édifié par le Souvenir français. |              |
| Épieds-en-Beauce        | Hameau de Cheminiers : monument « Aux officiers, et soldats français tombés glorieusement sur son territoire le 9 9bre 1870 - La commune d'Epieds ». Souvenir français 1892. |              |
| Gien                    | Cimetière communal : ossuaire conservant les restes de 147 soldats surmonté, d'un monument « Aux soldats français morts à Gien pour la Patrie 1870-1871 ». |              |
| Ladon                   | Monument commémoratif du 24 novembre 1870. |              |
| Ladon                   | Monument du champ de bataille, obélisque surmonté d'un obus avec 4 autres obus à sa base et entouré d'une grille, « À la mémoire des vaillants défenseurs 1870-71 ». |              |
| Ladon                   | Cimetière communal : tombe de 35 soldats allemands mort au combat de Ladon le 24 novembre 1870. |              |
| Lion-en-Sullias         | Monument aux morts 1870-1871. |              |
| Meung                   | Cimetière communal : - Monument « Aux soldats français morts pour la défense de la Patrie 9 novembre 1870 6 - 10 décembre 1870 ». - Tombe collective entourée de grilles. - Tombe individuelle d'un soldat allemand. |              |
| Orléans                 | Cimetière Saint-Vincent ou Grand Cimetière : - ossuaire conservant les restes de 904 soldats français et de 1 207 soldats allemands. L'ossuaire est surmonté d'un monument avec cette dédicace : « À la mémoire des soldats morts pendant la Guerre de 1870-1871 ». - ossuaire rassemblant les restes de 50 soldats français tombés pour la défense d'Orléans les 11 novembre et 4 décembre 1870 et Monument aux soldats morts pour la Patrie. - Monument allemand 1870 - Deux tombes individuelles d'officiers allemands - Carré militaire, monument du souvenir français « Aux militaires morts sous les drapeaux 1870, 1914-1918, 1939-1945 ». |              |
| Ormes                   | Monument aux morts 1870-1871 |              |
| Patay                   | Ossuaire réunissant les restes de 121 militaires français et allemands tués aux combats de Patay (1er et 4 décembre 1870). |              |
| Patay                   | Monument aux morts « Aux victimes de la bataille de Patay-Loigny 2 décembre 1870 », surmonté d'une croix en pierre, portant l'inscription : Spes unica. |              |
| Pithiviers              | Cimetière communal : monument aux morts en novembre 1870. |              |
| Saint-Jean-de-la-Ruelle | Cimetière communal : monument aux soldats morts pour la Patrie 1870-1871. |              |
| Saint-Jean-le-Blanc     | Cimetière communal : tombe collective 1870-1871. |              |
| Saint-Sigismond         | Monument aux morts de la guerre de 1870-1871 |              |

### Corse

#### Corse-du-Sud
| Commune   | cimetières et monuments commémoratifs                              | illustration |
| --------- | ------------------------------------------------------------------ | ------------ |
| Bonifacio | Monument aux morts de la guerre de Crimée et de la guerre de 1870. |              |

#### Haute-Corse
| Commune | cimetières et monuments commémoratifs | illustration |
| ------- | ------------------------------------- | ------------ |
| Bastia  | Monument aux morts de 1870.           |              |

### Grand Est
L'Alsace a été annexée à l'Empire allemand par le traité de Francfort de 1871 jusque 1918.
Il a été érigé en Alsace 81 monuments commémoratifs de la guerre de 1870 (40 allemands, 34 français et 7 mixtes) 77 dans le Bas-Rhin, 4 dans le Haut-Rhin.

#### Ardennes
| Commune              | cimetières et monuments commémoratifs | illustration |
| -------------------- | --- | ------------ |
| Bazeilles            | Maison de la dernière cartouche |              |
| Bazeilles            | Monument aux troupes de marine |              |
| Bazeilles            | Monument-ossuaire français et prussien dans le cimetière communal. |              |
| Charleville-Mézières | Cimetière de Charleville : monument aux morts 1870 |              |
| Charleville-Mézières | Statue du général Chanzy |              |
| Le Chesne            | Cimetière communal : - Monument aux vétérans de 1870-1871, dans le cimetière communal. - Tombe militaire |              |
| Floing               | Monument « Le Chêne brisé », œuvre des frères Duch, dédié « A nos frères 1870 ». |              |
| Floing               | Mémorial des chasseurs d'Afrique, sculpteur Emile Guillaume |              |
| Floing               | Cimetière communal : tombes de soldats allemands 1870 |              |
| Floing               | Stèle Weimar, monument au 94e régiment d'infanterie prussien |              |
| Floing               | statue du général Margueritte |              |
| Grandpré             | Monument aux morts de 1914-1918 au dos du monument est gravé cette inscription : « Les Vétérans de la 1871e Section à leurs camarades » (1870-1871). |              |
| Illy                 | Cimetière communal, tombes militaires |              |
| Illy                 | Monument au général Magueritte |              |
| La Moncelle          | Monument de la bataille de Sedan dite la Croix de Mac-Mahon. |              |
| Rethel               | Cimetière communal : monument aux morts 1870 |              |
| Rimogne              | Monument aux morts de 1870 dans l'ancien cimetière. Il fut inauguré le 23 octobre 1904. Ce monument est dédié à la mémoire des soldats morts à l'ambulance de Rimogne. Il est également dédié aux Rimognats morts pendant cette guerre sur différents champs de bataille. Le monument est surmonté d'une sculpture d'Aristide Croisy appelée Le Mobile (d). On retrouve cette même sculpture par exemple à Arras, à Saint-Bomer, à Abbeville, à Hesdin ou encore à Montauban. |              |
| Sedan                | Monument aux morts de 1870, par Aristide Croisy sur la place d'Alsace-Lorraine. |              |
| Vouziers             | Cimetière communal : monument « A la mémoire des soldats morts pour la Patrie » |              |
| Vouziers             | Buste du général Chanzy |              |

#### Aube
| Commune              | cimetières et monuments commémoratifs | illustration |
| -------------------- | --- | ------------ |
| Aix-en-Othe          | Monument « Aux enfants du canton d'Aix-en-Othe morts pour la Patrie 1870-1871 ». |              |
| Arcis-sur-Aube       | Cimetière communal : tombe collective et tombe militaire française 1870-1871 (1876). |              |
| Bar-sur-Aube         | Monument aux morts 1870-1871 |              |
| Bossancourt          | Cimetière communal : plaque commémorative 1870-1871 et tombe militaire (1876). |              |
| Brienne-le-Château   | Cimetière communal : tombe collective 1870-1871 (soldats allemands). |              |
| Chaudrey             | Monument « À la mémoire des enfants de Chaudrey morts pour la Patrie 1870-1871 ». |              |
| Le Chêne             | Cimetière communal : tombe militaire 1870-1871 (soldats allemands) et tombe militaire (1876). |              |
| Méry-sur-Seine       | Tombe collective de huit gardes mobiles des bataillons de l'Indre décédés à l'hôpital de la ville en 1870. |              |
| Nogent-sur-Seine     | Cimetière communal : monument aux morts 1870-1871 et tombe collective (soldats allemands) |              |
| Palis                | Monument « À la mémoire des musiciens de Palis disparus lors de la guerre de 1870 ». |              |
| Romilly-sur-Seine    | Cimetière des Hauts-Buissons, Monument aux morts 1870-1871 avec cette épitaphe : « Les vétérans de la section de Romilly ont érigé ce monument le 24 juillet 1898 avec le concours du Souvenir français en honneur des braves tombés sous le feu des Allemands 1870-1871 - Vive la France ». |              |
| Troyes               | Monument « Aux enfants de l'Aube » morts en 1870-1871, inauguré en 1890. Le socle est ceinturé d'un haut-relief en bronze par Désiré Briden (1850-1936), le groupe en marbre au sommet est sculpté par Alfred Boucher.                                                                       |              |
| Villadin             | Cimetière communal, tombe militaire française 1870. |              |
| Villenauxe-la-Grande | Monument aux morts 1870-1871 avec cette dédicace : Dieu - Honneur - Patrie, « À la mémoire des victimes de la guerre de 1870 & 1871 nés dans le canton de Villenauxe ». |              |

#### Bas-Rhin
| Œuvre | Auteur | Commune | Localisation | Notes | Installation | Coordonnées | Illustration |
| ----- | ------ | ------- | ------------ | ----- | ------------ | ----------- | ------------ |

| Commune             | cimetières et monuments commémoratifs | illustration |
| ------------------- | --- | ------------ |
| Frœschwiller        | Monument consacré au 82e régiment d'infanterie (de) qui représente le lion hessois (en bronze) piétinant les drapeaux et les canons des vaincus. |              |
| Gunstett            | Monument 1870 |              |
| Illkirch            | Monument du siège de Strasbourg |              |
| Morsbronn-les-Bains | Monument aux morts du 32e régiment d'infanterie qui représente un rocher surmonté d’un aigle héraldique en bronze. Édifié dans la forêt, la liste des batailles auxquelles ce régiment a participé en France est gravée. |              |
| Oberhausbergen      | Monument du siège de Strasbourg |              |
| Obernai             | Monument 1870 |              |
| Ostwald             | Monument du siège de Strasbourg |              |
| Reichshoffen        | Monument commémoratif de la bataille de Woerth conçu par Jean-Claude Bernard. Ce monument symbolise égalementla réconciliation entre la France et l'Allemagne. |              |
| Schiltigheim        | Monument du siège de Strasbourg |              |
| Strasbourg          | Monument aux victimes du siège de Strasbourg. |              |
| Wissembourg         | Monument du Geisberg, lieu de bataille du 4 août 1870. Obélisque couvert d'une draperie avec liste des noms des officiers du 58e régiment d'infanterie (pl), morts le 4 août 1870. |              |
| Wissembourg         | Piédestal et obélisque octogonal couronné par la croix de guerre, sur chaque face de l'obélisque un casque à pointe, la garde d'un sabre ainsi que le nom d'un officier prussien. |              |
| Wissembourg         | Monument commémorant la guerre de 1870 avec socle monumental orné de statues de lions couchés, en bronze, entourant un montant central de plan carré, se terminant en croix de guerre ; à la base du montant sont fixées des dalles en bronze avec médaillon à portrait des commandants en chef des corps d'armée et du Kronprinz avec la liste statistique des pertes en hommes de chaque corps d'armée. |              |
| Wissembourg         | Dalle en grès avec inscription signalant la fosse commune des soldats allemands tombés le 4 août 1870. |              |
| Wissembourg         | Monument commémorant les soldats d'un régiment de grenadiers morts dans les différentes batailles de la guerre de 1870 : piédestal portant une croix monumentale ornée dans le croisillon de la croix de guerre. |              |
| Wœrth               | Belvédère allemand sur le champ de bataille de Frœschwiller-Wœrth du 6 août 1870 dédié au 1er régiment d'artillerie du Grand Duché de Hesse |              |
| Wœrth               | Monument au 83e régiment d'infanterie |              |
| Wœrth               | Monument au 94e régiment d'infanterie |              |
| Wœrth               | Monument dédié aux Bavarois et sépulture où sont enterrés 452 soldats français et allemands morts lors de la bataille du 6 août 1870. |              |
| Wœrth               | Monument aux soldats français sur le champ de bataille du 6 août 1870, érigé en 1956 |              |

#### Haut-Rhin
| Œuvre | Auteur | Commune | Localisation | Notes | Installation | Coordonnées | Illustration |
| ----- | ------ | ------- | ------------ | ----- | ------------ | ----------- | ------------ |

| Commune      | cimetières et monuments commémoratifs                         | illustration |
| ------------ | ------------------------------------------------------------- | ------------ |
| Colmar       | Monument aux morts du 14 septembre 1870 par Auguste Bartholdi |              |
| Neuf-Brisach | Monument du siège de la forteresse                            |              |

#### Haute-Marne
| Commune        | cimetières et monuments commémoratifs | illustration |
| -------------- | --- | ------------ |
| Ageville       | Cimetière communal, Monument aux morts 1870-1871. |              |
| Chaumont       | Monument « Aux enfants de la Haute-Marne morts pour la Patrie » de Tony Noël, érigé en 1898. Tombes prussiennes au cimetière de Saint Aignan (ancienne partie côté église) |              |
| Faverolles     | Cimetière communal : tombe militaire 1870. |              |
| Langres        | Cimetière communal : Monument aux morts - « HONNEUR ET PATRIE - DIEU - À la mémoire des Langrois Morts aux Armées Françaises 1870 ». |              |
| Longeau-Percey | Calvaire « à la mémoire de Stanislas Régel commandant des Mobiles de la Haute-Marne frappé mortellement au combat de Longeau le 6 décembre 1870 ». |              |
| Longeau-Percey | Monument « au commandant Régel et aux gardes mobiles tués au combat de Longeau le 16 xbre 1870 » - Les officiers de la Garde mobile de la Haute-Marne. |              |
| Longeau-Percey | Cimetière communal : monument de la guerre de 1870 avec deux inscriptions : « À la mémoire des combattants tombés à la bataille de Longeau le 16.12.1870 » et « Unseren Tapferen Kameraden ». |              |
| Marault        | Monument aux morts « À la mémoire des jeunes mobiles éclaireurs volontaires morts le 7 novembre 1870 ». |              |
| Montier-en-Der | Monument aux morts 1870-1871 « Aux victimes du Devoir », sculpture de Tony Noël. |              |
| Montier-en-Der | Cimetière communal : monument sous forme d'obélisque avec urnes funéraires, Sinigre (sculpteur). |              |
| Nogent         | Monument « Aux victimes de la guerre du 7 au 12 décembre 1870 ». |              |
| Orges          | Cimetière communal, stèle 1870-1871. |              |
| Prauthoy       | Cimetière communal : tombe et monument avec cette épitaphe : « Ici reposent les corps de 39 soldats français tués en repoussant victorieusement l'ennemi au combat du 28 janvier 1871 - Aux Défenseurs de la Patrie - Hommage des habitants 7 septembre 1873 ».                                           |              |
| Rolampont      | Cimetière communal : tombes collectives entourées de grilles. |              |
| Saint-Dizier   | Cimetière de Gigny : monument « Aux soldats allemands » composé d'une stèle et de deux pierres tombales séparées par une bande de gravier. Les noms des soldats allemands morts de maladie lors de l'occupation de la ville du 19 septembre 1870 au 15 octobre 1872 sont gravés sur les pierres tombales. |              |

#### Marne
| Œuvre | Auteur | Commune | Localisation | Notes | Installation | Coordonnées | Illustration |
| ----- | ------ | ------- | ------------ | ----- | ------------ | ----------- | ------------ |

| Commune              | cimetières et monuments commémoratifs | illustration |
| -------------------- | --- | ------------ |
| Châlons-en-Champagne | Monument aux morts 1870-1871 Gloria Victis copie de l’œuvre d'Antonin Mercié (1891), situé place de la Libération. |              |
| Châlons-en-Champagne | Cimetière de l'Est : monument aux morts 1870-1871 « À la mémoire des militaires de la garnison de Châlons morts sous les drapeaux » et « Aux Châlonnais morts pour la Patrie et qui dorment leur dernier sommeil loin du foyer natal ». Monument élevé en 1894 par le Souvenir français. |              |
| Châlons-en-Champagne | Cimetière de l'Ouest : - Monument au-dessus de la sépulture collective rassemblant les corps des militaires et gardes mobiles français de la guerre franco-prussienne 1870-1871, morts à Châlons-sur-Marne. Monument élevé en 1884-1886. - Monument allemand à Gustav Schmidt et 172 autres militaires tombés pendant la guerre franco-prussienne. - Monument commémoratif « À la mémoire de quatre citoyens français [...] victimes d'une inique condamnation de la part de l'ennemi et fusillés à Châlons le 22 janvier 1871 ». Monument inauguré le 22 janvier 1891. |              |
| Châlons-en-Champagne | Cimetière du Sud, Monument À la mémoire des victimes militaires et civiles de toutes les guerres, sous forme de colonne. |              |
| Cormontreuil         | Monument Augé |              |
| Passavant-en-Argonne | Monument au « massacre des mobiles de la Marne » inscrit à l'inventaire des Monuments historiques. |              |
| Pontfaverger         | Monument aux soldats morts pour la Patrie 1870-71 |              |
| Reims                | Cimetière du Nord : - monument aux morts 1870-1871, érigé par le Souvenir français - monument à l'abbé Miroy |              |
| Sézanne              | Monument 1870 |              |
| Sivry-Ante           | Cimetière communal : tombe de trois soldats allemands tombés à Sivry en 1870 |              |
| Tours-sur-Marne      | Monument aux combattants de 1870-71, érigé par le Souvenir français |              |
| Vertus               | Monument aux morts 1870-1871 |              |

#### Meurthe-et-Moselle
| Commune              | cimetières et monuments commémoratifs | illustration |
| -------------------- | --- | ------------ |
| Baccarat             | Monument aux morts 1870-1871. |              |
| Fontenoy-sur-Moselle | Monument aux morts de 1870, servant aussi aux conflits suivants, sculpteur Ernest Bussière. |              |
| Lunéville            | Monument aux fusillés de la guerre de 1870. |              |
| Mars-la-Tour         | Monument national commémoratif de la guerre de 1870, appelé aussi Monument national de Bogino, situé à Mars-la-Tour près de la nouvelle frontière Est après l'annexion de l'Alsace-Lorraine. Il est inauguré le 2 novembre 1875, ses sculptures sont dues à Frédéric Louis Désiré Bogino. |              |
| Nancy                | Cimetière de Préville, monument aux morts de 1870-1871. |              |
| Nancy                | Cimetière de Préville, carré militaire allemand |              |
| Nancy                | Monument aux forestiers morts pour la patrie, centre de Nancy d'AgroParisTech (14 rue Girardet) avec une plaque 1870-1871. |              |
| Onville              | Monument aux morts 1870-1871. |              |
| Pont-à-Mousson       | Cimetière militaire français (1870-1871) |              |
| Pont-à-Mousson       | Plaque mémorielle aux victimes du 12 août 1870 |              |
| Saint-Ail            | Cimetière d'Habonville : monument et tombes 1870-1871 |              |
| Toul                 | Monument à la mémoire des victimes du siège de Toul (1870), érigé en 1875 et sculpture de Jules Adeline. |              |
| Toul                 | Cimetière communal : ossuaire surmonté d'un monument à 31 soldats français morts en 1870-1871 |              |

#### Meuse
| Commune            | cimetières et monuments commémoratifs | illustration |
| ------------------ | --- | ------------ |
| Amblaincourt       | Une croix de 1870 devant l'annexe de la mairie. |              |
| Bar-le-Duc         | « Aux enfants de la Meuse morts pour la patrie ». Érigé par souscription publique en 1900, il occupait le centre de la place de la gare et fut démonté pour laisser place au monument Poincaré en 1950. Il n'est remonté qu'en 1958 rue Bradfer. Il a perdu le groupe symbolique en fonte, œuvre du sculpteur Paul Roussel qui est enlevé par les Allemands et fondu lors de la Seconde Guerre mondiale. |              |
| Bar-le-Duc         | Monument aux soldats allemands de 1870. |              |
| Bar-le-Duc         | Cimetière communal, carré militaire allemand 1870. |              |
| Beauzée-sur-Aire   | Cimetière communal : carré militaire de tombes de combattants de 1870. |              |
| Saint-Mihiel       | Monument aux morts de 1870, se trouvant au bord du pont sur la Meuse, abimé lors de la Première Guerre mondiale et réutilisé pour les troupes de la 40e D.I. |              |
| Villers-devant-Dun | Cimetière communal, tombes de 2 Français et 20 Allemands (1870-1871). |              |

#### Moselle
Le département de la Moselle fut annexé au Second Reich par le Traité de Francfort de 1871 jusque 1918.
| Commune                  | cimetières et monuments commémoratifs | illustration |
| ------------------------ | --- | ------------ |
| Amanvillers              | Carré militaire 1870-1871, tombe de 588 soldats dont 585 inconnus et monuments allemands |              |
| Amnéville                | Cimetière de guerre 1870-1871 |              |
| Ars-Laquenexy            | Monument commémoratif 1870-1871 « Aux soldats français morts sur le territoire de cette commune pour la Patrie 1870 ». |              |
| Ars-sur-Moselle          | Cimetière communal, monument aux morts 1870-1871 (1872) |              |
| Bitche                   | Cimetière communal : monument commémoratif du siège de Bitche |              |
| Bitche                   | Cimetière Saint-Sébastien, tombes de soldats inconnus |              |
| Boulay-Moselle           | Cimetière protestant - Monument commémoratif franco-allemand - tombes militaires |              |
| Oberdorff                | Au cimetière d'Odenhofen, le dimanche 4 août 1908 fut inauguré un monument. La croix de Lorraine portait l'inscription « A la mémoire de huit soldats français morts en 1870 à Tromborn, Le Souvenir Français ». Le village voisin de Château-Rouge dans lequel le cortège s'était à l'époque rendu s'élève un monument en l'honneur du douanier Mouty, qui fut la première victime du côté français de la guerre de 1870. |              |
| Forbach                  | Cimetière communal, monument commémoratif 1870-1871 |              |
| Gravelotte               | Stèle à la mémoire de la Bataille de Gravelotte du 18 août 1870. |              |
| Gravelotte               | Cimetière de guerre franco-allemand: tombes d'officiers allemands et français, ossuaire et Halle du Souvenir. |              |
| Gravelotte               | Monuments commémoratifs allemands |              |
| Noisseville              | Cimetière militaire et monument du Souvenir Français, inauguré en 1908 et décoré par le sculpteur Emmanuel Hannaux commémore la Bataille de Noisseville qui se déroula les 31 août et 1er septembre 1870. Pour son centenaire, un timbre a été émis en 2008. |              |
| Rezonville               | Monument allemand 1870 |              |
| Rezonville               | Monument allemand 1870 |              |
| Rezonville               | Monument allemand 1870 |              |
| Saint-Privat-la-Montagne | Monument allemand de la Bataille de Saint-Privat |              |
| Spicheren                | Croix de Spicheren sur le champ de bataille de 1870. |              |
| Spicheren                | Cimetière militaire français et allemand 1870-1871 |              |
| Spicheren                | Monument allemand du 8e régiment de grenadiers |              |
| Spicheren                | Monument allemand du 39e régiment de fusiliers |              |
| Spicheren                | Monument allemand du 40e régiment des fusiliers |              |
| Spicheren                | Monument allemand du 12e régiment de grenadiers |              |
| Spicheren                | cimetière militaire allemand 1870 |              |
| Talange                  | Ossuaire 1870-1871 |              |
| Thionville               | Cimetière communal : monument aux morts 1870-1871 |              |
| Vantoux                  | Tombe collective allemande 1870-1871 |              |
| Vernéville               | Cimetière communal : carré militaire allemand 1870-1871 |              |
| Vernéville               | Ferme de Chanterenne, monument commémoratif allemand |              |
| Vionville                | Monument commémoratif 1870-1871 |              |
| Vionville                | Monument allemand |              |

#### Vosges
| Commune              | cimetières et monuments commémoratifs | illustration |
| -------------------- | --- | ------------ |
| Bains-les-Bains      | Cimetière communal : monument aux Morts 1870-1871, Tonkin, Sénégal et Tunisie. |              |
| Bussang              | Cimetière communal, Monument aux Morts 1870-1871 et T.O.E. |              |
| Charmes              | Monument aux enfants du canton de Charmes morts pour la Patrie. |              |
| Épinal               | Monument aux Morts 1870-1871 avec cette dédicace : « 1 700 victimes - Les Vosgiens à leurs compatriotes victimes de la guerre et de l'invasion 1870-1871 ». |              |
| Gérardmer            | Monument aux Morts 1870-1871. |              |
| La Salle             | Monument aux Morts 1870. |              |
| Neufchâteau          | Monument aux morts 1870. |              |
| Nompatelize          | Monument et cimetière de guerre de la Bataille de Nompatelize. |              |
| Saint-Dié-des-Vosges | Cimetière de la rive droite : - Monument commémoratif érigé à la mémoire des valeureux soldats français morts au combat de Nompatelize le 6 octobre 1870. - Carré militaire, régi par la loi du 4 avril 1873, deux tombes collectives rassemblant chacune 14 soldats. Un peu à l'écart se trouve une tombe individuelle. |              |
| Vagney               | Monument aux Morts 1870-1871, place de l'église. |              |

### Hauts-de-France

#### Aisne
Pour un article plus général, voir Liste des monuments aux morts dans l'Aisne.
| Commune           | cimetières et monuments commémoratifs | illustration |
| ----------------- | --- | ------------ |
| Caulaincourt      | cimetière communal : Monument « À la glorieuse mémoire des 11 soldats français morts pour la Patrie dans la bataille du 18 janvier 1871. La Commune de Caulaincourt - Leurs corps reposent sous cette pierre - Priez Dieu pour eux ».                                                                                              |              |
| Chauny            | cimetière communal, Monument « À la mémoire des soldats morts pour la Patrie - Oublier ? Jamais ». |              |
| Coulonges-Cohan   | cimetière communal, Monument « À nos fils guerre de 1870-71 - Tonkin 1884 - Priez pour eux ». |              |
| Francilly-Selency | Monument commémoratif Bataille de Saint-Quentin des 17 et 18 janvier 1871. |              |
| Gauchy            | Monument aux morts 1870-1871 et 1914-1918. Médaillons représentant le portrait du général Faidherbe et le moulin de Tous-Vents. Avec cette inscription : « Ici s'élevait le moulin de Tous-Vents d'où, le 19 janvier 1871, le général Faidherbe dirigea les opérations de la bataille de Saint-Quentin (sculpteur Firmin Michelet) |              |
| Grugies           | monument et ossuaire de 1870. |              |
| Hirson            | cimetière communal, monument aux morts de la guerre de 1870-1871 |              |
| Holnon            | Monument aux morts de la guerre de 1870-1871 |              |
| Laon              | Cimetière communal Saint-Just : monument aux morts à la mémoire des 176 gardes mobiles tués dans l'explosion de la citadelle de Laon, le 9 septembre 1870. Monument pour les Trois Instituteurs de l'Aisne |              |
| Levergies         | Mémorial de la guerre 1870-1871 dans le cimetière communal. |              |
| Montcornet        | monument à la mémoire des Mobiles victimes de la catastrophe (explosion de la poudrière de Laon) du 9 septembre 1870 lors de l'entrée des Prussiens dans la ville : 460 victimes civiles et militaires. |              |
| Saint-Quentin     | Cimetière Saint-Jean (cimetière nord) : Monument-ossuaire aux morts 1870-1871 « A la mémoire des soldats Morts pour la France pendant la guerre de 1870-1871 et dont les restes reposent sous ce monument » |              |
| Saint-Quentin     | Monument aux morts : l’œuvre de l’architecte Paul Bigot, grand prix de Rome, a été inauguré en 1927. Un bas-relief sculpté par Paul Landowski, évoque la bataille de Saint-Quentin de 1871. |              |
| Samoussy          | monument commémoratif 1870-1871, « Hommage du canton de Sissonne ». |              |
| Sissonne          | Cimetière communal : monument aux morts 1870-1871. |              |
| Soissons          | monument aux morts du siège de la ville du 11 septembre au 16 octobre 1870. |              |
| Vermand           | Mémorial aux victimes de la guerre 1870-1871 dans le cimetière communal |              |
| Vervins           | monument aux morts de la guerre de 1870-1871, édifié en 1900, Édouard-François Millet de Marcilly, sculpteur. |              |

#### Nord
Pour un article plus général, voir Liste des monuments aux morts dans le Nord.
| Commune               | cimetières et monuments commémoratifs | illustration |
| --------------------- | --- | ------------ |
| Aniche                | Dans le cimetière |              |
| Avesnes-le-Sec        | Monument aux victimes de la guerre 1870-1871 situé près de l'église. |              |
| Avesnes-sur-Helpe     | cimetière communal, Monument commémoratif 1870. |              |
| Busigny               | Monument aux victimes de la guerre 1870-1871 |              |
| Cambrai               | Monument aux morts 1870, place Jean Moulin. |              |
| Cambrai               | Cimetière de la Porte Notre-Dame, Monument du Souvenir français (1870-1871), élevé en 1901. |              |
| Le Cateau-Cambrésis   | Monument aux victimes de la guerre 1870-1871 dans le cimetière communal. |              |
| Caudry                | Monument aux Caudrésiens victimes de la guerre 1870-1871, situé dans l'ancien cimetière. |              |
| Denain                | Monument 1870-1871 déplacé en 1928 dans le cimetière communal. |              |
| Dunkerque             | Monument aux morts 1870, place de la République. |              |
| Flines-lez-Raches     | Monument aux morts de la guerre de 1870 |              |
| Gommegnies            | Monument 1870-1871 dans le cimetière communal, porte les noms de 9 soldats de la commune tués lors de cette guerre. |              |
| Gouzeaucourt          | Monument aux morts avec inscription des onze morts de la commune en 1870-1871. |              |
| Honnecourt-sur-Escaut | Monument aux victimes de la guerre 1870-1871 dans le cimetière communal. |              |
| Lille                 | Statue de Faidherbe (1896) d'Antonin Mercié. |              |
| Lille                 | Statue du 48e Mobile, inaugurée en 1913 emmenée par les Allemands en 1918, remplacée par une autre statue en 1930. Depuis 2004 elle est érigée près du pont du Petit Paradis. Sculpteur : Germain pour la statue de 1913 et Blaise pour la statue de 1930. |              |
| Lille                 | Monument « A Testelin » (préfet du Nord), en pierre (1933), en bordure du canal de l'Esplanade qui remplace un monument précédent, détruit en 1918 par les Allemands. Architecte : Émile Dubuisson, sculpteur : Robert Coin, restauré en juin 2010.        |              |
| Lille                 | Cimetière Sud : Monument aux Enfants du Nord morts pour la Patrie 1870-1871 (1900) par Edgar Boutry. |              |
| Lys-lez-Lannoy        | Cimetière communal, Monument aux morts 1870-1871, Le Mobile (d). |              |
| Maretz                | Mémorial aux victimes de la guerre 1870-1871 dans le cimetière communal. |              |
| Orchies               | Cimetière communal, Monument aux morts 1870-1871. |              |
| Quiévy                | Monument aux Morts de la guerre 1870-1871 sur la place de l'église |              |
| Sin-le-Noble          | Square Jeanne d'Arc, Monument aux morts 1870 - 1871, érigé le 14 juillet 1896. Inauguré après restauration le 8 novembre 2015. |              |
| Somain                | Cimetière communal, monument aux morts de la guerre de 1870-71 |              |
| Viesly                | Monument aux Morts de la guerre 1870-1871 et autres guerres du XIXe siècle sur la place de l'église |              |
| Villers-Guislain      | Monument aux morts 1870-1871. |              |
| Wambrechies           | Monument aux morts 1870-1871 |              |

#### Oise
Pour un article plus général, voir Liste des monuments aux morts dans l'Oise.
| Commune              | cimetières et monuments commémoratifs | illustration |
| -------------------- | --- | ------------ |
| Beauvais             | Cimetière général (carré 4) : monument « À la mémoire des soldats français morts pour la patrie 1870-1871 » |              |
| Beauvais             | Cimetière général : monument à la mémoire des soldats allemands de 1870-1871 et tombe collective |              |
| Béthisy-Saint-Pierre | Monument aux morts 1870-1871 inauguré le 26 mars 1893. |              |
| Bouvresse            | Tombe collective 1870-1871 de quatre soldats allemands |              |
| Caisnes              | Monument aux morts 1870 et 1914-1918 |              |
| Chantilly            | Cimetière du Bois-Bourillon : monument commémoratif |              |
| Chantilly            | Quatre tombes individuelles groupées de soldats allemands. |              |
| Compiègne            | Cimetière sud : monument aux morts 1870-1871 aux « Enfants de l'arrondissement de Compiègne morts sous les drapeaux pendant la Guerre de 1870-1871 ». Ce Monument a été érigé en remplacement des plaques commémoratives détruites par les bombardements de la guerre 1914-1918. |              |
| Crépy-en-Valois      | Monument « À la mémoire des soldats morts pour la Patrie » 1870-1871. Monument inauguré le 21 juin 1903 |              |
| Crépy-en-Valois      | Nouveau cimetière : mur d'enceinte, plaque commémorative 1870-1871. |              |
| Épineuse             | Monument à Léon Gambetta, sculpture d'Henri-Léon Gréber au sommet d'une colonne quadrangulaire sur laquelle a été gravée l'inscription suivante : « Le 7 octobre 1870, Gambetta, accompagné de son ami Spuller, est sorti de Paris assiégé, dans le ballon de l'Armand Barbès. Ce ballon, après avoir essuyé le feu de l'ennemi, est venu atterrir dans le bois de Favières, territoire d'Épineuse. Les habitants de l'Oise, pour consacrer ce souvenir, ont érigé ce monument au grand citoyen, qui fut organisateur de la Défense nationale. Inauguré le 13 octobre 1889 sous la présidence de M. Spuller, ministre des Affaires étrangères. » |              |
| Estrées-Saint-Denis  | cimetière communal : tombe militaire 1870-1871 de soldats allemands. |              |
| Formerie             | Cimetière communal : monument aux six soldats français tombés au « Combat de Formerie, 28 octobre 1870 ». Monument de forme pyramidale, érigé le 28 octobre 1871. |              |
| Formerie             | Monument à la mémoire du capitaine Dornat groupe sculpté représentant deux soldats en arme par Henri Gréber, avec deux bas reliefs de bronze représentant les soldats français avec cette dédicace : « La ville de Formerie à ses défenseurs – 28 octobre 1870 ». |              |
| Froissy              | Monument 1870-1871. |              |
| Grémévillers         | Sur la façade de l'église, plaque commémorative 1870-1871. |              |
| Jaulzy               | Derrière le monument aux morts : plaque commémorative 1870-1871. |              |
| Longueil-Annel       | Monument « À la mémoire des enfants du canton de Ribécourt morts pour la Patrie 1870-1871 ». |              |
| Nanteuil-le-Haudouin | Cimetière communal : monument « À la mémoire des enfants du canton de Nanteuil-le-Haudouin morts pour la Patrie » 1870-1871. |              |
| Noyon                | cimetière communal de la rue de Lille : monument aux enfants de Noyon morts pour la France 1870-1871, œuvre de l'architecte compiégnois Colombier, restauré en 1928 par l'entreprise Brézillon. |              |
| Pont-Sainte-Maxence  | Monument aux morts 1870-1871. |              |
| Remy                 | Cimetière communal, Monument aux morts 1870-1871 et colonies. |              |
| Rethondes            | Façade de l'église : plaque commémorative 1870-1871. |              |
| Saint-Sauveur        | Cimetière communal : plaque commémorative 1870-1871 sur le calvaire. |              |
| Sempigny             | Devant l'église : monument 1870-1871 |              |
| Senlis               | Cimetière communal : monument de la guerre 1870-1871. |              |
| Sérifontaine         | Cimetière communal : monument aux morts 1870-1871 et colonies. |              |
| Tricot               | Tombe de soldats allemands 1870-1871. |              |
| Troissereux          | Cimetière communal : monument de la guerre 1870-1871 |              |

#### Pas-de-Calais
Pour un article plus général, voir Liste des monuments aux morts dans le Pas-de-Calais.
| Commune                 | cimetières et monuments commémoratifs | illustration |
| ----------------------- | --- | ------------ |
| Arras                   | Cimetière communal, monument aux morts de la guerre de 1870-1871. En 1898, on inhuma les ossements des officiers et soldats morts pendant la guerre dans un caveau. Le monument qui le surmonte, œuvre de l'Arrageois Bouchez-Béru, a été érigé par les soins du Souvenir français. |              |
| Audruicq                | Monument 1870-1871. |              |
| Avion                   | Monument aux morts d'Avion élevé pour sa partie centrale en 1924, pour les deux ailes latérales en 1948. Un haut-relief, représente de la guerre, sous les traits de la chanteuse Damia, qui lâche son glaive de terreur, en voyant les mains crispées des suppliciés sortir de terre. Inscription : « La ville d’Avion à ses enfants victimes civiles et militaires - Tu ne tueras point ». Ce monument est consacré aux guerres, 1870-1871, 1914-1918, 1939-1945, Algérie. Architectes : J. Vinsous et Paul Pamart, sculpteur : Émile Fernand Dubois.                                         |              |
| Bapaume                 | Statue du Général Faidherbe de Louis Noël inaugurée le 27 septembre 1891, disparue pendant la Première Guerre mondiale elle fut remplacée en 1926 par une statue du sculpteur Jules Déchin. |              |
| Bapaume                 | Route d'Arras, monument à la Bataille de Bapaume. |              |
| Bapaume                 | Cimetière communal, monument érigé au-dessus d'un ossuaire contenant les corps de 186 combattants de l'Armée du Nord. Les noms des bataillons et régiments composant l'Armée du Nord y ont été gravés. |              |
| Béhagnies               | Ossuaire |              |
| Berck                   | Le Fusilier marin (1913), réplique du fusilier marin du monument au général Chanzy du Mans, d'Aristide Croisy, monument commémoratif des Berckois morts pendant la guerre de 1870-1871. |              |
| Biefvillers-lès-Bapaume | Ossuaire surmonté d'un calvaire. |              |
| Billy-Montigny          | Cimetière communal, monument aux morts 1870-1871. |              |
| Boulogne-sur-Mer        | Boulevard du Prince Albert (porte des Degrès), monument aux morts de la guerre de 1870. Avec cette dédicace : « Le Souvenir français aux enfants de Boulogne morts pour la patrie ». Inauguré le 18 septembre 1898, Edmond Lormier sculpteur, Durenne A. fondeur et Decroix architecte. |              |
| Calais                  | Monument « Aux Enfants de Calais morts pour la Patrie ». Architecte Désiré Ghesquier, sculpteur Édouard Maugendre-Villers. |              |
| Carvin                  | Monument aux 63 morts pour la France pendant la guerre de 1870-1871 et aux victimes du travail dans l'industrie et l'agriculture. |              |
| Desvres                 | Monument aux morts 1870-1871. |              |
| Douvrin                 | Monument aux morts 1870-1871, 1914-1918 et 1939-1945. |              |
| Fauquembergues          | Monument « Aux enfants du canton morts pour la patrie » - FAUQUEMBERGUES 28 août 1898. |              |
| Favreuil                | Cimetière communal, monument à la mémoire des soldats morts dans la journée du 3 janvier 1871, sous lequel reposent 9 soldats allemands et 28 soldats français. |              |
| Harnes                  | Monument inauguré en 1902, sculpteur Maurice Rogerol. Le monument sert par la suite aux morts des conflits suivants. |              |
| Hesdin                  | Cimetière communal, monument 1870-1871. |              |
| Ligny-Thilloy           | Cimetière communal, monument du Conseil général du Pas-de-Calais à la mémoire des soldats français tués les 2 et 3 janvier 1871. À l'arrière stèle à la mémoire d'un soldat prussien. |              |
| Montreuil-sur-Mer       | Monument aux morts de la guerre de 1870-1871, offert par le comte de Lhomal et le Souvenir français. |              |
| Nœux-les-Mines          | Monument des Combattants de 1870, édifié en 1905 et déplacé en 1923 dans le carré militaire du cimetière communal. |              |
| Nortkerque              | Monument aux morts 1870-1871 « Oubliez Jamais - Aux enfants de Nortkerque morts en combattant pour la Patrie - Pro Patria » en hommage aux cinq victimes de la commune (inauguration en août 1907). Ce monument fut utilisé au lendemain de la Grande Guerre pour inscrire le nom des victimes. Le monument représente, au milieu d'un paysage rénové symbolisé par le soleil levant et un pommier chargé de fruits, un ange qui caresse la tête d'un homme. Le fils de ce dernier, regarde, les poings serrés, la direction que lui montre son père, vers la désolation laissée par la guerre. |              |
| Savy-Berlette           | Monument aux morts de 1870-1871 et 1914-1918. |              |

#### Somme
| Commune                  | cimetières et monuments commémoratifs | illustration |
| ------------------------ | --- | ------------ |
| Abbeville                | Cimetière de la Chapelle : monument commémoratif à la mémoire des soldats et marins de l'arrondissement d'Abbeville morts pour la Patrie (1870-1912), le « Mobile en armes », édifié par le Souvenir français, inauguré le 6 octobre 1912. Sculpteur : Férain, architecte : A. Léon. |              |
| Acheux-en-Amiénois       | Ancien cimetière, stèle à la mémoire d'Alphonse Pichon, mort pour la défense de la Partie, le 2 janvier 1871 |              |
| Ailly-le-Haut-Clocher    | Sur le mur de l'église : plaque commémorative « À la mémoire des mobiles du canton d'Ailly-le-Haut-Clocher tombés glorieusement devant l'ennemi » 1870-1871. |              |
| Albert                   | Monument aux morts avec cette dédicace gravée sur le linteau : « Albert à ses morts ». Le monument aux morts a été édifié en 1936-1937 en remplacement du monument patriotique construit en 1901 et détruit pendant la Grande Guerre. Il est l'œuvre des sculpteurs Charles Gern et Pierre Fosses. |              |
| Amiens                   | Cimetière de La Madeleine Classé MH (1995) : - carré militaire de la guerre de 1870 (209 soldats inhumés) : - monument « Aux soldats français morts pour la défense de la Patrie 1870-1871 ». Sur les côtés du monument en forme d'obélisque surmonté d'une croix, sont gravés les noms de 199 soldats morts au combat, il est fait mention de 10 soldats inconnus. - tombe du commandant Jean-François Vogel, tué à l'ennemi. - tombe du capitaine Charles Petit - Tombe de Victor, médécin militaire et de sa fille, Victorine Autier, infirmière de la Croix-Rouge française pendant la guerre de 1870-1871, en contrebas du carré militaire |              |
| Amiens                   | Citadelle d'Amiens : logis du gouverneur, plaque à la mémoire du commandant Vogel tué à l'ennemi. |              |
| Bavelincourt             | Cimetière communal, Tombe militaire 1870-1871. |              |
| Beaucourt-sur-l'Hallue   | Cimetière communal, tombe collective de « deux mobiles du Pas-de-Calais et de deux autres braves qui ont péri dans le combat du 23 décembre 1870 sur le territoire de cette commune ». |              |
| Béhencourt               | Cimetière communal : - monument « À la mémoire des Français morts pour la défense de la Patrie 23-24 décembre 1870 ». - monument « À la mémoire des gardes du 1er bataillon des G. N. mobiles du Nord et d'un soldat du 24e de ligne morts pour la défense de la Patrie ». |              |
| Bourdon                  | Monument aux morts (1870-1871) et (1914-1918) |              |
| Boves                    | Enclos comportant les monuments suivants l'un derrière l'autre : - Monument « À la mémoire des Français morts pour la défense de la Patrie 26-27 novembre 1870 », en forme d’obélisque sur base quadrangulaire, surmonté d'un Christ en croix ; - Monument en forme de borne à la mémoire de BLARY Jean « mort pour la défense de la Patrie 27 novembre 1870 » ; - Calvaire avec croix en fer forgé. |              |
| Bussy-lès-Daours         | Cimetière communal : tombe militaire de 1870 entourée de grilles. |              |
| Cachy                    | Monument aux soldats du 43e Régiment de ligne tombés le 27 novembre 1870. |              |
| Corbie                   | Cimetière communal : - monument à l'Armée du Nord 1870-1871 - ossuaire où reposent 35 militaires - trois tombes où reposent des marins et un soldat français - une tombe où sont enterrés deux soldats allemands. |              |
| Crécy-en-Ponthieu        | Monument aux soldats du canton de Crécy-en-Ponthieu 1870-1871 |              |
| Daours                   | Cimetière communal : monument à la mémoire de 36 soldats français, morts pour la défense de la France le 23 décembre 1870 surmontant l'ossuaire. |              |
| Dury                     | Monument à la Bataille de Dury du 27 novembre 1870, « La garde nationale d'Amiens à la mémoire des braves soldats morts glorieusement pour la défense de la patrie » - le 17e BCP - le 2e de Marche - le 3e R de lignes - marins de Brest, 2e Batterie mixte de 12. |              |
| Fouilloy                 | Monument à la mémoire de Jules Lardière, manufacturier, préfet de la Défense nationale, conseiller général, maire de Corbie, 1829-1876, en forme d'obélisque en marbre. |              |
| Fouilloy                 | Cimetière communal : monument à la mémoire des jeunes gens de la commune morts en servant la patrie pendant les guerres de 1870-1871. |              |
| Franvillers              | Cimetière communal : monument aux morts de 1870-1871, sous forme de borne avec gravés les noms de soldats tués et des unités auxquels ils appartenaient. |              |
| Fréchencourt             | Cimetière communal : - tombe de soldats français surmontée d'un monument - tombe en mémoire de 14 soldats allemands. |              |
| Gentelles                | Cimetière communal, monument aux Français morts pour la défense de la patrie 27 novembre 1870. |              |
| Guyencourt-Saulcourt     | cimetière communal, plaque commémorative en souvenir des soldats tués durant les guerres du XIXe siècle. |              |
| Hallencourt              | Monument aux Mobiles 1870-1871, sur la place de la mairie. Les différents champs de bataille de la région y sont inscrits : Villers-Bretonneux, Pont-Noyelles, Saint-Quentin, Bapaume, Longpré, Dury. |              |
| Ham                      | Cimetière communal : monument à la mémoire des soldats de l'Armée du Nord. Dédicace : « La ville de Ham à l'Armée du Nord - Combat du 9 décembre 1870 - Capitulation de la garnison prussienne - À la mémoire des soldats morts pour la défense nationale ». |              |
| Hébécourt                | Cimetière communal, deux monuments 1870-1871 à la mémoire des soldats français morts le 27 novembre 1870 et ossuaire |              |
| Hébécourt                | Route de Plachy, monument au 2e bataillon de chasseurs à pied |              |
| Hébécourt                | Sur la façade de l'église, inscription gravée : « À la mémoire des 37 soldats français du 2e bataillon de marche des chasseurs à pied tombés glorieusement pour la défense de la patrie sur le territoire d’Hébécourt et de Blimont Lefebvre et Théodore Joly habitants d’Hébécourt tués dans leurs foyers par les soldats allemands - 27 novembre 1870 ». |              |
| Hébécourt                | Bois d'Hébécourt : stèle avec cette inscription : « Ici tomba le 27 novembre 1870 François Henri de Guise âgé de 18 ans, caporal fourrier au 2e bataillon de marche des chasseurs à pied ». |              |
| Hénencourt               | Monument « Espérance » à nos soldats de 1870 |              |
| Lahoussoye               | Cimetière communal, monument aux morts de 1870-1871, sous forme de borne avec gravés les noms de soldats tués et des unités auxquels ils appartenaient. Dans l'enclos entouré de grilles, tombe d'un soldat. |              |
| Lesbœufs                 | Monument aux morts : liste des victimes de la commune 1870-1871 |              |
| Longpré-les-Corps-Saints | Plaque commémorative en fonte « Aux habitants de Longpré-les-Corps-Saints tués ou mortellement frappés le 28 décembre 1870 ». Cette plaque en fonte a été gravée à l'initiative du Souvenir français, le 28 décembre 1893. Elle est posée contre le socle du monument aux morts de la guerre de 1914-1918. |              |
| Longpré-les-Corps-Saints | Cimetière communal : monument à la mémoire des Français morts pour la défense de la patrie, 28 X 1870 |              |
| Mézières-en-Santerre     | Cimetière communal, monument aux Français morts pour la défense de la Patrie 24 novembre 1870. « À la mémoire des Français morts pour la défense de la Patrie 24 novembre 1870 ». Monument rénové par le Souvenir français en 1896. |              |
| Montigny-sur-l'Hallue    | Cimetière communal : monument de la guerre de 1870, « Hommage des jeunes gens et des habitants de Montigny » et tombe collective. |              |
| Moreuil                  | Monument aux morts, partie haute, « Aux morts pour la France du canton de Moreuil 1870-1871 ». |              |
| Moyenneville             | Monument aux morts du canton de Moyenneville 1870-1871. |              |
| Péronne                  | Monument du Marin Delpas tombé le 29 décembre 1870 en défendant son canon baptisé « Fanny » au cours du siège de la ville par les Prussiens - sculpture d'Albert Roze. |              |
| Pœuilly                  | En contrebas de la route départementale 1029, dans le sens Pœuilly-Vermand, au lieu-dit « La Table-Dieu », à peine visibles de la route, cachées par la végétation : - tombe collective de soldats prussiens inconnus morts à Pœuilly le 10 janvier 1871 (rénovée en 2020) - deux stèles à la mémoire des soldats français morts à Pœuilly le 10 janvier 1871 (rénovée en 2020) |              |
| Pont-Noyelles            | Colonne Faidherbe (monument commémoratif de la bataille de l'Hallue) Inscrit MH (2003) |              |
| Pont-Noyelles            | Ossuaire |              |
| Pont-Noyelles            | Cimetière communal : - ossuaire allemand - ossuaire français - tombe de deux soldats français |              |
| Querrieu                 | Cimetière communal : - Ossuaire allemand - Ossuaire français |              |
| Sains-en-Amiénois        | Cimetière communal : tombes militaires |              |
| Saint-Blimont            | Monument aux morts de la guerre de Crimée et de la guerre de 1870-1871 (cinq mobiles de la Somme originaires du village, morts pendant le siège de Paris et le siège de Péronne). |              |
| Tertry                   | Cimetière communal : tombe de dix soldats français 1870-1871, avec trois monuments en forme de borne et une croix en fer forgé. |              |
| Vecquemont               | Cimetière communal : monument en forme de borne, « À nos héros 1870-1871 - 1914-1918 ». Avec, sur une face, l'inscription suivante : « À la mémoire d'un marin mort pour la défense de la Patrie 24 décembre 1870 » et une ancre de marine gravée. Sous le monument sont enterrés trois soldats malgaches tués à Vecquemont le 27 mai 1918. |              |
| Villers-Bretonneux       | Cimetière communal : - monument aux Français morts pour la patrie le 27 novembre 1870 - ossuaire |              |

### Île-de-France

#### Essonne
| Commune              | cimetières et monuments commémoratifs | illustration |
| -------------------- | --- | ------------ |
| Angerville           | Cimetière communal : monument avec cette épitaphe : « Les habitants d'Angerville, à la mémoire des partisans du Gers Langlade et Pugos morts le 8 octobre 1870 en combattant pour la Patrie sous le commandement de M. D'Asies du Faur ». |              |
| Brunoy               | Sépulture collective 1870-1871 avec cette épitaphe : 1870-1871 Ici reposent 52 soldats allemands inhumés au cours des années 1870-1871. |              |
| Corbeil-Essonnes     | Monument aux morts de 1871, inauguré en 1907, composé d'une statue de femme en bronze posée sur un piédestal, au dos figure cette inscription : « Monument élevé par souscription publique / 27 octobre 1907 / Les vétérans 413e section-Corbeil et les sections de l'arrondissement Les mobiles et les anciens combattants de 1870-1871 ». Des plaques d'autres conflits sont posées à sa base ; |              |
| Corbeil-Essonnes     | Cimetière communal de Corbeil : sépulture collective anonyme 1870-1871, 553 soldats allemands et 49 Français. |              |
| Le Coudray-Montceaux | Cimetière de l'église : sépulture collective 1870-1871 avec cette épitaphe : « Ici reposent 43 soldats allemands ». |              |
| Dannemois            | Monument à la mémoire des francs-tireurs de Paris et des gardes nationaux volontaires morts pour la Défense de la Patrie aux combats de Dannemois les 27 et 28 7bre 1870. Monument élevé en 1872. |              |
| Épinay-sur-Orge      | Cimetière communal : Monument à la mémoire du franc-tireur Léopold Pillot fusillé par les allemands, et de trois soldats morts pour la Défense de la Patrie. Une sépulture de 39 soldats allemands morts pendant la guerre de 1870 se trouve dans un carré de tombes militaires du cimetière. |              |
| Étampes              | Cimetière ancien Notre-Dame : - monument aux Morts 1870-1871 ; - sépulture de soldats allemands. |              |
| Yerres               | Sépultures allemandes. |              |

#### Hauts-de-Seine
| Commune              | cimetières et monuments commémoratifs | illustration                                     |
| -------------------- | --- | ------------------------------------------------ |
| Asnières-sur-Seine   | Monument commémoratif des guerres de 1870 et de Crimée, groupe en bronze sculpté par Auguste Maillard (1901) |                                                  |
| Boulogne-Billancourt | Cimetière communal rue Pierre Grenier : monument aux morts de la guerre de 1870-1871. |                                                  |
| Châtenay-Malabry     | Sépulture collective 1870-171 avec cette épitaphe : « Ici reposent 20 soldats allemands ». |                                                  |
| Châtillon            | Cimetière communal : - sépulture collective 1870-1871 (55 soldats) ; - monument commémoratif 1870, « Paris à ses défenseurs ». |                                                  |
| Clamart              | Cimetière communal : monument aux morts de la guerre de 1870 dit du « Souvenir français », « monument érigé par le Souvenir français avec le concours de la municipalité et des dames françaises, à la mémoire de 193 soldats français tués en 1870-71 sur les hauteurs de Clamart ». |                                                  |
| Courbevoie           | Ancien cimetière : sépulture collective 1870-1871, « Combats de la Défense à Courbevoie ». |                                                  |
| Fontenay-aux-Roses   | Cimetière communal : tombe militaire 1870-1871. |                                                  |
| Garches              | Cimetière communal : monument aux soldats morts à Garches, bataille de Buzanval, 1871. |                                                  |
| Issy-les-Moulineaux  | Cimetière communal : monument aux morts 1870-1871, « Monument érigé par la commune d'Issy-les-Moulineaux le 12 novembre 1893 - Aux soldats français morts au champ d'honneur 1870-1871 la Patrie reconnaissante ». |                                                  |
| Meudon               | Cimetière des Longs Réages : monument commémoratif de la guerre de 1870-1871. |                                                  |
| Neuilly-sur-Seine    | Cimetière ancien de Neuilly-sur-Seine : monument commémoratif de la guerre de 1870-1871. |                                                  |
| Puteaux              | Monument de La Défense de Paris de Louis-Ernest Barrias. Le groupe en bronze, représente trois figures symbolisant la défense de Paris : une femme vêtue de l’uniforme de la garde nationale, appuyée sur un canon et tenant un drapeau personnifiant Paris, les défenseurs sous les traits d’un jeune mobile armé de son chassepot et de l’autre côté du monument, une fillette prostrée qui, par son apparence misérable, incarne les souffrances des civils. Déplacé au milieu des années 1960, lors des travaux d’aménagement du quartier de La Défense, remisé durant de nombreuses années, le monument fut rétabli à son emplacement initial le 21 septembre 1983 lors de la célébration du centenaire de son inauguration. | Louis-Ernest Barrias, La Défense de Paris (1883) |
| Rueil-Malmaison      | Rue du Général-Colonieu : monument commémorant la seconde bataille de Buzenval (obus en pierre orné de guirlandes). Architecte : Charles Chipiez. |                                                  |
| Rueil-Malmaison      | Cimetière ancien : monument commémorant la guerre de 1870-1871 (obélisque). Architecte : Albert Julien ; sculpteur des médaillons : Antide Péchiné. Inauguré en 1886. |                                                  |
| Rueil-Malmaison      | Rue du Commandant-Jacquot : colonne en mémoire de Raoul de Kreuznach, tué à 19 ans. |                                                  |
| Saint-Cloud          | Monument aux morts de la guerre de 1870-1871. |                                                  |
| Sceaux               | Cimetière communal : monument aux morts de la guerre de 1870-1871, avec cette inscription : « À nos frères morts pour la Patrie - monument élevé aux frais de la ville de Sceaux et de la 53e section des vétérans des armées de terre et de mer ». |                                                  |
| Suresnes             | Fort du Mont-Valérien : groupe sculpté Quand même ! d'Antonin Mercié. |                                                  |
| Suresnes             | Cimetière Voltaire de Suresnes : monument aux morts de la guerre de 1870-1871 |                                                  |
| Vanves               | Cimetière communal : monument aux morts avec cette dédicace : « Ici reposent les restes mortels de 67 soldats morts en défendant le sol sacré de notre France 1870-1871 ». |                                                  |

#### Paris
| Commune                      | cimetières et monuments commémoratifs | illustration                                    |
| ---------------------------- | --- | ----------------------------------------------- |
| Paris (Ve arrondissement)    | Panthéon : urne contenant le cœur de Léon Gambetta, transférée le 11 novembre 1920 ; sous l'urne est gravée une inscription à la mémoire des généraux d'Aurelle de Paladines, Chanzy et Faidherbe ainsi qu'à celle des colonels Denfert-Rochereau et Teyssier. |                                                 |
| Paris (VIIIe arrondissement) | Square Montholon à l'origine : Gloria Victis, bronze d'Antonin Mercié, à la gloire des vaincus de 1870, érigé en 1879, puis dans la cour centrale de l'hôtel de ville en 1884. Conservé depuis 1930 au Petit Palais. |                                                 |
| Paris (XIVe arrondissement)  | Cimetière du Montparnasse : monument 1870-1871 « Aux vaillants soldats qui se sont dévoués pour la Patrie jusqu'à la mort - honneur à leur mémoire ». |                                                 |
| Paris (XIVe arrondissement)  | Place Denfert-Rochereau : le Lion de Belfort d'Auguste Bartholdi, réplique (réduction au tiers) en cuivre martelé de celui de Belfort. |                                                 |
| Paris (XXe arrondissement)   | Square Édouard-Vaillant : Monument à Léon Gambetta À l'origine, le monument était composé d'une colonne pyramidale dont la base était décorée de sculptures et cartouches en bronze. Sur la face avant, à mi-hauteur, se trouvait le groupe sculpté en pierre représentant Gambetta devant le drapeau, entouré de soldats. Sur la colonne étaient représentés les épisodes de sa vie et des extraits de ses discours. Au sommet, une allégorie en bronze représentait la Gloire de la démocratie assise sur un aigle aux ailes déployées. Inauguré en 1888 sur la place du Carrousel, le monument fut démonté en 1954. Une partie du monument fut, par la suite, installée dans le square Édouard-Vaillant. Une maquette du monument est conservée au musée d'Orsay. |                                                 |
| Paris (XXe arrondissement)   | Cimetière du Père-Lachaise : - Monument à la mémoire des soldats morts pendant le siège de Paris de 1870-1871. Monument élevé par l’État sur les dessins de l'architecte A. Rivière. Aux angles du monument ont été placées quatre statues en fonte de soldats, grandeur nature. Elles représentent un Garde mobile modelé par Camille Lefèvre, un Artilleur par J.-B.-C.-E. Power, un Fusilier marin et un Soldat de ligne par Louis Schrœder. Ces quatre statues ont été fondues par Denonvilliers. (division 64) ; - Monument à la mémoire des Gardes nationaux de la Seine tués au combat de Buzenval le 19 janvier 1871 (division 72) ; - Monument à la mémoire des défenseurs de Belfort 1870-1871 (division 54) ; - monument aux morts, œuvre d'Albert Bartholomé inauguré le 1er novembre 1899, est destiné à la mémoire de tous les morts en général, civils et militaires. Ce monument n'est pas spécifiquement consacré à la mémoire des morts de la guerre de 1870. | Monument à la mémoire des défenseurs de Belfort |

#### Seine-et-Marne
| Commune               | cimetières et monuments commémoratifs | illustration |
| --------------------- | --- | ------------ |
| Chenoise              | Cimetière communal : tombe allemande. |              |
| Coulommiers           | Monument aux morts 1870-1871, sous forme d'obélisque. |              |
| Crécy-la-Chapelle     | Monument « Aux mobiles de la campagne de Crécy morts pour la Patrie 1870-71 ». Monument érigé par la 162e section des vétérans des armées de terre et de mer le 11 septembre 1904. |              |
| Croissy-Beaubourg     | Cimetière communal : sépulture collective de soldats. |              |
| Dammartin-en-Goële    | Mairie : deux plaques du Souvenir français. |              |
| Esbly                 | Monument, avec buste du commandant Ernest Stanislas Berthault (1845-1892), natif d'Esbly. |              |
| La Ferté-Gaucher      | Monument aux morts du canton 1870-1871. |              |
| La Ferté-sous-Jouarre | Cimetière communal : monument aux morts du canton 1870-1871. |              |
| La Grande-Paroisse    | Cimetière communal : monument aux morts 1870-1871, 1914-1918, 1939-1945. |              |
| Lagny                 | Cimetière communal : monument à la mémoire des soldats morts à Lagny pendant la guerre de 1870-1871 (1876). |              |
| Melun                 | Monument « Aux enfants de Seine-et-Marne morts pour la Patrie 1870-1871 », par le sculpteur Charles Desvergnes et l'architecte Bernard Bezault, avec cette inscription : « Ce monument est érigé grâce à la générosité publique sollicitée par le commandant Buval, fondateur de l'Union des Défenseurs de la Patrie en Seine-et-Marne ». Le monument se compose de deux groupes sculptés en bronze sur le piédestal, une femme portant un drapeau conduit une troupe de soldat. Au pied du monument, symbolisant la Revanche, une femme tend un fusil à un adolescent. L'inauguration a lieu le 2 juin 1901, en présence des généraux Charles Eugène Le Joindre et Théophile Antoine Albert Branche, de l'Inspecteur général des Beaux-Arts Armand Dayot, du préfet Paul Boegner, du député Marc-François Balandreau, des sénateurs Charles Prévet, Edmond Forgemol de Bostquenard et Eugène Thomas et du maire René Villeneuve. |              |
| Le Mesnil-Amelot      | Monument aux morts 1870-1871. |              |
| Montereau-Fault-Yonne | Cimetière communal : monument aux morts de 1870-1871. |              |
| Mortcerf              | Cimetière communal : sépulture militaire. |              |
| Pommeuse              | Cimetière communal : monument « À la mémoire des enfants de Pommeuse morts pour la Patrie », 1871. |              |
| Provins               | Monument aux morts de 1870-1871, par Léon-Eugène Longepied. Situé près du jardin Garnier et en face de l'ancien établissement de bains. |              |
| Roissy-en-Brie        | Monument aux morts 1870-1871. |              |
| Saint-Germain-Laval   | Cimetière communal : monument aux morts 1870-1871. |              |
| Servon                | Monument aux morts 1870-1871. |              |

#### Seine-Saint-Denis
| Commune           | cimetières et monuments commémoratifs | illustration |
| ----------------- | --- | ------------ |
| Aubervilliers     | Cimetière communal d'Aubervilliers : - sépulture collective 1870-1871 ; - monument aux morts 1870-1871. |              |
| Aulnay-sous-Bois  | Cimetière ancien d'Aulnay-sous-Bois, monument aux morts de 1870-1871, sous forme de colonne tronquée. |              |
| Le Bourget        | Cimetière communal : monument aux morts 1870-1871. |              |
| Drancy            | Cimetière communal : monument aux morts 1870-1871 « Aux soldats français morts pour la Patrie ». |              |
| Les Lilas         | Cimetière communal : stèle 1870-1871. |              |
| Neuilly-Plaisance | Monument aux morts 1870-1871 en forme d'obélisque avec cette épitaphe : « À la mémoire des défenseurs de la patrie morts au champ d'honneur. 1870 ». Sur la plaque du piédestal : « En ce lieu, le 25 décembre 1886, ont été inhumés les corps de soldats de l'armée française, tués lors de la bataille du Plateau d'Avron (1870-1871) ». Plaque au pied du monument : « Ville de Neuilly-Plaisance. Guerre 1870-1871. Devant ce monument, dédié aux défenseurs de la patrie morts au champ d'honneur, a été célébré le 140e anniversaire de la bataille du Plateau d'Avron, le samedi 18 décembre 2010 […] ». Plaque sur la grille ceinturant le monument : « Ces canons ont été offerts par M. Jules Grévy, Président de la République française, par décret du 14 février 1887. Ces bouches à feu ont participé à la campagne du Mexique (1862-1867) ». Plaque sur le sol de l'enclos : « Guerre 1870-1871. Ces lieux et les environs ont fait l'objet de durs combats entre Français et Prussiens. Les troupes françaises composées de marins, de soldats de l'infanterie de marine, de gardes mobiles et nationaux, sous le commandement du Général Louis Trochu, comme celles du Maréchal Helmuth von Moltke payèrent un lourd tribut. Les civils ne furent pas épargnés. Une souscription populaire, voulue par des habitants d'Avron et des communes voisines, a permis d'ériger en 1886 cette stèle, pour garder la mémoire éternelle des défenseurs de la patrie morts pour la France. Le 25 décembre 1886, eut lieu le transfert depuis le cimetière de Neuilly-sur-Marne, des restes de 83 soldats de l'Infanterie de Marine, pour être placés à jamais sous cette stèle. Les honneurs furent rendus en présence de hautes personnalités civiles et militaires. Au carré militaire du cimetière repose un soldat de l'Infanterie de Marine dont le nom est inconnu, comme ceux des militaires ici présents. Ces lieux font l'objet, depuis 1886, de cérémonies officielles organisées par les diverses municipalités à des dates se rapprochant le plus possible de 25 décembre. Offerts par Jules Grévy, Président de la République, quatre canons de la Campagne du Mexique, sont placés ici depuis 1888 ». |              |
| Pantin            | Cimetière communal : monument aux morts 1870-1871. |              |
| Saint-Denis       | Cimetière communal, monument aux morts « La ville de Saint-Denis à ses défenseurs victimes du siège 1870-1871 » (106 victimes). |              |
| Villetaneuse      | Cimetière communal, une tombe de cinq soldats français et une tombe de trois soldats allemands aménagées par la commune en 1884. |              |

#### Val-de-Marne
| Commune                  | cimetières et monuments commémoratifs | illustration |
| ------------------------ | --- | ------------ |
| Bonneuil-sur-Marne       | Cimetière communal, monument en souvenir siège de Paris 1870-1871. |              |
| Bry-sur-Marne            | Monument aux morts en mémoire du combat de Bry. |              |
| Champigny-sur-Marne      | Ossuaire commémorant la bataille de Champigny. Inauguré le 2 décembre 1878, l’ossuaire abrite dans sa galerie de 70 mètres de long 33 caveaux qui rassemblent les ossements de 1 007 soldats français et 377 soldats allemands surmonté d'un monument commémoratif de 6 mètres de haut, avec des pièces d’artillerie autour du monument le tout entouré de grilles. |              |
| Choisy-le-Roi            | Monument commémoratif 1870, statue du marin de B. L. Hercule (1846-1913) rendant hommage aux forces de la Marine et à leurs combats menés lors du siège de Paris. |              |
| Choisy-le-Roi            | Cimetière communal, monument aux morts 1870-1871, statue du « Mobile en armes ». |              |
| Fontenay-sous-Bois       | Monument érigé en 1913, sculpture en pierre de Charles Breton. |              |
| L'Haÿ-les-Roses          | Cénotaphe 1870, « Paris à ses défenseurs, Bataille de l'Haÿ 29 novembre 1870 ». |              |
| Ivry-sur-Seine           | Cimetière ancien : monument aux morts de 1870-71. |              |
| Le Kremlin-Bicêtre       | Cimetière : monument aux morts de 1870-71. |              |
| Saint-Maur-des-Fossés    | Cimetière Rabelais 2 : monument aux morts de 1870-71. |              |
| Sucy-en-Brie             | Cimetière communal, stèle 1870-1871. |              |
| Thiais                   | Cimetière communal, stèle 1870-1871. |              |
| Thiais                   | Square du Maréchal Juin : monument aux morts de la guerre de 1870. |              |
| Villejuif                | Cimetière communal : monument à la mémoire des officiers et soldats morts pour la défense de la Patrie 1870-1871, ossuaire des soldats tombés aux combats de Chevilly en 1870. |              |
| Villeneuve-Saint-Georges | Cimetière communal : - Monument aux morts 1870-71 - Tombe : 42 soldats identifiés - 97 soldats français non identifiés. |              |
| Villiers-sur-Marne       | Monument de la guerre de 1870. |              |
| Vincennes                | Cimetière communal : monument de la guerre de 1870-1871. |              |

#### Val-d'Oise
| Commune           | cimetières et monuments commémoratifs | illustration |
| ----------------- | --- | ------------ |
| Eaubonne          | Cimetière communal, tombe collective de 1870-1871, sépultures regroupées en 1873.                                                             |              |
| Écouen            | Cimetière communal : tombe collective de soldats allemands morts au cours du siège de Paris 1870-1871.                                        |              |
| Enghien-les-Bains | Tombes militaires de soldats prussiens morts en 1870.                                                                                         |              |
| L'Isle-Adam       | Pont de l'Oise, obélisque rappelant la défense de ce passage en septembre 1870.                                                               |              |
| Pontoise          | Monument de la guerre de 1870. |              |
| Saint-Gratien     | Tombe collective 1870-71, carré militaire, 67 soldats inconnus tombés pendant le siège de Paris, principalement lors de la bataille d'Epinay. |              |

#### Yvelines
| Commune      | cimetières et monuments commémoratifs                                                                          | illustration |
| ------------ | --- | ------------ |
| Bougival     | Monument à trois morts de 1870                                                                                 |              |
| Houilles     | cimetière communal, Monument aux morts 1870-1871 composé d'une colonne de pierre quadrangulaire érigé en 1897. |              |
| Sartrouville | Cimetière communal, Monument aux morts 1870-71 composé d'un socle surmonté d'une croix de fer.                 |              |
| Versailles   | Cimetière Saint-Louis : monument aux morts 1870-1871.                                                          |              |

### Normandie

#### Calvados
Pour un article plus général, voir Liste des monuments aux morts dans le Calvados.
| Œuvre                                                          | Auteur                        | Commune               | Localisation                                                                               | Notes                                                                                               | Installation | Coordonnées                        | Illustration                                        |
| -------------------------------------------------------------- | ----------------------------- | --------------------- | ------------------------------------------------------------------------------------------ | --------------------------------------------------------------------------------------------------- | ------------ | ---------------------------------- | --------------------------------------------------- |
| Monument aux morts                                             | À déterminer                  | Anisy                 | Dans le cimetière                                                                          | | À déterminer | à géolocaliser                     | Image manquante                                     |
| Monument aux morts                                             | À déterminer                  | Annebault             | Au bord de la RD 45                                                                        | | À déterminer | à géolocaliser                     | Image manquante                                     |
| Monument aux morts                                             | À déterminer                  | Auberville            | Intersection de la RD 513 et du chemin du Monument                                         | | À déterminer | à géolocaliser                     | Monument aux morts                                  |
| Monument aux enfants de l'arrondissement morts aux armées (d), | Arthur Le Duc                 | Bayeux                | Sur le rond-point de la rue des Terres et de la RD 96 (rue de la Poterie et rue de Verdun) | Le bas-relief sur le piédestal représente Septime Le Pippre.                                        | 1908         | 49° 16′ 31″ nord, 0° 42′ 32″ ouest | Monument aux morts de 1870 de Bayeux                |
| Monument aux morts                                             | À déterminer                  | Beaumont-en-Auge      | À côté de l'église Saint-Sauveur                                                           | | À déterminer | à géolocaliser                     | Image manquante                                     |
| Monument aux morts                                             | Charles Jacquier              | Bonnebosq             | À côté de l'église Saint-Martin                                                            | | À déterminer | à géolocaliser                     | Monument aux morts                                  |
| Monument aux morts                                             | À déterminer                  | Brouay                | À déterminer                                                                               | | À déterminer | à géolocaliser                     | Image manquante                                     |
| Monument aux morts                                             | À déterminer                  | Cabourg               | Dans le parc de la mairie                                                                  | | À déterminer | 49° 17′ 14″ nord, 0° 06′ 57″ ouest | Monument aux morts de Cabourg                       |
| Monument aux morts à l'hôpital                                 | À déterminer                  | Caen                  | Dans le cimetière Nord-Est                                                                 | | À déterminer | à géolocaliser                     | Image manquante                                     |
| Monument aux morts                                             | À déterminer                  | Canchy                | À côté de l'église Notre-Dame                                                              | | 1887         | à géolocaliser                     | Monument aux morts                                  |
| Monument aux morts                                             | À déterminer                  | Colleville-Montgomery | Dans le parc de la mairie                                                                  | | À déterminer | à géolocaliser                     | Image manquante                                     |
| Monument aux morts                                             | À déterminer                  | Commes                | Dans le cimetière                                                                          | | À déterminer | à géolocaliser                     | Monument aux morts                                  |
| Le Mobile (d)                                                  | Copie d'après Aristide Croisy | Dives-sur-Mer         | Dans le cimetière                                                                          | | À déterminer | à géolocaliser                     | Le Mobile (d)                                       |
| Monument aux morts                                             | À déterminer                  | Espins                | Dans le cimetière                                                                          | | À déterminer | à géolocaliser                     | Monument aux morts                                  |
| Monument aux Soldats et Marins du canton morts pour la Patrie, | Félix Charpentier             | Honfleur              | À déterminer                                                                               | Érigé par Le Souvenir français.                                                                     | 1913         | 49° 25′ 06″ nord, 0° 14′ 06″ est   | Monument aux morts de 1870 d'Honfleur               |
| Monument aux morts de 1870                                     | À déterminer                  | Ifs                   | À déterminer                                                                               | | À déterminer | à géolocaliser                     | Monument aux morts de 1870                          |
| Monument aux mobiles                                           | À déterminer                  | Lisieux               | Dans le cimetière                                                                          | Érigé par la société patriotique « La Persévérance ».                                               | À déterminer | à géolocaliser                     | Image manquante                                     |
| Monument aux morts du canton de Morteaux-Couliboeuf            | À déterminer                  | Morteaux-Couliboeuf   | Cimetière de l'église Saint Georges                                                        | Erigé par la Société Fraternelle des Anciens Combattants de 1870-71du canton de Morteaux-Couliboeuf | 1898         | à géolocaliser                     | Monument aux morts du canton de Morteaux-Couliboeuf |

#### Eure
Pour un article plus général, voir Liste des monuments aux morts dans l'Eure.
| Œuvre | Auteur                                              | Commune                    | Localisation                                                         | Notes                                                                            | Installation | Coordonnées                      | Illustration |
| --- | --------------------------------------------------- | -------------------------- | -------------------------------------------------------------------- | -------------------------------------------------------------------------------- | ------------ | -------------------------------- | --- |
| Monument aux morts de 1870                                                                                         | À déterminer                                        | Bernay                     | À déterminer                                                         |                                                                                  | 1872         | à géolocaliser                   | Image manquante |
| Tombe des mobiles de l'Ardèche et des Landes et de soldats prussiens tués dans les combats des 3 et 4 janvier 1871 | À déterminer                                        | Bourgtheroulde-Infreville  | Dans le cimetière                                                    | Commémore les soldats du 41e régiment de mobiles.                                | À déterminer | à géolocaliser                   | Image manquante |
| Monument aux morts de 1870                                                                                         | À déterminer                                        | Breteuil                   | Dans le cimetière                                                    |                                                                                  | À déterminer | à géolocaliser                   | Image manquante |
| Monument aux morts de 1870                                                                                         | À déterminer                                        | Étrépagny                  | Sur la place du Franc-Marché                                         |                                                                                  | 1873         | 49° 18′ 22″ nord, 1° 36′ 51″ est | Image manquante |
| Monument aux morts de 1870,                                                                                        | Édouard-François Millet de Marcilly et P. Jacquelin | Évreux                     | Dans le cimetière Saint-Louis                                        | Également appelé Monument du Souvenir français ou Pro Patria.                    | 1905         | à géolocaliser                   | Monument aux morts de 1870« Monument du Souvenir français, ou Pro Patria à Évreux », sur À nos grands hommes,« Monument du Souvenir français, ou Pro Patria à Évreux », sur e-monumen |
| Monument au massacre du 7 novembre 1870                                                                            | À déterminer                                        | Forêt-la-Folie             | Près de l'église                                                     |                                                                                  | 1871         | à géolocaliser                   | Image manquante |
| Monument aux morts de 1870                                                                                         | À déterminer                                        | Freneuse-sur-Risle         | À déterminer                                                         |                                                                                  | À déterminer | à géolocaliser                   | Image manquante |
| Monument aux Mobiles de l'Ardèche                                                                                  | À déterminer                                        | Gaillon                    | Dans le cimetière                                                    | Commémore les soldats du 41e régiment de mobiles.                                | À déterminer | à géolocaliser                   | Monument aux Mobiles de l'Ardèche |
| Monument au massacre du 7 novembre 1870                                                                            | À déterminer                                        | Guitry                     | Place de l'Église                                                    |                                                                                  | À déterminer | 49° 12′ 55″ nord, 1° 32′ 53″ est | Image manquante |
| Monument aux Soldats morts pour la Patrie                                                                          | Raoul Verlet                                        | Louviers                   | Dans le square Albert 1er                                            |                                                                                  | 1907         | 49° 12′ 41″ nord, 1° 10′ 25″ est | Monument aux morts de 1870 de Louviers |
| Le Génie de la Paix,                                                                                               | Frédéric-Étienne Leroux                             | Pont-Audemer               | Sur la place du maréchal Gallieni                                    | Également appelé Le Génie de la Patrie. Érigé par le Souvenir français.          | 1898         | 49° 21′ 06″ nord, 0° 30′ 49″ est | Image manquante |
| Monument des Mobiles,                                                                                              | Auguste Foucher                                     | Saint-Ouen-de-Thouberville | Au bord de la route nationale (RD 675) au lieu-dit « Maison Brûlée » | Également appelé monument aux morts des combats de Château-Robert et Moulineaux. | 1873         | 49° 20′ 46″ nord, 0° 55′ 50″ est | Monument des Mobiles |
| Monument aux Mobiles de l'Ardèche                                                                                  | Joseph Décorchemont                                 | Vernon                     | À déterminer                                                         | Commémore les soldats du 41e régiment de mobiles.                                | À déterminer | à géolocaliser                   | Monument aux Mobiles de l'Ardèche |
| Monument aux morts de 1870                                                                                         | À déterminer                                        | Vernon                     | Dans le cimetière                                                    | Érigé[Quand ?] sur le champ de tir militaire.                                    | À déterminer | 49° 05′ 30″ nord, 1° 28′ 04″ est | Image manquante |

#### Manche
Pour un article plus général, voir Liste des monuments aux morts dans la Manche.
| Œuvre                                                                                              | Auteur                              | Commune                | Localisation                                                                                  | Notes | Installation | Coordonnées                        | Illustration |
| -------------------------------------------------------------------------------------------------- | ----------------------------------- | ---------------------- | --------------------------------------------------------------------------------------------- | --- | ------------ | ---------------------------------- | --- |
| La Défense du drapeau (d) et Le Mobile (d),                                                        | Copie d'après Aristide Croisy       | Avranches              | Dans le jardin de l'Évêché                                                                    | Également appelé Monument du Souvenir français. Érigé en 1901 dans le square Thomas Becket, devant la sous-préfecture.                                                                                          | 2017         | 48° 41′ 17″ nord, 1° 21′ 53″ ouest | Monument aux morts de 1870 à Avranches |
| Pro Patria,                                                                                        | Édouard-François Millet de Marcilly | Barenton               | Sur la place du général de Gaulle                                                             | | 1904         | 48° 35′ 57″ nord, 0° 49′ 59″ ouest | Image manquante |
| Monument aux morts,                                                                                | À déterminer                        | Barfleur               | Intersection de la rue Saint-Nicolas et du quai Henri-Chardon, près de l'église Saint-Nicolas | | À déterminer | 49° 40′ 21″ nord, 1° 15′ 37″ ouest | Monument aux morts de Barfleur |
| Monument aux morts de 1870                                                                         | À déterminer                        | Bricquebec-en-Cotentin | Dans le cimetière, à côté de l'église                                                         | | À déterminer | à géolocaliser                     | Image manquante |
| Piédestal du monument à la mémoire des soldats et marins morts pour la Patrie,                     | Ernest Hulin                        | Coutances              | Dans le jardin des plantes                                                                    | Inauguré le 15 septembre 1907 sur le parvis de la cathédrale. La statue d'Anne Hilarion de Costentin de Tourville qui était dessus est fondue en 1943, dans le cadre de la mobilisation des métaux non ferreux. | À déterminer | à géolocaliser                     | Piédestal du monument à la mémoire des soldats et marins morts pour la Patrie« Monument aux morts de 1870 à Coutances », sur Wikimanche,(en) « Socle du monument aux morts de 1870 à Coutances », sur René et Peter van der Krogt |
| Monument aux soldats et marins morts pour la patrie,                                               | Félix Delteil                       | Granville              | Parvis Saint-Paul                                                                             | | 1904         | 48° 50′ 12″ nord, 1° 35′ 42″ ouest | Monument aux morts de 1870 de Granville |
| Souvenir aux soldats et marins morts pour la Patrie,                                               | Félix Delteil                       | Portbail               | Rue Denis Dumont                                                                              | | 1921         | à géolocaliser                     | Image manquante |
| Monument aux soldats et marins décédés pendant la guerre de 1870-1871 pour la défense de la Patrie | À déterminer                        | Saint-Côme-du-Mont     | Dans le cimetière, à côté de l'église                                                         | | À déterminer | à géolocaliser                     | Image manquante |
| Monument aux morts de 1870                                                                         | À déterminer                        | Saint-Lô               | Dans le cimetière                                                                             | | À déterminer | à géolocaliser                     | Image manquante |
| La Pleureuse,                                                                                      | Paul Cabet                          | Saint-Lô               | Dans le cimetière, dans le carré militaire                                                    | Érigée aux abords du carré F du cimetière en 1872. Endommagée par les bombardements de 1944. | Années 90    | 49° 07′ 02″ nord, 1° 04′ 50″ ouest | La Pleureuse |

#### Orne
Pour un article plus général, voir Liste des monuments aux morts dans l'Orne.
| Œuvre | Auteur            | Commune                            | Localisation | Notes                           | Installation | Coordonnées                        | Illustration                                                                    |
| --- | ----------------- | ---------------------------------- | --- | ------------------------------- | ------------ | ---------------------------------- | ------------------------------------------------------------------------------- |
| Monument au combat du 15 janvier 1871 | À déterminer      | Alençon                            | Dans le cimetière Saint-Léonard                                                                                              |                                 | À déterminer | à géolocaliser                     | Image manquante                                                                 |
| Colonne du capitaine E. Duchamp, capitaine des francs-tireurs de Paris mort au champ d'honneur à Alençon le 15 janvier 1871                 | À déterminer      | Alençon                            | Dans le cimetière Saint-Léonard                                                                                              |                                 | À déterminer | à géolocaliser                     | Image manquante                                                                 |
| Monument à la mémoire des soldats morts pendant la guerre de 1870 et aux colonies                                                           | À déterminer      | Alençon                            | Dans le cimetière Saint-Léonard                                                                                              | Érigé par le Souvenir français. | À déterminer | à géolocaliser                     | Image manquante                                                                 |
| Monument aux hommes du canton de Briouze morts pour la Patrie depuis 1854                                                                   | À déterminer      | Briouze                            | À déterminer |                                 | À déterminer | à géolocaliser                     | Monument aux hommes du canton de Briouze morts pour la Patrie depuis 1854       |
| Monument aux morts pour la Patrie 1870-1871                                                                                                 | À déterminer      | Ceaucé                             | Sur la place du collège, au bord de la RD 962                                                                                |                                 | À déterminer | 48° 29′ 41″ nord, 0° 37′ 31″ ouest | Image manquante                                                                 |
| Monument aux soldats morts pour la Patrie 1870-1871,                                                                                        | Georges Diebolt   | Champsecret                        | Intersection de la rue du colonel André Lefèvre (RD 208) et de la rue Charles Léandre (RD 52), à côté de l'église Notre-Dame |                                 | 1903         | 48° 36′ 33″ nord, 0° 33′ 02″ ouest | Monument aux morts de 1870 de Champsecret                                       |
| Monument aux morts de 1870 | À déterminer      | Condé-sur-Huisne                   | Dans le cimetière | Érigé par le Souvenir français. | À déterminer | à géolocaliser                     | Image manquante                                                                 |
| Monument aux soldats morts pour la Défense nationale 21 novembre 1870 - 6 janvier 1871                                                      | À déterminer      | Coulonges-les-Sablons (La Fourche) | À déterminer |                                 | À déterminer | à géolocaliser                     | Image manquante                                                                 |
| Monument à la mémoire des mobiles 3e bataillon (Orne) morts pour la France pendant la guerre de 1870-1871 49e régiment de mobiles de l'Orne | À déterminer      | Domfront                           | Dans le cimetière |                                 | À déterminer | à géolocaliser                     | Image manquante                                                                 |
| Monument aux Enfants de Flers morts pour la France 1870-1871                                                                                | Emmanuel Ladmiral | Flers                              | Dans le square Delaunay |                                 | 1923         | 48° 45′ 01″ nord, 0° 34′ 17″ ouest | Image manquante                                                                 |
| Monument aux soldats du canton de la Ferté-Macé victimes de la guerre 1870-1871                                                             | À déterminer      | La Ferté Macé                      | À déterminer |                                 | À déterminer | à géolocaliser                     | Monument aux soldats du canton de la Ferté-Macé victimes de la guerre 1870-1871 |
| Monument aux morts de 1870 | À déterminer      | Longny-au-Perche                   | Dans le cimetière |                                 | À déterminer | à géolocaliser                     | Monument aux morts de 1870                                                      |
| Le Mobile (d) (monument aux morts de 1870)                                                                                                  | À déterminer      | Saint-Bômer-les-Forges             | À déterminer |                                 | À déterminer | à géolocaliser                     | Image manquante                                                                 |
| Croix commémorative | À déterminer      | Sées                               | Dans le cimetière |                                 | À déterminer | à géolocaliser                     | Image manquante                                                                 |
| Monument aux Enfants de Tinchebray morts pour la Patrie                                                                                     | À déterminer      | Tinchebray                         | À déterminer |                                 | À déterminer | à géolocaliser                     | Image manquante                                                                 |

#### Seine-Maritime
| Œuvre                      | Auteur                            | Commune               | Localisation                   | Notes | Installation | Coordonnées    | Illustration               |
| -------------------------- | --------------------------------- | --------------------- | ------------------------------ | --- | ------------ | -------------- | -------------------------- |
| Monument aux morts de 1870 | À déterminer                      | Criquetot-sur-Ouville | À déterminer                   | | À déterminer | à géolocaliser | Monument aux morts de 1870 |
| Monument aux morts de 1870 | Eugène Bénet                      | Dieppe                | À déterminer                   | | 1908         | à géolocaliser | Monument aux morts de 1870 |
| Monument aux morts de 1870 | Robert Delandre                   | Elbeuf                | À déterminer                   | | 1905         | à géolocaliser | Image manquante            |
| Monument aux morts de 1870 | À déterminer                      | Le Havre              | Dans le cimetière Sainte-Marie | Texte inscrit : « Patrie, À la mémoire des soldats français morts au Havre pendant la guerre de 1870-1871 ». Une plaque à la mémoire des Médaillés Militaires, la 137e section du Havre a été apposée sur le monument. | À déterminer | à géolocaliser | Image manquante            |
| Monument aux morts de 1870 | À déterminer                      | Le Tréport            | À déterminer                   | | 1903         | à géolocaliser | Image manquante            |
| Monument aux morts de 1870 | Jean-Baptiste Antoine Champeil    | Maromme               | À déterminer                   | | À déterminer | à géolocaliser | Image manquante            |
| Monument aux morts de 1870 | Eugène Fauquet et Auguste Foucher | Moulineaux            | À déterminer                   | | 1901         | à géolocaliser | Monument aux morts de 1870 |
| Monument aux morts de 1870 | C. Martin et Moulon               | Neufchâtel-en-Bray    | À déterminer                   | | À déterminer | à géolocaliser | Image manquante            |
| Monument aux morts de 1870 | Georges Chedanne et Eugène Bénet  | Rouen                 | Avenue Georges-Métayer         | | 1889         | à géolocaliser | Image manquante            |

### Nouvelle Aquitaine

#### Charente
| Œuvre                                        | Auteur       | Commune   | Localisation                                          | Notes | Installation | Coordonnées    | Illustration |
| -------------------------------------------- | ------------ | --------- | ----------------------------------------------------- | ----- | ------------ | -------------- | --- |
| Monument aux morts de la guerre de 1870-71   | À déterminer | Aigre     | Dans le cimetière                                     |       | 1910         | à géolocaliser | Image manquante |
| Monument aux militaires morts pour la Patrie | Raoul Verlet | Angoulême | Au milieu du carré militaire du cimetière de Bardines |       | 1901         | à géolocaliser | Monument aux militaires morts pour la Patrie« Monument aux militaires morts pour la Patrie à Angoulême », sur À nos grands hommes |

| Commune    | cimetières et monuments commémoratifs                                                                 | illustration |
| ---------- | --- | ------------ |
| Angoulême  | monument aux mobiles de la Charente 1870-1871 (661 victimes) inauguré en 1887, œuvre de Raoul Verlet. |              |
| Barbezieux | Monument aux morts de la guerre de 1870-1871                                                          |              |
| Ruffec     | monument aux morts 1870-1871                                                                          |              |

#### Charente-Maritime
| Œuvre                                        | Auteur                 | Commune        | Localisation      | Notes | Installation | Coordonnées    | Illustration                                 |
| -------------------------------------------- | ---------------------- | -------------- | ----------------- | ----- | ------------ | -------------- | -------------------------------------------- |
| Monument aux morts de 1870                   | À déterminer           | Pons           | À déterminer      |       | À déterminer | à géolocaliser | Monument aux morts de 1870                   |
| Monument aux soldats et marins morts en 1870 | Pierre-Antoine Laurent | La Rochelle    | À déterminer      |       | 1913         | à géolocaliser | Monument aux soldats et marins morts en 1870 |
| Carré militaire de 1870-71                   | À déterminer           | Saint-Savinien | Dans le cimetière |       | À déterminer | à géolocaliser | Image manquante                              |

#### Corrèze
| Œuvre                           | Auteur       | Commune            | Localisation             | Notes | Installation | Coordonnées    | Illustration    |
| ------------------------------- | ------------ | ------------------ | ------------------------ | ----- | ------------ | -------------- | --------------- |
| Monument aux morts de 1870-1871 | À déterminer | Brive-la-Gaillarde | Dans le cimetière Thiers |       | À déterminer | à géolocaliser | Image manquante |

#### Creuse
Pour un article plus général, voir Liste des monuments aux morts dans la Creuse.
| Œuvre                             | Auteur       | Commune                      | Localisation      | Notes | Installation | Coordonnées                      | Illustration                      |
| --------------------------------- | ------------ | ---------------------------- | ----------------- | ----- | ------------ | -------------------------------- | --------------------------------- |
| Monument aux morts de 1870        | À déterminer | Aubusson                     | Dans le cimetière |       | À déterminer | à géolocaliser                   | Image manquante                   |
| Monument aux morts de 1793 à 1871 | À déterminer | Saint-Maurice-la-Souterraine | Devant la mairie  |       | 1906         | 46° 12′ 52″ nord, 1° 25′ 51″ est | Monument aux morts de 1793 à 1871 |

#### Deux-Sèvres
Pour un article plus général, voir Liste des monuments aux morts dans les Deux-Sèvres.
| Œuvre | Auteur                             | Commune           | Localisation | Notes                                                                                                 | Installation      | Coordonnées                        | Illustration |
| --- | ---------------------------------- | ----------------- | --- | --- | ----------------- | ---------------------------------- | --- |
| Monument aux morts de 1870-1871                                                                                                   | À déterminer                       | Bressuire         | Intersection du boulevard de la République et de la rue Roger Salengro                                                | | À déterminer      | à géolocaliser                     | Monument aux morts de 1870-1871                                                                                                   |
| Monument aux morts | Édouard Bauhain et Raymond Barbaud | Bressuire         | Sur la place des Anciens Combattants, anciennement place Sadi-Carnot                                                  | | À déterminer      | 46° 50′ 22″ nord, 0° 29′ 36″ ouest | Monument aux morts de Bressuire                                                                                                   |
| Monument en mémoire des Mobiles et Francs-Tireurs des Deux-Sèvres tués ou disparus pendant la guerre contre l'Allemagne 1870-1871 | À déterminer                       | Melle             | Dans le cimetière | | Octobre 1891      | à géolocaliser                     | Monument en mémoire des Mobiles et Francs-Tireurs des Deux-Sèvres tués ou disparus pendant la guerre contre l'Allemagne 1870-1871 |
| Gloria Victis | Copie d'après Antonin Mercié       | Niort             | Sur la place de Strasbourg                                                                                            | Texte inscrit : « À la mémoire des Enfants des Deux-Sèvres morts pour la défense du pays 1870-1871 ». | 1881              | 46° 19′ 45″ nord, 0° 27′ 29″ ouest | Image manquante |
| Monument aux morts de 1870-1871                                                                                                   | André Vermare                      | Nueil-les-Aubiers | Sur la place de la Girainerie, au bord de l'avenue Saint-Hubert (RD 33)                                               | | 1902              | 46° 57′ 15″ nord, 0° 35′ 24″ ouest | Image manquante |
| Monument aux morts de 1870-1871                                                                                                   | À déterminer                       | Parthenay         | Rue Pierre Curie | | À déterminer      | 46° 39′ 09″ nord, 0° 14′ 49″ ouest | Image manquante |
| Monument aux morts de 1870-1871,                                                                                                  | Charles Desvergnes                 | Thouars           | Intersection de la rue du Château et de la rue de la Tremoille (RD 39), à côté de la collégiale Notre-Dame du château | | 16 septembre 1902 | 46° 58′ 19″ nord, 0° 13′ 02″ ouest | Monument aux morts de 1870-1871 de Thouars                                                                                        |

#### Dordogne
| Œuvre | Auteur | Commune | Localisation | Notes | Installation | Coordonnées | Illustration |
| ----- | ------ | ------- | ------------ | ----- | ------------ | ----------- | ------------ |

| Commune               | cimetières et monuments commémoratifs | illustration |
| --------------------- | --- | ------------ |
| Bergerac              | Monument des Mobiles de 1870 - sculpteur : Louis Auguste Roubaud. |              |
| Monpazier             | Monument aux morts érigé en hommage aux morts du canton de la guerre de 1870-1871, par la 230e section des vétérans, par souscription avec le concours du Souvenir français. Il fut inauguré le 28 octobre 1900. Socle en pierre taillée, signé Pavie, portant une statue de Mobile. Les morts pour la France de la Première et de la Seconde Guerre mondiale, puis de l’Algérie, figurent sur des plaques apposées sur ce monument. |              |
| Nontron               | Monument aux morts de l'arrondissement de Nontron 1870-1871. La statue Le Mobile (d) est due à Aristide Croisy et le monument à l'architecte Martiel Mariaud. Il a été inauguré le 16 juin 1907. |              |
| Périgueux             | Monument commémoratif aux enfants de Dordogne morts pendant la guerre 1870-1871 du sculpteur Edmond Desca, achevé en 1909. Situé sur les allées de Tourny, il est composé d'un socle cylindrique surmonté d’un groupe sculpté représentant une allégorie de la République à laquelle s’accrochent deux soldats. |              |
| Ribérac               | Monument aux morts érigé par la 17e section des Vétérans des armées de terre et de mer en l’honneur des combattants et des morts de la guerre de 1870-1871. La statue d'Aristide Croisy représente un officier porte-drapeau. |              |
| Saint-Geyrac          | Monument aux morts de la guerre de 1870. |              |
| Terrasson-Lavilledieu | Monument aux morts de 1870. |              |

#### Gironde
Pour un article plus général, voir Liste des monuments aux morts en Gironde.
| Œuvre | Auteur | Commune | Localisation | Notes | Installation | Coordonnées | Illustration |
| ----- | ------ | ------- | ------------ | ----- | ------------ | ----------- | ------------ |

| Commune               | cimetières et monuments commémoratifs | illustration |
| --------------------- | --- | ------------ |
| Bègles                | Monument aux morts 1870-1871 |              |
| Bordeaux              | Monument aux morts de la guerre de 1870 (place de la République, entre le Palais de justice et l'hôpital Saint-André)                                                  |              |
| Bordeaux              | Gloria Victis œuvre d'Antonin Mercié place Jean-Moulin, à la gloire des vaincus de 1870.                                                                               |              |
| Caudéran              | Monument aux morts de la guerre de 1870-1871 dans le cimetière des Pins-Francs                                                                                         |              |
| Eysines               | Monument aux morts de la guerre de 1870-1871. |              |
| Saint-André-de-Cubzac | Monument aux « soldats morts pour la patrie » en 1870-1871 inauguré le 29 juin 1902 au centre du cimetière communal.                                                   |              |
| Sainte-Eulalie        | Plaque commémorative sur le mur de l'église « La commune de Sainte Eulalie d'Ambarès à la mémoire des morts au service de la patrie 1870-1871 - Requiestant in pace ». |              |
| Saint-Denis-de-Pile   | Cimetière communal : monument aux morts de la guerre de 1870-1871. |              |
| Sainte-Foy-la-Grande  | Monument « À la mémoire des soldats morts pour la patrie / 1870-71 / Oublier... jamais » (reproduction des inscriptions gravées). Cimetière communal.                  |              |
| Soussans              | Monument aux morts 1870-1871. |              |

#### Haute-Vienne
| Œuvre | Auteur | Commune | Localisation | Notes | Installation | Coordonnées | Illustration |
| ----- | ------ | ------- | ------------ | ----- | ------------ | ----------- | ------------ |

| Commune | cimetières et monuments commémoratifs | illustration |
| ------- | --- | ------------ |
| Limoges | monument « À la mémoire des enfants de la Haute-Vienne morts pour la défense de la patrie en 1870-1871 », inauguré en 1899, groupe en bronze du sculpteur Martial Adolphe Thabard. |              |

#### Landes
Pour un article plus général, voir Liste des monuments aux morts dans les Landes.
| Commune        | cimetières et monuments commémoratifs                                                                                       | illustration |
| -------------- | --- | ------------ |
| Dax            | Cimetière Saint-Pierre, monument aux défenseurs de la Patrie 1870-1871 érigé à l'initiative de la 93e section des vétérans. |              |
| Mont-de-Marsan | Monument aux morts de la Guerre de 1870-1871.                                                                               |              |

#### Lot-et-Garonne
| Commune            | cimetières et monuments commémoratifs | illustration |
| ------------------ | --- | ------------ |
| Agen               | Monument des mobiles d’Agen, dédié aux soldats de la guerre 1870-1871. |              |
| Agen               | Gloria Victis, réplique de l'œuvre d'Antonin Mercié, à la gloire des vaincus de 1870, installée en 1883 dans le jardin du lycée Bernard-Palissy. Volée en 2008.                                                                           |              |
| Astaffort          | Monument aux morts de la guerre de 1870. |              |
| Fumel              | Monument aux morts 1870-1871, inauguré en 1909, Sculpteur A. Bourlange. |              |
| Villeneuve-sur-Lot | Monument aux soldats morts pendant la guerre de 1870-1871. Ce monument est réalisé en 1885, sous la direction de l’architecte Guillaume Tronchet, avec la participation du sculpteur Georges Barreau et du fondeur Ferdinand Barbedienne. |              |

#### Pyrénées-Atlantiques
| Œuvre                           | Auteur       | Commune             | Localisation      | Notes | Installation | Coordonnées    | Illustration    |
| ------------------------------- | ------------ | ------------------- | ----------------- | ----- | ------------ | -------------- | --------------- |
| Monument aux morts de 1870-1871 | À déterminer | Arcangues           | À déterminer      |       | À déterminer | à géolocaliser | Image manquante |
| Monument aux morts de 1870      | À déterminer | Biarritz            | Dans le cimetière |       | À déterminer | à géolocaliser | Image manquante |
| Monument aux morts de 1870      | À déterminer | Oloron-Sainte-Marie | À déterminer      |       | À déterminer | à géolocaliser | Image manquante |
| Monument aux morts de 1870-1871 | À déterminer | Pau                 | À déterminer      |       | À déterminer | à géolocaliser | Image manquante |

#### Vienne
| Œuvre                                                                                    | Auteur       | Commune                  | Localisation      | Notes | Installation                | Coordonnées    | Illustration               |
| ---------------------------------------------------------------------------------------- | ------------ | ------------------------ | ----------------- | ----- | --------------------------- | -------------- | -------------------------- |
| Monument aux morts de 1870                                                               | Aimé Octobre | Châtellerault            | Boulevard Blossac |       | 1903                        | à géolocaliser | Monument aux morts de 1870 |
| Monument aux morts de 1870                                                               | Jules Coutan | Poitiers                 | À déterminer      |       | 1895                        | à géolocaliser | Monument aux morts de 1870 |
| Monument aux morts de 1870                                                               | À déterminer | Saint-Savin-sur-Gartempe | À déterminer      |       | À déterminer                | à géolocaliser | Image manquante            |
| Aux enfants du canton de Vouillé morts au champ d'honneur 1870-1871 (monument aux morts) | À déterminer | Vouillé                  | À déterminer      |       | 27 août 1899 (inauguration) | à géolocaliser | Image manquante            |

### Occitanie

#### Ariège
| Œuvre              | Auteur                      | Commune           | Localisation | Notes | Installation | Coordonnées    | Illustration    |
| ------------------ | --------------------------- | ----------------- | ------------ | ----- | ------------ | -------------- | --------------- |
| monument aux morts | Antoine Bourdelle           | Capoulet-et-Junac | À déterminer |       | 1935         | à géolocaliser | Image manquante |
| Monument aux morts | Patrice Bonnet (architecte) | Saint-Girons      | À déterminer |       | 1924         | à géolocaliser | Image manquante |

#### Aude
| Œuvre | Auteur | Commune | Localisation | Notes | Installation | Coordonnées | Illustration |
| ----- | ------ | ------- | ------------ | ----- | ------------ | ----------- | ------------ |

| Commune               | cimetières et monuments commémoratifs | illustration |
| --------------------- | --- | ------------ |
| Carcassonne           | Monument aux morts, « Les Audois » inauguré le 12 juillet 1914 pour commémorer les morts de la guerre de 1870-1871. Il se compose d’un piédestal de granit surmonté d’un groupe de soldats de bronze dans des attitudes de combat. Sur le piédestal massif figure l’inscription : « Aux enfants de l’Aude morts pour la patrie ». |              |
| Castelnaudary         | Monument de la guerre 1870-1871 dit : « La veuve et l'orphelin », sculpté par Emile Peyronnet, en 1911. |              |
| Narbonne              | Monument aux Enfants de l'arrondissement de Narbonne morts pour la Patrie en 1870-1871 et aux colonies, édifié en 1900, œuvre de Théophile Barrau. |              |
| Saint-Michel-de-Lanès | Monument aux morts 1870-1871. |              |
| Sautel                | Monument aux morts guerre 1870 |              |

#### Aveyron
| Œuvre | Auteur | Commune | Localisation | Notes | Installation | Coordonnées | Illustration |
| ----- | ------ | ------- | ------------ | ----- | ------------ | ----------- | ------------ |

| Commune                  | cimetières et monuments commémoratifs                                                           | illustration |
| ------------------------ | ----------------------------------------------------------------------------------------------- | ------------ |
| Millau                   | Monument aux Morts 1870-1871, Sculpture de marbre représentant la France de Denys Puech (1897). |              |
| Villefranche-de-Rouergue | Monument aux morts de la guerre de 1870, dans les jardins de l'hôtel de ville.                  |              |

#### Gard
| Œuvre                           | Auteur         | Commune          | Localisation | Notes | Installation | Coordonnées    | Illustration                 |
| ------------------------------- | -------------- | ---------------- | ------------ | ----- | ------------ | -------------- | ---------------------------- |
| Monument aux morts de 1870-1871 | À déterminer   | Bagnols-sur-Cèze | À déterminer |       | À déterminer | à géolocaliser | Image manquante              |
| Monument aux mobiles du Gard    | Antonin Mercié | Nîmes            | À déterminer |       | 1902         | à géolocaliser | Monument aux mobiles du Gard |

#### Gers
Pour un article plus général, voir Liste des monuments aux morts dans le Gers.
| Œuvre                         | Auteur       | Commune  | Localisation                           | Notes | Installation | Coordonnées    | Illustration                  |
| ----------------------------- | ------------ | -------- | -------------------------------------- | ----- | ------------ | -------------- | ----------------------------- |
| Plaque aux morts de 1870-71   | À déterminer | Cazaubon | Sur l'escalier de la place de l'église |       | À déterminer | à géolocaliser | Image manquante               |
| Monument aux morts de 1870-71 | À déterminer | Mauvezin | À déterminer                           |       | 1911         | à géolocaliser | Image manquante               |
| Monument aux morts de 1870-71 | À déterminer | Mirande  | À déterminer                           |       | À déterminer | à géolocaliser | Monument aux morts de 1870-71 |

#### Haute-Garonne
| Œuvre                                                        | Auteur                         | Commune         | Localisation                   | Notes | Installation | Coordonnées                      | Illustration                           |
| ------------------------------------------------------------ | ------------------------------ | --------------- | ------------------------------ | ----- | ------------ | -------------------------------- | -------------------------------------- |
| Monument aux morts de 1870                                   | À déterminer                   | L'Isle-en-Dodon | À déterminer                   |       | À déterminer | à géolocaliser                   | Monument aux morts de 1870             |
| Monument aux Enfants de la Haute-Garonne mort pour la Patrie | Paul Pujol et Théophile Barrau | Toulouse        | Allées Forain-François-Verdier |       | 1908         | 43° 35′ 48″ nord, 1° 27′ 09″ est | Monument aux morts de 1870 de Toulouse |

#### Hautes-Pyrénées
| Commune        | cimetières et monuments commémoratifs | illustration |
| -------------- | --- | ------------ |
| Tarbes         | Monument aux Morts, œuvre de Firmin Michelet inauguré par le Maréchal Foch en 1919. Le groupe du haut (Monument 1870) est intitulé « La Défense » représente la Patrie armant d'une épée un Haut-Pyrénéen. Cette statue fut commandée en 1911 et réalisée en 1913. |              |
| Vic-en-Bigorre | Monument La Revanche représentant un guerrier farouche armé d'un gourdin, réalisé par le sculpteur vicquois Edmond Desca et inauguré en 1894. |              |

#### Hérault
| Œuvre | Auteur | Commune | Localisation | Notes | Installation | Coordonnées | Illustration |
| ----- | ------ | ------- | ------------ | ----- | ------------ | ----------- | ------------ |

| Commune     | cimetières et monuments commémoratifs                                       | illustration |
| ----------- | --------------------------------------------------------------------------- | ------------ |
| Bédarieux   | Monument aux enfants du canton de Bédarieux morts pour la Patrie 1870-1871. |              |
| Béziers     | Monument de la guerre 1870-1871.                                            |              |
| Montpellier | Monument aux morts de la guerre de 1870-1871.                               |              |

#### Lot
| Œuvre | Auteur | Commune | Localisation | Notes | Installation | Coordonnées | Illustration |
| ----- | ------ | ------- | ------------ | ----- | ------------ | ----------- | ------------ |

| Commune    | cimetières et monuments commémoratifs                                                                                      | illustration |
| ---------- | --- | ------------ |
| Cahors     | Monument à la mémoire des mobiles et des soldats du Lot morts pour la Défense nationale 1870-71.                           |              |
| Cahors     | Monument à Léon Gambetta                                                                                                   |              |
| Figeac     | Monument aux Enfants de l'arrondissement de Figeac morts pour la Patrie 1870, inauguré en 1907, sculpteur Auguste Seysses. |              |
| Gourdon    | Monument aux morts « À nos frères d'armes morts pour la Patrie », édifié par les soins des vétérans du Lot 1870-1871.      |              |
| Peyrilles  | Cimetière communal, ossuaire avec la tombe de l'Abbé Filsac, aumônier volontaire des Mobiles du Lot.                       |              |
| Saint-Céré | Monument à Canrobert |              |

#### Lozère
| Œuvre                                                  | Auteur                        | Commune | Localisation                                                 | Notes                                                                                   | Installation | Coordonnées    | Illustration                                                                                                 |
| ------------------------------------------------------ | ----------------------------- | ------- | ------------------------------------------------------------ | --------------------------------------------------------------------------------------- | ------------ | -------------- | --- |
| La Défense du drapeau (d) (monument aux morts de 1870) | Copie d'après Aristide Croisy | Mende   | Sur la place Charles-de-Gaulle, anciennement place d'Angiran | Texte inscrit : « Aux Lozériens morts pour la Patrie ». Érigé par le Souvenir français. | 1896         | à géolocaliser | La Défense du drapeau (d) (monument aux morts de 1870)« Monument aux morts de 1870 à Mende », sur e-monumen. |

#### Pyrénées-Orientales
| Œuvre                      | Auteur               | Commune   | Localisation | Notes | Installation | Coordonnées    | Illustration               |
| -------------------------- | -------------------- | --------- | ------------ | ----- | ------------ | -------------- | -------------------------- |
| Monument aux morts de 1870 | Jean-Baptiste Belloc | Perpignan | À déterminer |       | À déterminer | à géolocaliser | Monument aux morts de 1870 |

#### Tarn
| Œuvre | Auteur | Commune | Localisation | Notes | Installation | Coordonnées | Illustration |
| ----- | ------ | ------- | ------------ | ----- | ------------ | ----------- | ------------ |

| Commune  | cimetières et monuments commémoratifs | illustration |
| -------- | --- | ------------ |
| Albi     | Monument aux morts inauguré en 1926, commémore également la guerre de 1870 avec les effigies des généraux Sibille et Séré de Rivières et du colonel Teyssier. |              |
| Graulhet | Monument à l'amiral Benjamin Jaurès, guerre de 1870-1871. |              |

#### Tarn-et-Garonne
| Œuvre | Auteur | Commune | Localisation | Notes | Installation | Coordonnées | Illustration |
| ----- | ------ | ------- | ------------ | ----- | ------------ | ----------- | ------------ |

| Commune             | cimetières et monuments commémoratifs | illustration |
| ------------------- | --- | ------------ |
| Beaumont-de-Lomagne | Monument aux morts de la guerre de 1870 (statue du mobile au drapeau), inauguré en 1908. |              |
| Moissac             | Monument des Combattants 1870-1871, dédié également aux victimes des guerres d’Algérie, de Tunisie, d’Italie, du Mexique et des Colonies du XIXe siècle, a été inauguré le 17 septembre 1911. |              |
| Montauban           | Monument aux Combattants et Défenseurs du Tarn-et-Garonne de 1870-1871, orné d'un groupe en bronze d'Antoine Bourdelle, commande de 1894, inauguré en 1902.                                   |              |

### Pays de la Loire

#### Loire-Atlantique
Pour un article plus général, voir Liste des monuments aux morts en Loire-Atlantique.
| Œuvre | Auteur | Commune | Localisation | Notes | Installation | Coordonnées | Illustration |
| ----- | ------ | ------- | ------------ | ----- | ------------ | ----------- | ------------ |

| Commune       | cimetières et monuments commémoratifs                                           | illustration |
| ------------- | ------------------------------------------------------------------------------- | ------------ |
| Nantes        | monument aux morts de la guerre de 1870, édifié en 1897.                        |              |
| Saint-Nazaire | Monument de 1870, sculpteur René-Philéas Carillon, inauguré le 10 juillet 1910. |              |

#### Maine-et-Loire
| Œuvre | Auteur | Commune | Localisation | Notes | Installation | Coordonnées | Illustration |
| ----- | ------ | ------- | ------------ | ----- | ------------ | ----------- | ------------ |

| Commune                | cimetières et monuments commémoratifs | illustration |
| ---------------------- | --- | ------------ |
| Angers                 | Cimetière de l'Ouest : monument aux morts de la guerre 1870-1871 avec cette dédicace, « L'Anjou à ses soldats morts pour la Patrie ».                                                                         |              |
| Cholet                 | Place de la République, monument aux morts de la guerre de 1870-1871, Gloria Victis (Gloire aux vaincus) copie en bronze de l’œuvre d'Antonin Mercié, inauguré le 13 juillet 1902.                            |              |
| Cholet                 | Monument à la mémoire des mobiles de la 2e Légion de Maine-et-Loire tombés au combat de Monnaie le 20 décembre 1870.                                                                                          |              |
| Candé                  | Monument aux morts du XIXe siècle du canton de Candé dont 39 hommes du canton morts en 1870-1871. |              |
| Châteauneuf-sur-Sarthe | Monument aux morts du canton de la guerre de 1870. |              |
| Saumur                 | Cimetière communal, carré militaire, Monument aux morts au-dessus d'une fosse commune rassemblant 249 corps. Le monument a été reconstruit en 1901. Il est devenu par la suite monument de tous les conflits. |              |
| Vihiers                | Monument aux morts 1870-1871. |              |

#### Mayenne
| Œuvre | Auteur | Commune | Localisation | Notes | Installation | Coordonnées | Illustration |
| ----- | ------ | ------- | ------------ | ----- | ------------ | ----------- | ------------ |

| Commune         | cimetières et monuments commémoratifs | illustration |
| --------------- | --- | ------------ |
| Château-Gontier | Cimetière de la Trinité, 65 militaires français inhumés dans une concession de 7 mètres entourée d'une grille en fer de 11 mètres. 19 autres sépultures françaises situées auparavant dans le cimetière de Saint-Jean et Saint-Rémy ont été réunies dans une tombe de 4 mètres avec une clôture en fer de 8 mètres. |              |
| Craon           | Cimetière communal, monument aux morts 1870-1871. |              |
| Ernée           | Cimetière communal : monument « Aux 96 soldats morts à Ernée pendant la guerre 1870-1871 ». |              |
| Laval           | Monument commémoratif du combat de Sainte-Melaine 18 janvier 1871. Ce combat fut le dernier de la 2e Armée de la Loire |              |
| Laval           | Cimetière communal de Vaufleury : ossuaire sur lequel fut érigé, en 1904, un monument de 5,40 m, dû à l’architecte Léopold Ridel. La sculpture qui l’orne, œuvre d’André-Joseph Allard, représente la Patrie armée veillant sur un de ses enfants, mort pour elle. Une couronne de feuille de chêne, traversée d’une grande palme, ornemente le piédestal. Le sommet du tombeau est marqué d’une étoile surmontant le mot « PATRIA ». En 2001, le comité de Laval du Souvenir français fit apposer sur la face avant du socle une plaque ornée d’une palme de bronze sur laquelle sont inscrits les mots suivants : « Ici reposent 504 Soldats français morts pour leur Patrie 1870-1871. » |              |
| Mayenne         | Cimetière communal, Monument aux morts avec cette dédicace : « À nos enfants morts en 1870-1871 pour la Défense de la Patrie ». |              |
| Voutré          | Plaque commémorative dans le cimetière communal. |              |

#### Sarthe
| Œuvre | Auteur | Commune | Localisation | Notes | Installation | Coordonnées | Illustration |
| ----- | ------ | ------- | ------------ | ----- | ------------ | ----------- | ------------ |

| Commune             | cimetières et monuments commémoratifs | illustration |
| ------------------- | --- | ------------ |
| Beaumont-sur-Sarthe | Cimetière communal, deux fosses communes française et prussienne rassemblant les corps de gardes mobiles de la Mayenne et de l'Orne et les corps de soldats prussiens tombés au cours des combats du 14 janvier 1871.                                                           |              |
| Changé              | Monument élevé en 1910 sur les lieux de la Bataille du Mans ou Bataille du Tertre, déplacé et dénaturé en 2010. |              |
| Conlie              | Cimetière communal, Monument aux morts 1870-1871, Croix des Bretons « À la mémoire des Mobiles bretons décédés au camp de Conlie pendant la guerre 1870-1871 ». |              |
| Conlie              | Monument en souvenir de l'Armée de Bretagne 1870-1871 |              |
| Connerré            | Cimetière communal, tombes de soldats français et prussiens. |              |
| Connerré            | Monument aux morts de 1870 |              |
| La Flèche           | Cimetière Sainte-Colombe, Tombe militaire 1870-1871 « Aux combattants 1870-1871 ». |              |
| La Flèche           | Prytanée militaire, plaque commémorative « L'Association amicale des anciens élèves fondée en 1880 a érigé ces tables à la glorieuse mémoire des anciens élèves morts pour la Patrie ».                                                                                         |              |
| Lombron             | Cimetière communal, plaque commémorative « À la mémoire des soldats français 1870-1871 - Aux veuves et orphelins victimes de guerre ». |              |
| Le Mans             | Monument au général Chanzy érigé en 1885 par la ville du Mans à la mémoire des combattants de la 2e armée de la Loire des journées de combats héroïques les 11 et 12 janvier 1871. La statue du général est de Gustave Crauk et le registre inférieur est dû à Aristide Croisy. |              |
| Rouez               | Cimetière communal, tombe militaire 1870. |              |
| Saint-Rémy-de-Sillé | Cimetière communal, tombe collective de 11 militaires français dont 4 non-identifiés et tombe de 2 militaires allemands. |              |
| Thorigné-sur-Dué    | Monument aux morts à la mémoire des soldats français morts au combat de Thorigné le 9 janvier 1871. |              |
| Vallon-sur-Gée      | Cimetière communal, deux tombes militaires 1870, allemande et française. |              |
| Yvré-l'Évêque       | Monument des combats du plateau d'Auvours 10 et 11 janvier 1871. Le général Gougeard décédé en 1886 fut inhumé sous le monument où reposaient une centaine de combattants français et prussiens.                                                                                |              |

#### Vendée
| Œuvre | Auteur | Commune | Localisation | Notes | Installation | Coordonnées | Illustration |
| ----- | ------ | ------- | ------------ | ----- | ------------ | ----------- | ------------ |

| Commune                   | cimetières et monuments commémoratifs | illustration |
| ------------------------- | --- | ------------ |
| Fontenay-le-Comte         | Monument 1870-1871. |              |
| Montaigu                  | Cimetière Saint-Jacques - monument aux morts de la guerre de 1870 avec cette dédicace : « Aux Enfants du Canton de Montaigu morts pour la Patrie ». Le monument a été érigé par la 30e Section des Vétérans au moyen d'une souscription cantonale. Inauguré le 11 septembre 1898 - une plaque y est scellée à la mémoire des Français d'outre-mer morts pour la patrie. |              |
| Mouilleron-Saint-Germain  | Monument aux morts de la guerre de 1870-1871 (construit en 1870 sur le nord de la RD 949bis puis déplacé en 1973 au chevet de l'église) |              |
| Noirmoutier-en-l'Île      | Cimetière du Point du Jour, monument « En souvenir des combattants de l'île de Noirmoutier morts au combat 1870-1871 ». |              |
| La Roche-sur-Yon          | Stèle à gauche du monument aux morts |              |
| Saint-Gilles-Croix-de-Vie | Cimetière de Saint-Gilles, Chapelle funéraire 1870-1871. |              |
| Saint-Hilaire-des-Loges   | Monument de la guerre de 1870-1871. |              |
| Saint-Laurent-sur-Sèvre   | Cimetière communal, monument guerre 1870-1871 dû au sculpteur, Auguste Guilloteau. |              |
| Xanton-Chassenon          | Monument aux morts 1870-1871, avec cette dédicace : « Aux soldats morts pour la Patrie ». |              |

### Provence-Alpes-Côte d'Azur

#### Alpes-de-Haute-Provence
| Œuvre | Auteur | Commune | Localisation | Notes | Installation | Coordonnées | Illustration |
| ----- | ------ | ------- | ------------ | ----- | ------------ | ----------- | ------------ |

#### Alpes-Maritines
| Œuvre | Auteur | Commune | Localisation | Notes | Installation | Coordonnées | Illustration |
| ----- | ------ | ------- | ------------ | ----- | ------------ | ----------- | ------------ |

| Commune             | cimetières et monuments commémoratifs | illustration |
| ------------------- | --- | ------------ |
| Auribeau-sur-Siagne | Stèle de la guerre de 1870-1871, érigée à l'initiative du Souvenir français en 1907. |              |
| La Colle-sur-Loup   | Monument aux morts sur lequel sont inscrits le nom des morts de la guerre 1870-1871. |              |
| Nice                | Monument à Garibaldi. Œuvre du sculpteur Antoine Étex (1808-1888). Le monument fut achevé par Gustave Deloye (1848-1899). L'inauguration eut lieu le 4 octobre 1891. Ce fut le premier élevé en France en l'honneur de Garibaldi. |              |
| Nice                | Monument aux morts 1870-1871 |              |
| Nice                | Cimetière de l'église Saint-Barthélémy : plaque commémorative 1870-1871 apposée par Le Souvenir français. Le délégué général A. Anglès reposent dans ce cimetière (la plaque est divisée en trois parties : la 1re « Mort en campagne 1870 » les 4 premiers noms, la 2e « Morts sous les drapeaux et anciens militaires » les 29 noms suivants et la 3e « Les Officiers italiens et sarde » les 4 derniers noms). La plaque se termine par : L'oubli est une honte, le souvenir un honneur. |              |
| Valbonne            | Monument aux morts 1870-1871, inauguré le 15 août 1908. Charles Séassal et Laurent Claude, un cannois entrepreneur de maçonnerie, en sont les architecte et statuaire, Jacques Benvenuti le graveur sur marbre. |              |

#### Bouches-du-Rhône
| Œuvre | Auteur | Commune | Localisation | Notes | Installation | Coordonnées | Illustration |
| ----- | ------ | ------- | ------------ | ----- | ------------ | ----------- | ------------ |

| Commune                | cimetières et monuments commémoratifs | illustration |
| ---------------------- | --- | ------------ |
| Marseille              | Monument aux mobiles, dédié aux « Enfants des Bouches du Rhône morts pour la Patrie ». Architecte : Gaudensi Allar, sculpteur Jean Turcan |              |
| Saint-Rémy-de-Provence | Monument aux combattants de 1870-1871. |              |
| Salon-de-Provence      | Monument à la mémoire des Enfants de Salon et de son canton morts pour la Patrie.                                                         |              |

#### Hautes-Alpes
| Œuvre                                                                           | Auteur       | Commune | Localisation                 | Notes | Installation | Coordonnées    | Illustration                                                                    |
| ------------------------------------------------------------------------------- | ------------ | ------- | ---------------------------- | ----- | ------------ | -------------- | ------------------------------------------------------------------------------- |
| Fontaine-mémorial à la mémoire des morts pour la défense de la Patrie 1870-1871 | À déterminer | Embrun  | Sur la place de la Mazelière |       | À déterminer | à géolocaliser | Fontaine-mémorial à la mémoire des morts pour la défense de la Patrie 1870-1871 |

#### Var
Pour un article plus général, voir Liste des monuments aux morts dans le Var.
| Œuvre                                                       | Auteur       | Commune    | Localisation            | Notes                     | Installation | Coordonnées                      | Illustration                                                |
| ----------------------------------------------------------- | ------------ | ---------- | ----------------------- | ------------------------- | ------------ | -------------------------------- | ----------------------------------------------------------- |
| Monument aux morts de 1870                                  | À déterminer | Barjols    | Dans le cimetière       |                           | À déterminer | 43° 33′ 20″ nord, 6° 00′ 18″ est | Monument aux morts de Barjols                               |
| Monument aux morts                                          | À déterminer | La Farlède | Dans le cimetière       | Urne enflammée au sommet. | 1920         | à géolocaliser                   | Image manquante                                             |
| Monument aux marins et soldats toulonnais morts depuis 1870 | À déterminer | Toulon     | Sur la place de la gare |                           | À déterminer | à géolocaliser                   | Monument aux marins et soldats toulonnais morts depuis 1870 |

#### Vaucluse
| Œuvre | Auteur | Commune | Localisation | Notes | Installation | Coordonnées | Illustration |
| ----- | ------ | ------- | ------------ | ----- | ------------ | ----------- | ------------ |

| Commune   | cimetières et monuments commémoratifs | illustration |
| --------- | --- | ------------ |
| Avignon   | Cimetière Saint-Véran : monument La Sentinelle des morts (1902) de Félix Charpentier, statue d'un soldat en arme avec cette dédicace : « À la mémoire de nos frères d'armes tués devant l'ennemi en 1870-1871 ». Le monument fut vandalisé en 1905 et restauré par la suite Inscrit MH (2010) |              |
| Cavaillon | Monument à Léon Gambetta, buste posé sur un socle de pierre très simple, portant l'inscription « Léon Gambetta - La ville de Cavaillon - 17 février 1876 ». |              |

## Monuments disparus
- Albert (Somme) : Monument patriotique en l'honneur de la libération de la ville, le 14 janvier 1871, par le Général Faidherbe et l'Armée du Nord et en hommage aux 19 hommes de la ville et du canton morts pendant la guerre. Édifié en 1900, grâce à une souscription publique, le monument fut complété d'une statue en bronze d'un soldat blessé, œuvre du sculpteur Albert Roze, en 1902. L'ensemble est détruit pendant la Première Guerre mondiale.
- Brest (Finistère), monument détruit pendant la Seconde Guerre mondiale.
- Caen (Calvados), monument à la mémoire des enfants du Calvados morts pour la patrie, 1870-1871, réalisé par Arthur Le Duc. Il est inauguré en 1889 sur la place Alexandre III (renommée depuis place du 36e régiment infanterie). Il est détruit par les bombardements de 1944.
- Charleville-Mézières (Ardennes) : Monument des Ardennais, ou monument commémoratif de 1870, ou L'Invasion, réalisé par Aristide Croisy, inauguré le 27 septembre 1874, un peu plus d’un an après le départ des Prussiens. La statue en bronze est déboulonnée par les autorités allemandes en 1918, envoyée en Allemagne et fondue[104].
- Dijon (Côte-d'Or): Monument à Garibaldi : architecte Deshérault, Paul Auban, sculpteur. Garibaldi était représenté debout, la tête haute, regardant vers la frontière, sa main gauche appuyée sur son sabre, sa droite étendue sur l'autel de la liberté où étaient déposés les attributs de la servitude brisés en morceaux et une couronne de laurier. Sur le socle en granite des Vosges étaient gravées les inscriptions suivantes DIJON A GARIBALDI élevé par souscription MDCCCC. En 1944, la statue est déboulonnée par les Allemands et disparait.
- Douvrin (Pas-de-Calais) : monument aux morts 1870-1871 inauguré en 1907 et détruit pendant la Première Guerre mondiale.
- Lille (Nord) Monument commémoratif de la défense nationale en 1870 datant de 1894, dédié en premier lieu à Achille Testelin. Détruit par les Allemands en 1918. Sculpteur : Bonnier  Robert Coin ; architecte : Louis Marie Cordonnier
- Mauriac (Cantal), construit en 1877 en pierre de Volvic et inauguré sur une initiative privée, il a été démonté vers 1965 et ses pierres réutilisées[105].
- Merville (Nord) : réalisé par Aristide Croisy, situé dans le jardin public. Il est détruit pendant la Première Guerre mondiale.
- Moreuil (Somme) : réalisé par Aristide Croisy. Il est inauguré le 17 octobre 1906 sur la place de l'église. Il est détruit en 1916. Sur le revers du monument aux morts réalisé en marbre par Albert Roze, inauguré le 14 août 1924, en présence du général Charles Nollet, figure, en haut, en médaillon la tête sculptée d'un soldat français de 1870 avec la liste des morts 1870-1871.
- Pontoise (Val-d'Oise) Fondu sous le régime de Vichy (octobre 1941), dans le cadre de la mobilisation des métaux non ferreux[106]
- Roanne (Loire), monument inauguré en 1893, bronze de Eucher Girardin.
- Saint-Quentin (Aisne): Monument de la défense de Saint-Quentin en 1870, œuvre de Louis-Ernest Barrias, érigé en l’honneur des citoyens de Saint-Quentin qui repoussèrent victorieusement un corps des troupes allemandes dans la journée du 8 octobre 1870 et des soldats de l’Armée du Nord qui luttèrent contre les forces trois fois supérieures dans la bataille du 19 janvier 1871, fut inauguré le 8 octobre 1881. Trop endommagé pendant la Première Guerre mondiale, il n'est pas reconstruit.
- Verdun (Meuse) : Monument aux défenseur de Verdun, siège de 1870 ou L'Effort ou Monument de la Défense, réalisé par Eugène-Jean Boverie. Fondu sous le régime de Vichy, dans le cadre de la mobilisation des métaux non ferreux.
- Wassy (Haute-Marne), monument détruit.

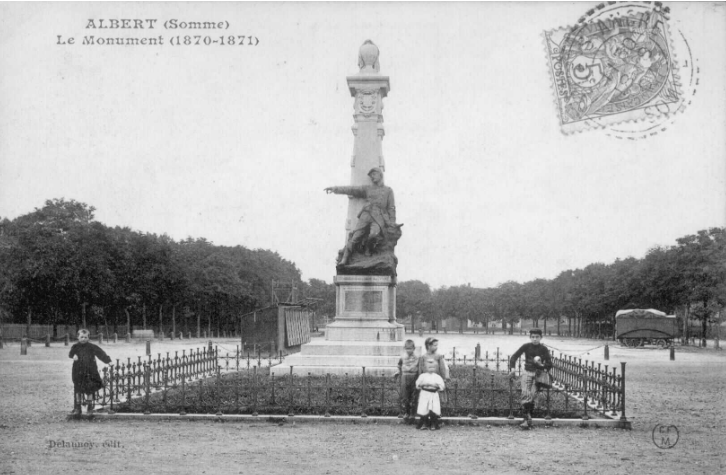
Albert (Somme), monument patriotique (guerre de 1870).
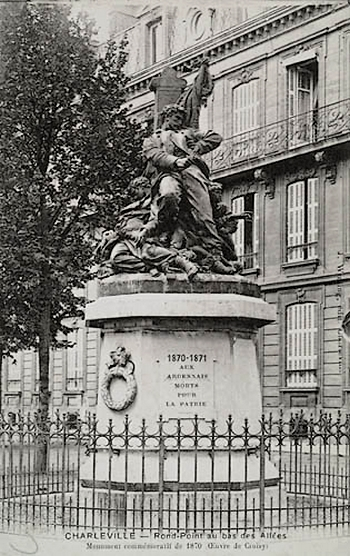
Monument à Charleville-Mézières, détruit en 1918.
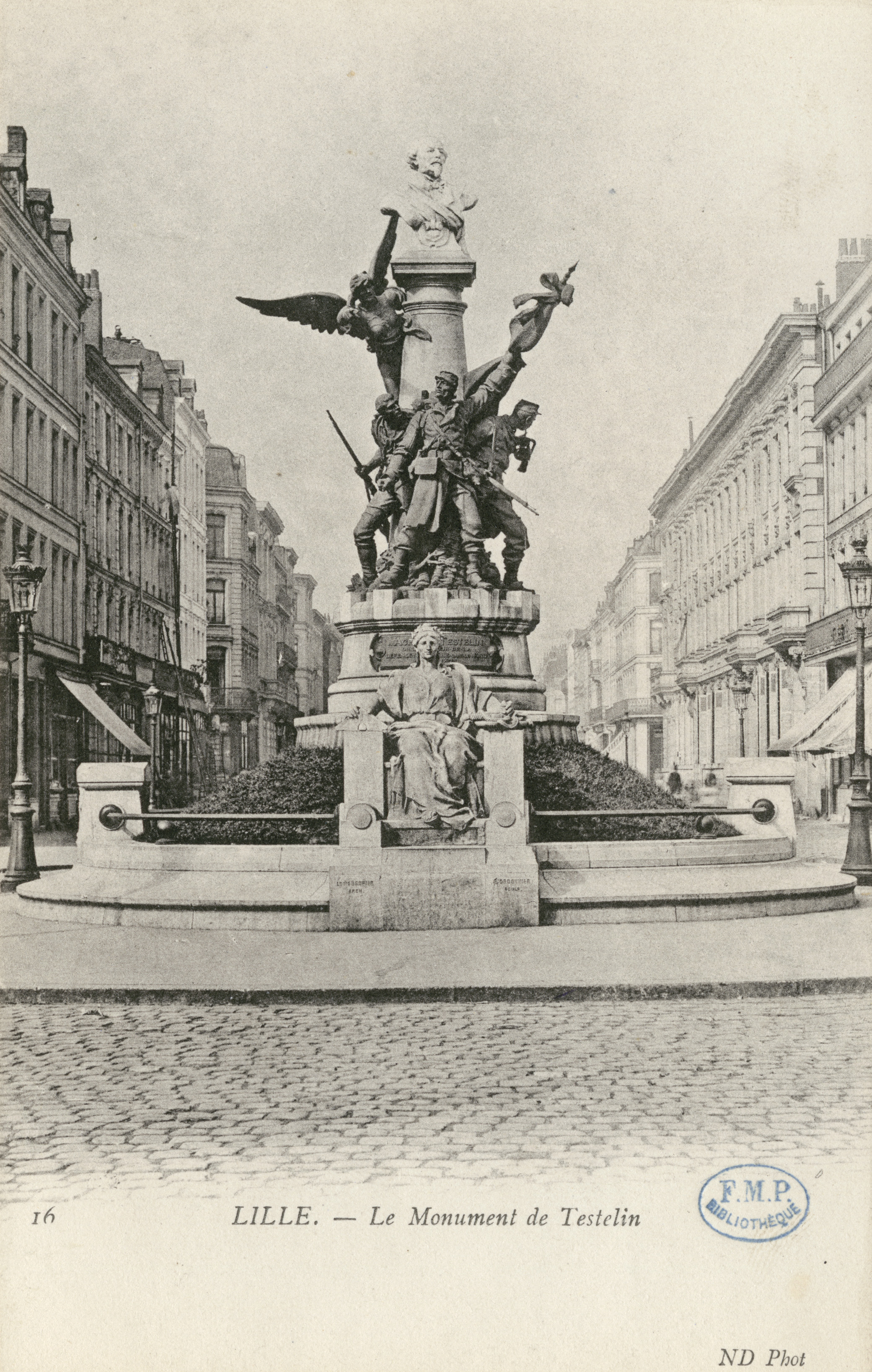
Monument commémoratif de la défense nationale en 1870 à Lille, détruit en 1918.
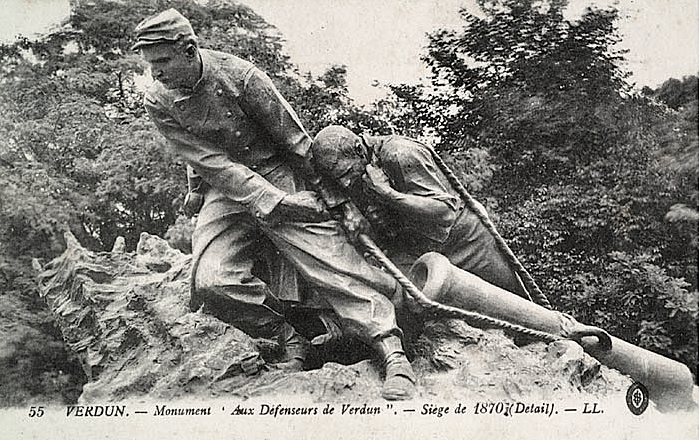
Monument à Verdun, fondu pendant la Seconde Guerre mondiale.

## Monuments commémoratifs et lieux de mémoire dédiés aux soldats français, hors de France
En territoire allemand, il existe aussi au moins un mémorial, le « cimetière d'honneur » ou « vallée d'honneur », situé dans le jardin franco-allemand de Sarrebruck, qui contient les tombes de soldats tombés au combat des deux côtés lors de la bataille de Forbach-Spicheren du 6 août 1870, inauguré le 16 octobre 1870.
En Suisse, MémorialGenWeb a recensé 128 communes possédant un mémorial, une stèle, un carré militaire en rapport avec des morts français, par suite de blessures ou maladies, de l'armée de l'Est qui s'était réfugiée dans ce pays,.